# Catalogne
Pour les articles homonymes, voir Catalogne (homonymie).
Ne doit pas être confondu avec Pays catalans ou Catalogne nord.
La Catalogne  (en catalan : Catalunya, en occitan : Catalonha, en espagnol : Cataluña) est une communauté autonome du Nord-Est de l'Espagne qui a le statut d'une nationalité dans son statut d’autonomie. Sa capitale et métropole est la ville de Barcelone. Elle est entourée par la Communauté valencienne au sud, l'Aragon à l'ouest, l'Andorre au nord-ouest, la France au nord, et la mer Méditerranée à l'est.
Une partie de ses terres fait donc frontière avec la France. Elle couvre une superficie de 32 106 km2 (6 % de la superficie de l'Espagne). Ses langues officielles sont le catalan, l'occitan (dialecte aranais en val d'Aran) et l'espagnol (ou castillan). Fin 2023, elle comptait 8 005 784 habitants (17 % de la population espagnole), ce qui en faisait la deuxième communauté d'Espagne après l'Andalousie et la dixième subdivision territoriale de premier niveau administratif d'Europe au regard de la population. Elle est également la plus peuplée parmi les Pays catalans, ensemble culturel et linguistique qui la lie à la Communauté valencienne, aux îles Baléares, à la principauté d'Andorre, à la Franja aragonaise, à la ville italienne d'Alghero en Sardaigne et à l'essentiel du département français des Pyrénées-Orientales.
La Catalogne est l'une des 17 communautés autonomes d'Espagne, et possède son identité (article 1 de son statut d'autonomie) qui est notamment représentée par son gouvernement, son drapeau (la senyera) et sa langue (le catalan), entre autres éléments. Elle est régie par un statut d'autonomie. Depuis le 19 juillet 2006, elle est définie comme « réalité nationale » par son statut d'autonomie de 2006. Le préambule de cette loi, qui n'a pas de valeur juridique, déclare que le parlement catalan définit la Catalogne comme nation,. Le parlement de Catalogne, majoritairement indépendantiste, a proclamé le 27 octobre 2017 la République catalane,,,, conduisant l'Espagne à suspendre provisoirement tous les pouvoirs de la généralité de Catalogne.
Administrativement, la communauté autonome de Catalogne actuelle est divisée en quarante-deux comarques, regroupées en quatre provinces : Barcelone (Barcelona), Gérone (Girona), Lérida (Lleida) et Tarragone (Tarragona). Les agglomérations les plus importantes sont celle de Barcelone, par ailleurs deuxième aire urbaine d'Espagne en talonnant de peu Madrid, et celle de Tarragone.
La Catalogne est née en tant que réalité nationale par la réunion politique de plusieurs comtés de l'ancienne marche d'Espagne carolingienne entre le IXe et le XIIe siècle sous l'autorité de la maison de Barcelone. La principauté de Catalogne ainsi constituée devient progressivement un État à la fin du Moyen Âge, avec ses institutions comme les Corts, son droit hérité du droit romain, wisigothique et féodal et compilé dans les Usatges, ou encore sa langue, le catalan, qui se constitue en langue administrative, juridique et littéraire à partir du XIIe siècle.
Par le système politique de monarchie pactiste, la Catalogne conserve ses spécificités et privilèges institutionnels, coutumiers et juridictionnels, appelés constitutions et autres droits, au sein de la couronne d'Aragon puis du royaume d'Espagne, jusqu'aux décrets de Nueva Planta de 1715 et 1716 qui, après une longue guerre et la conquête de la Catalogne par les armées franco-castillanes, abolissent les institutions catalanes. Après le mouvement de renouveau de la langue et de la culture catalanes de la Renaixença dans la deuxième moitié du XIXe siècle, le nationalisme catalan ou « catalanisme » se structure idéologiquement à la fin du XIXe siècle, tandis que la Catalogne est l'une des rares régions d'Espagne à connaître alors une importante révolution industrielle. De même, le mouvement artistique du modernisme témoigne de l'ouverture sur l'Europe de la région ainsi que du nouveau rayonnement culturel que connaît ce territoire.
Industrialisée depuis le XIXe siècle, avec les secteurs historiquement dominants du textile, de la construction navale ou de la mécanique auxquels se sont ajoutés à la fin du XXe siècle ceux du tourisme, de l'automobile, de la chimie, de la pharmacie, de l'agroalimentaire ou de l'informatique, la Catalogne est aujourd'hui la deuxième communauté autonome la plus riche d'Espagne et la onzième des subdivisions territoriales de l'Union européenne, avec un produit intérieur brut (PIB) de 255 milliards de dollars en 2012. La communauté fait partie depuis 1988 des Quatre moteurs pour l'Europe avec le land allemand du Bade-Wurtemberg, la région italienne de Lombardie et celle française de Rhône-Alpes (devenue Auvergne-Rhône-Alpes en 2016), et depuis 2004 de l'eurorégion (devenue en 2009 un groupement européen de coopération territoriale ou GECT) Pyrénées-Méditerranée avec la région française d'Occitanie ainsi que la communauté espagnole des îles Baléares (auxquelles s'ajoutait jusqu'en 2006 l'Aragon).

## Toponymie
Un manuscrit de Al-Udri (en) (antérieur à son décès en 1085) mentionne le toponyme Talūniya, auquel le préfixe "ca" ou "cala" aurait été ajouté pour donner "cataluniya" ou "calatuniya",.
Auparavant, et à la suite de l'Histoire générale de Languedoc de Claude Devic et Joseph Vaissète, puis des Orígenes históricos de Cataluña de Josep Balari i Jovany (es),, les auteurs s'accordaient pour considérer que le toponyme est attesté, pour la première fois,, dans le Liber Maiolichinus de gestis Pisanorum illustribus, un poème latin de 3 515 hexamètres relatant l'expédition de Pisans, alliés du comte Raimond-Bérenger III de Barcelone, contre les Sarrasins des îles Baléares : le substantif Catalania y figure une fois, ; et les adjectifs Catalanensis et Catalanicus, respectivement neuf, et six fois,.
Le nom de la Catalogne a commencé à être utilisé au XIIe siècle en référence au groupe de territoires qui composaient la marche d'Espagne, qui sont progressivement devenus indépendants des autorités franques.
Nombre d'hypothèses ont été émises sur l'étymologie du toponyme mais toutes ont été repoussées, notamment pour des motifs d'ordre phonétique :
- Gothia, Gothland, puis Gothlandia : la « terre des Goths », vu que la marche d'Espagne aurait été l'une des terres des Goths[30]. Cependant, la fin « -lunya » du nom catalan Catalunya oriente, sur le plan linguistique, vers une expression latine Gotia Longa (ou Gota lonna), soit « Gothie étendue » (jusqu'à Barcelone), autrement dit « Grande Gothie » par opposition à ce qui serait la « petite Gothie » du IXe siècle connue sous le nom de marquisat de Gothie[31],[32]. Cette interprétation est corroborée par la forte admiration des ancêtres goths entretenue localement pendant les IXe et Xe siècles qui ont vu l'affirmation du comté de Barcelone.
- Selon Grousset, L'empire des steppes (Editions Payot, Paris, 1965), p119 « [certaines tribus d'Alains] passèrent en Espagne, se mèleront aux Suèves en Galice, ou formeront avec les Wisigoths un élément mixte qui donnera peut-être son nom au pays « goth-alain » ou Catalogne (?) »
- Lacetani « Lacétains », nom d'une tribu ibère établie au nord-ouest de la Catalogne actuelle, dont le nom pourrait avoir évolué en Katelans par métathèse, puis en Catalans[33],[34],[35].
- Catu-vellauni, un peuple celte belge, devenu les Catalauni en latin, et aujourd'hui appelés les Catalaunes en français. À l'époque de l'installation des peuples belges au nord de la Seine, au début du IIIe siècle av. J.-C., un rameau des Catalauni, qui occupait la partie sud-est du département de la Marne et le Nord de celui de la Haute-Marne, peut-être en liaison avec la migration identique des Volques, se serait établi sur le territoire de l'actuelle Catalogne[36],[37]. Il est toutefois probable que des Proto-Celtes se soient établis dans la région pendant la période de la civilisation des champs d'urnes ou même du Campaniforme.
- Catalani, dérivé de *(Monte)catalanus, lui-même dérivé de Montecatatanus (aujourd'hui la ville de Montcada près de Barcelone)[29].
- Catlanus, issu de castellanus « châtelain »[29].
- Castellani, peuple ibérique de la province de Gérone au nord des Ausetani, possiblement issue de la tribu belge des Catalauni.

## Histoire
Du fait de son emplacement, le territoire catalan a été l'objet de nombreuses influences externes, souvent simultanément, depuis les temps préhistoriques jusqu'à la naissance de l'Espagne en tant qu'État, ainsi que de nombreuses circulations d'hommes, d'idées, de savoirs et de techniques [réf. nécessaire]. Inversement, il a été lui-même une importante source d'inspiration pour d'autres territoires, principalement durant le Moyen Âge, lorsqu'il est devenu le cœur politique et culturel de la Couronne d'Aragon[réf. nécessaire]. Cette dernière a établi une thalassocratie en Méditerranée occidentale entre le XIIIe siècle et le XVIe siècle, laissant un héritage d'environ 10 millions de catalanophones à ce jour[Quand ?] [réf. nécessaire].
L'union dynastique avec la couronne de Castille en 1479 mais surtout les conséquences de la guerre des faucheurs de 1640-1659, de la prise de Barcelone le 11 septembre 1714 par les forces franco-castillanes de Philippe V de Bourbon, des guerres carlistes au XIXe siècle ou de la dictature nationaliste et centralisatrice de Francisco Franco entre 1939 et 1975 ont fortement diminué le rôle politique et culturel joué par la Catalogne en Espagne et en Europe [réf. nécessaire].

### Le territoire avant la formation de la Catalogne

#### Préhistoire

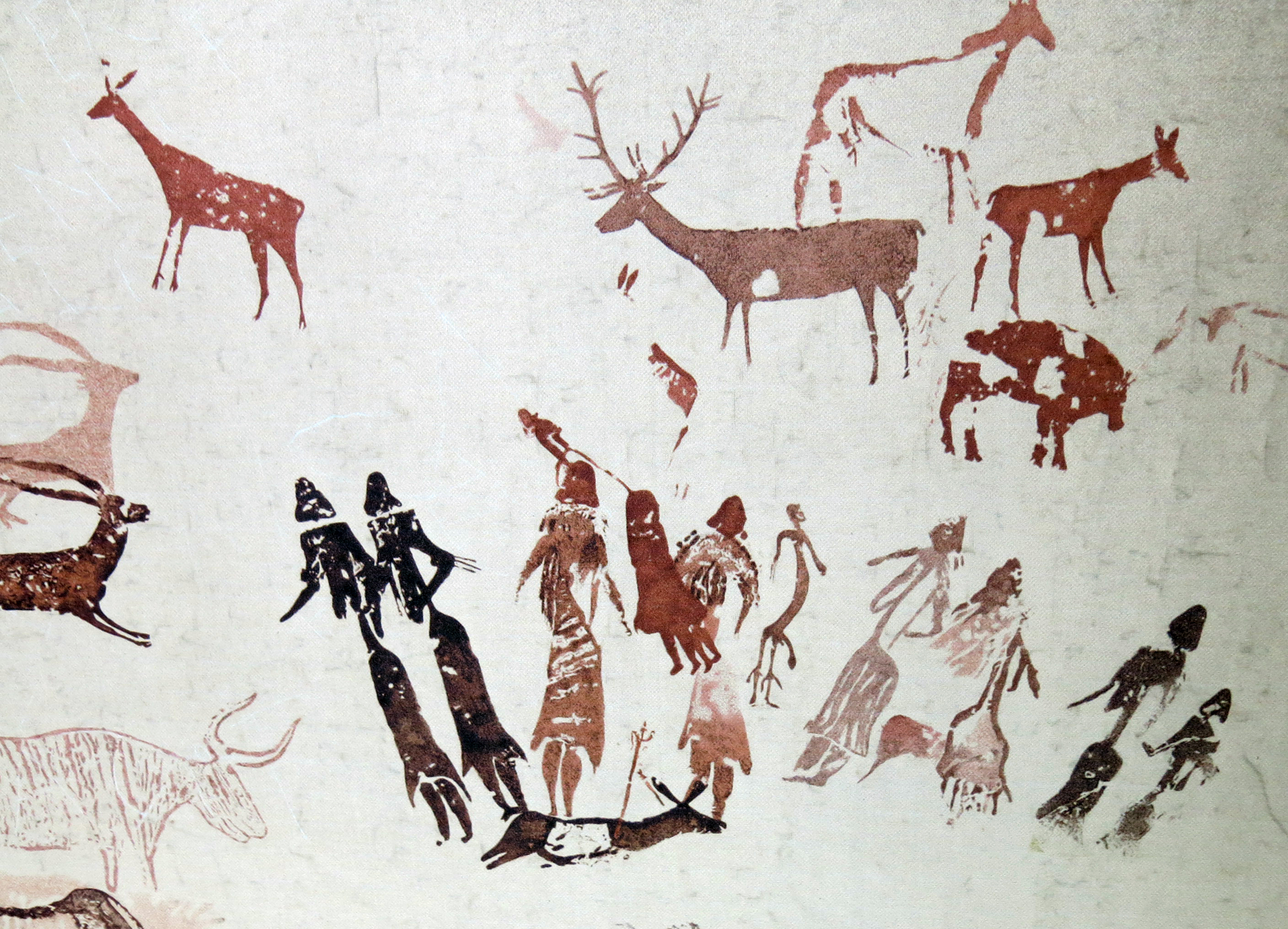
Les Danseurs de Cogul, dans l'actuelle province de Lérida, est l'une des œuvres les plus représentatives d'art levantin.

Les plus anciennes traces de peuplement du territoire catalan actuel remontent à la fin du Paléolithique inférieur et au début du Paléolithique moyen, il y a 250 000 à 550 000 ans. Si les plus anciens vestiges d'une industrie lithique ont été découverts au nord des Pyrénées, dans la caune de l'Arago (homme de Tautavel), le plus ancien reste humain au sud est une mandibule de pré-néandertalien d'environ 250 000 ans qui a été mise au jour à Banyoles en 1887.
Plusieurs gisements importants peuvent être cités pour le Paléolithique moyen et le Paléolithique supérieur. En ce qui concerne les sites de l'Épipaléolithique et du Mésolithique, les plus importants gisements conservés sont pour leur part datés entre 8 000 et 5 000 ans av. J.-C., dont de nombreux vestiges d'art rupestre levantin [réf. nécessaire].
Le Néolithique débute en terres catalanes environ 5 800 à 4 500 ans av. J.-C., même si le degré de sédentarisation était nettement inférieur à celui d'autres régions ; en effet, l'abondance de zones boisées permit de maintenir un rôle majeur à la chasse et à la cueillette au sein des activités de subsistance. Quoi qu'il en soit, plusieurs cultures néolithiques vont se développer dans la région : le Cardial (site de La Draga près de Banyoles), la culture des sépultures en fosse montrant des influences du Chasséen (mines de Gavà). Suivent ensuite le Campaniforme au Chalcolithique d'environ 3000 av. J.-C. à environ 2500 av. J.-C., puis la civilisation des champs d'urnes à l'âge du bronze entre 1 200 et 750 av. J.-C.[réf. nécessaire].

#### Antiquité pré-romaine (Xesiècleav. J.-C.-IIIesiècleav. J.-C.)

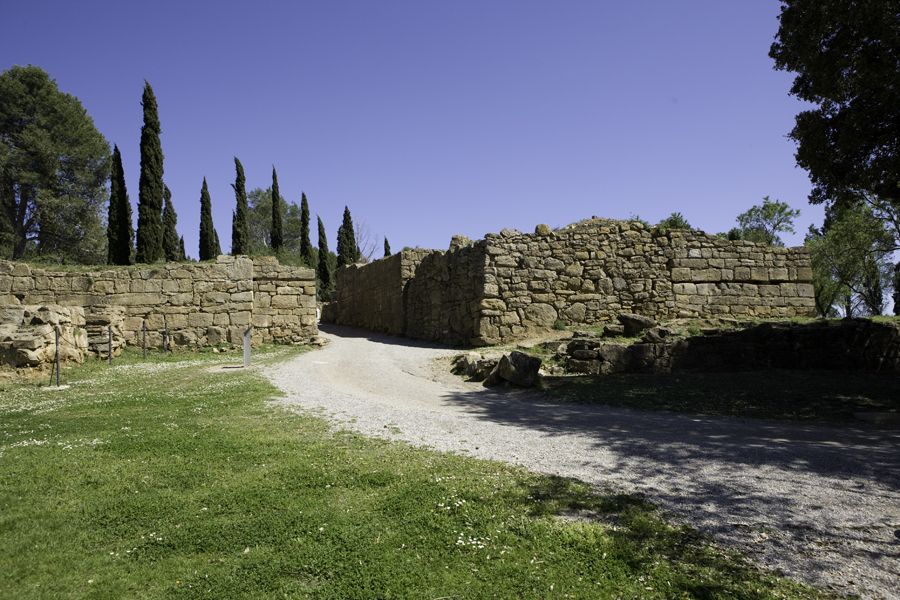
Vestiges de l'enceinte d'une ancienne cité ibérique à Ullastret (Baix Empordà, Gérone).

À l'époque pré-romaine, le territoire de Catalogne, comme le reste de la partie méditerranéenne de la péninsule, a été peuplé par les Ibères. D'après les éléments livrés par l'archéologie et les recherches les plus récentes, il semble falloir abandonner l'idée, longtemps défendue par l'historiographie, que les Ibères soient un peuple migrateur venu d'Afrique, mais qu'ils soient le fruit d'apports de population différentes (notamment indo-européennes) ayant fini par développer une culture commune. Les Ibères connaissent un développement qui prend sa source au début du Ier millénaire av. J.-C. et se termine avec la conquête romaine dans le courant du IIe siècle av. J.-C..
En réalité, ce n'est qu'à partir du VIe siècle av. J.-C. que les régions du Nord de l'Ibérie, et surtout la région de la basse vallée de l'Èbre, commencent à prendre plus de visibilité sur le Sud, jusque-là favorisé par ses activités minières et ses relations commerciales avec les peuples puniques. Cette région septentrionale, comprenant l'actuel territoire de la Catalogne, jusque-là d'un caractère plutôt agricole en regard des territoires du Sud, miniers, connaîtra un développement singulier, avec le développement d'une civilisation proto-urbaine, l'entrée dans l'âge du fer et l'invention d'une écriture. Certaines agglomérations deviennent des cités importantes, notamment Ilerda (Lérida) à l'intérieur des terres, Biscargis (à l'emplacement inconnu mais situé au sud de la Catalogne actuelle ou au nord de la Communauté valencienne), Hibera (peut-être Tortosa) ou Indika (Ullastret). Les Ibères de cette région (dont les principaux peuples sont les Ilergetes, les Indigetes, les Lacétans ou les Cerretains) entretiennent également des relations avec les peuples du Nord de la Méditerranée : Gaulois, Grecs, et plus tard Romains. Des colonies marchandes côtières ont été établies par les anciens grecs qui se sont installés à Emporion (Empúries) et à Roses [réf. nécessaire].

#### Le cœur de la Tarraconaise romaine (IIesiècleav. J.-C.-Vesiècle)

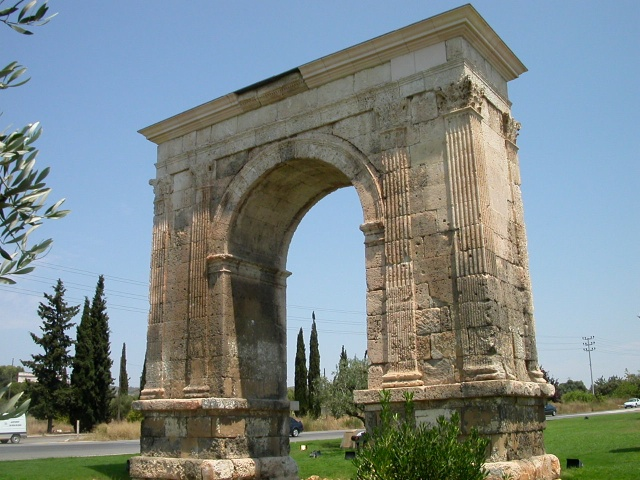
Arc de Berà (Roda de Berà, Tarragone).

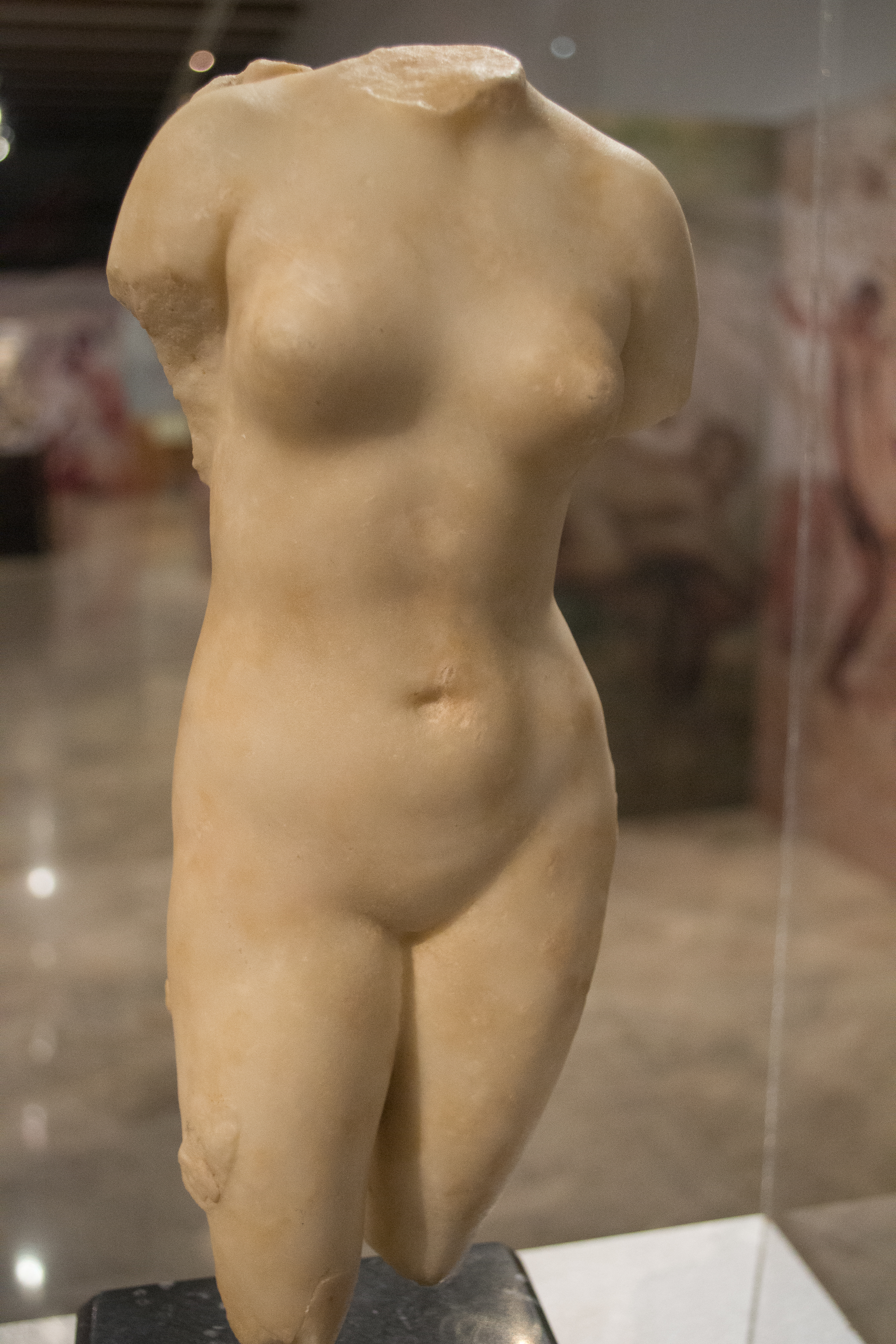
Vénus de Badalone.

Après la défaite des Carthaginois face à la République romaine en 202 av. J.-C., ce territoire est devenu la première région ibérique à passer sous domination romaine en intégrant l'Hispanie, la partie occidentale de l'Empire romain. Tarraco (Tarragone) était l'une des plus importantes cités romaines en Hispanie, et la capitale de la province de Tarraconaise (ou Hispanie citérieure). Les autres cités importantes de la période romaine dans cette région sont Ilerda (Lérida), Dertosa (Tortosa), Gerunda (Gérone) ainsi que les ports d'Empuriæ (ancienne Emporion), Baetulo (Badalone) et Barcino (Barcelone). Il s'agit de l'une des premières parties de l'Empire à se romaniser, entre le IIe siècle av. J.-C. et le Ier siècle. Comme pour le reste de l'Hispanie, le droit latin est accordé à l'ensemble des cités sous le règne de Vespasien (69-79), tandis que la citoyenneté romaine est accordée à tous les hommes libres de l'Empire par l'édit de Caracalla en 212 (Tarraco, la métropole, était déjà une colonie de droit romain depuis -45). C'est une province riche, agricole (huile d'olive, vigne, blé), tandis que la période de la République puis du Haut-Empire romain correspond à la construction de routes (dont la plus importante reste la Via Augusta parallèle au littoral méditerranéen) et d'infrastructures pour l'irrigation [réf. nécessaire].

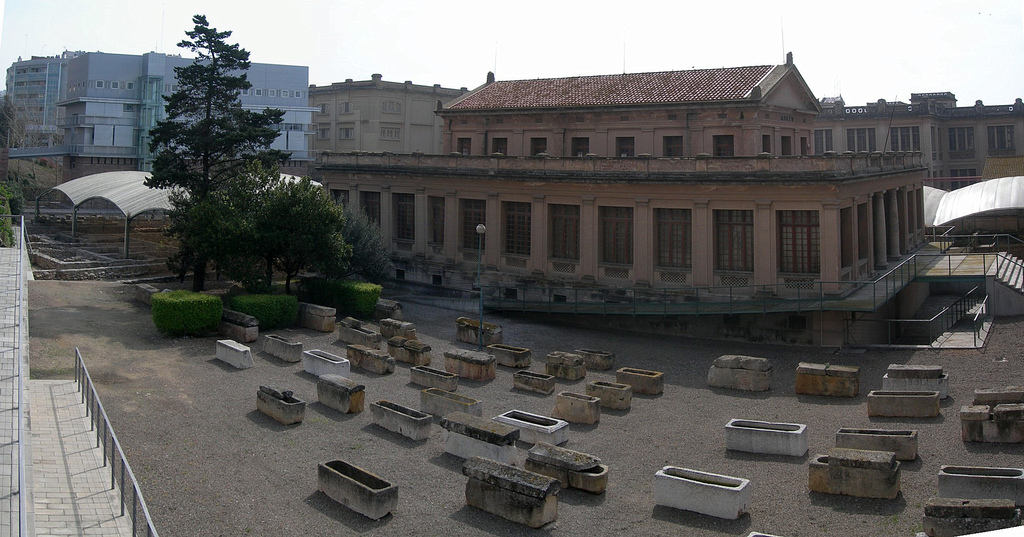
Cimetière paléochrétien de Tarragone.

Au Bas-Empire, les provinces sont réorganisées en 293 et la Tarraconaise réduite au nord-est de la péninsule, correspondant à un territoire légèrement plus vaste que l'actuelle Catalogne. La christianisation, commencée de manière attestée au IIIe siècle, est achevée au IVe siècle. De plus, il s'agit du seul territoire hispanique à rester sous contrôle romain et à ne pas passer sous la domination des Vandales, des Suèves et des Alains au Ve siècle, bien que les principales cités y aient subi des pillages fréquents qui provoquent une certaine désurbanisation (à commencer par le déclin de Tarraco ou la destruction d'Empuriæ). Un repli défensif s'opère vers les grands domaines latinfundiaires de la vallée de l'Èbre ou vers les montagnes. C'est l'installation dans cette région d'un peuple barbare fédéré à Rome, les Wisigoths, qui contribue au maintien d'une certaine stabilité [réf. nécessaire].

### D'un État catalan à une province de l'Espagne (Vesiècle-XVIIIesiècle)

Comtés catalans du VIIIe siècle au XIIe siècle.

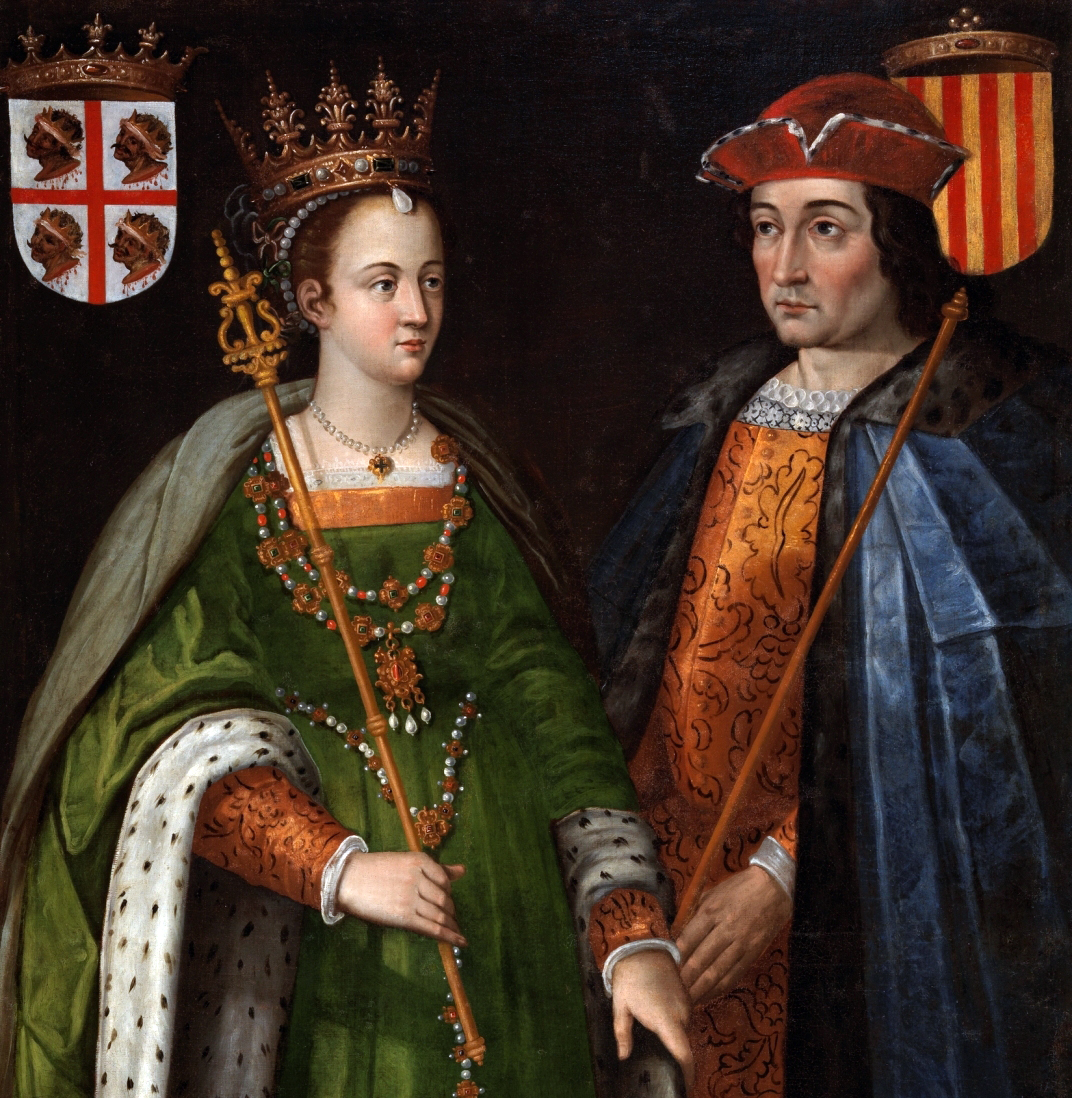
Pétronille d'Aragon et Raimond-Bérenger IV de Barcelone, selon l'interprétation de Filippo Ariosto (1586).

#### Des Wisigoths aux comtés de la Marche d'Espagne (Vesiècle-XIIesiècle)
Après la chute de l'Empire romain d'Occident, la région est l'un des principaux foyers d'installation des Wisigoths et l'un des points de départ de leur conquête d'une grande partie du reste de la péninsule Ibérique. Ils contribuent à ramener une stabilité et un essor économique, ainsi qu'au développement de nouveaux centres urbains qui existaient déjà à l'époque romaine mais qui étaient jusque-là d'importance secondaire, à commencer par Barcino ou Barcelone. Celle-ci sert d'ailleurs de capitale au Royaume wisigoth en 415, de 507 à 510 et de 531 à 548[réf. nécessaire]. En 718, elle est passée sous contrôle musulman et est devenue une partie d'al-Andalus, une province du Califat omeyyade.
Ensemble de comtés qui forment la marche d'Espagne de l'Empire carolingien depuis la conquête par Charlemagne (785-801), la Catalogne naît au IXe siècle[réf. nécessaire]. De là, en contact direct avec les territoires restés sous domination musulmane, elle devient l'un des foyers de la Reconquista ainsi que l'une des interfaces des échanges commerciaux, culturels, scientifiques et techniques qui s'établissent entre les mondes arabo-musulmans et chrétiens. De nombreuses abbayes sont fondées entre le IXe siècle et le XIIe siècle tandis que dans les cités les sièges épiscopaux sont restaurés, formant de riches seigneuries ecclésiastiques ainsi que d'importants foyers artistiques et intellectuels[réf. nécessaire]. Ces centres religieux contribuent à une importante diffusion de l'Art roman en Catalogne (abbayes de Ripoll ou de Montserrat, collégiale de Cardona, cathédrale de Gérone) ainsi qu'à l'entretien de riches bibliothèques nourries d'ouvrages antiques, wisigothiques et arabes. C'est là que le philosophe et mathématicien Gerbert d'Aurillac (futur pape sous le nom de Sylvestre II) est formé et apprend, entre autres, le maniement du système de numération décimal (sans le zéro) indo-arabe,,. Sa langue, le catalan, très proche au Moyen Âge de l'occitan, se développe à partir du IXe siècle[réf. nécessaire].
Le « père fondateur » de la Catalogne serait Guifred le Velu, nommé comte de Barcelone en 878 au concile de Troyes [réf. nécessaire]. Guifred le Velu est l'ancêtre de la dynastie de Barcelone, qui construit peu à peu l'État catalan autour du comté de Barcelone, en ignorant la suzeraineté des rois francs considérés de plus en plus comme incapables d'assurer la protection (comme en témoigne la sac de Barcelone en 985 par les troupes maures d'Almanzor sans que le roi Lothaire, pourtant appelé à l'aide par le comte Borrell II, n'intervienne) [réf. nécessaire]. Ces comtés sont également parmi les lieux de naissance de la paix de Dieu à la fin du Xe siècle, et surtout de la trêve de Dieu qui en découle au XIe siècle, ainsi que de leur institutionnalisation sous le contrôle des Églises locales et de leurs prélats (évêques et abbés réformateurs),,. La pratique de ces « assemblées de paix » (qui préfigurent les corts) comme le maintien d'une forte culture juridique de l'écrit (attestée par la rédaction de conventions ou convenientiæ) vont constituer les bases de cet État catalan en construction, dans une société profondément féodalisée depuis la crise du XIe siècle.

#### L'essor de la principauté médiévale de Catalogne (XIIesiècle-XVesiècle)
En 1137, le comte de Barcelone épouse l'héritière du royaume d'Aragon. À ce moment naît la couronne d'Aragon qui développe un mode d'administration original, très décentralisé pour répondre aux fortes différences tant politiques qu'économiques et linguistiques des deux parties de la couronne, le royaume d'Aragon et la principauté de Catalogne[réf. nécessaire].

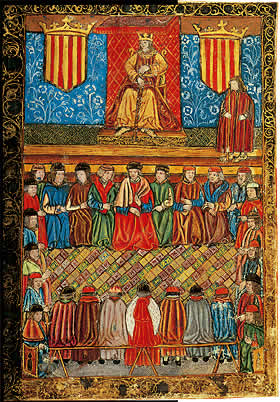
Cort General de Catalunya.

La couronne d'Aragon atteint son apogée avec la conquête du royaume de Valence et le développement de son influence en Méditerranée : les souverains d'Aragon prennent possession de la Sicile, du royaume de Naples et temporairement de la Sardaigne et de la Corse dont ils sont à l'origine du drapeau à tête de maure. Les almogavres, mercenaires catalans [réf. nécessaire], vont créer un éphémère duché en Grèce. Cette expansion explique l'usage de la langue catalane de nos jours au Pays valencien, aux Baléares et dans un bourg de Sardaigne, Alghero [réf. nécessaire]. Devenue une véritable thalassocratie, cet ensemble catalano-aragonais joue un rôle de premier plan dans l'essor économique et commercial connu par l'Occident chrétien aux XIIe siècle et XIIIe siècle, porté par le commerce maritime et les activités textiles, contribuant au développement des villes (dont surtout Barcelone mais aussi Gérone, Tarragone, Lérida ou Tortosa) et à l'affirmation d'une nouvelle élite urbaine faite de marchands, négociants ou tisserands, la bourgeoisie [réf. nécessaire].
La frontière avec la France est fixée par le traité de Corbeil de 1258, après l'échec de l'intervention aragonaise lors de la croisade des albigeois. Le Roussillon et le Nord de la Cerdagne sont alors inclus dans la Catalogne. En 1283, la principauté de Catalogne a célébré l'officialisation d'un Cort General (le parlement) régulier, qui a approuvé les constitutions catalanes et, en 1359, a créé la Députation du General (ou Generalitat), consolidant ainsi le système de gouvernement de la monarchie pactiste ou contractuelle, qui caractérise la Catalogne jusqu'à l'établissement de l'absolutisme au XVIIIe siècle. Par ailleurs, les comtes et les Corts ont lancé la compilation, à partir du XIIe siècle, de l'ensemble des us et coutumes qui forment les Usages de Barcelone, base du droit catalan [réf. nécessaire].
La principauté de Catalogne amorce son déclin avec la peste noire de 1348 qui touche durement les principales cités de la principauté (à commencer par Barcelone), ainsi qu'à la disparition du roi Martin Ier d'Aragon, le Vieux, dernier souverain de la maison de Barcelone, mort sans héritier en 1410 [réf. nécessaire].

#### Une Catalogne en retrait à l'époque moderne (XVesiècle-XVIIIesiècle)

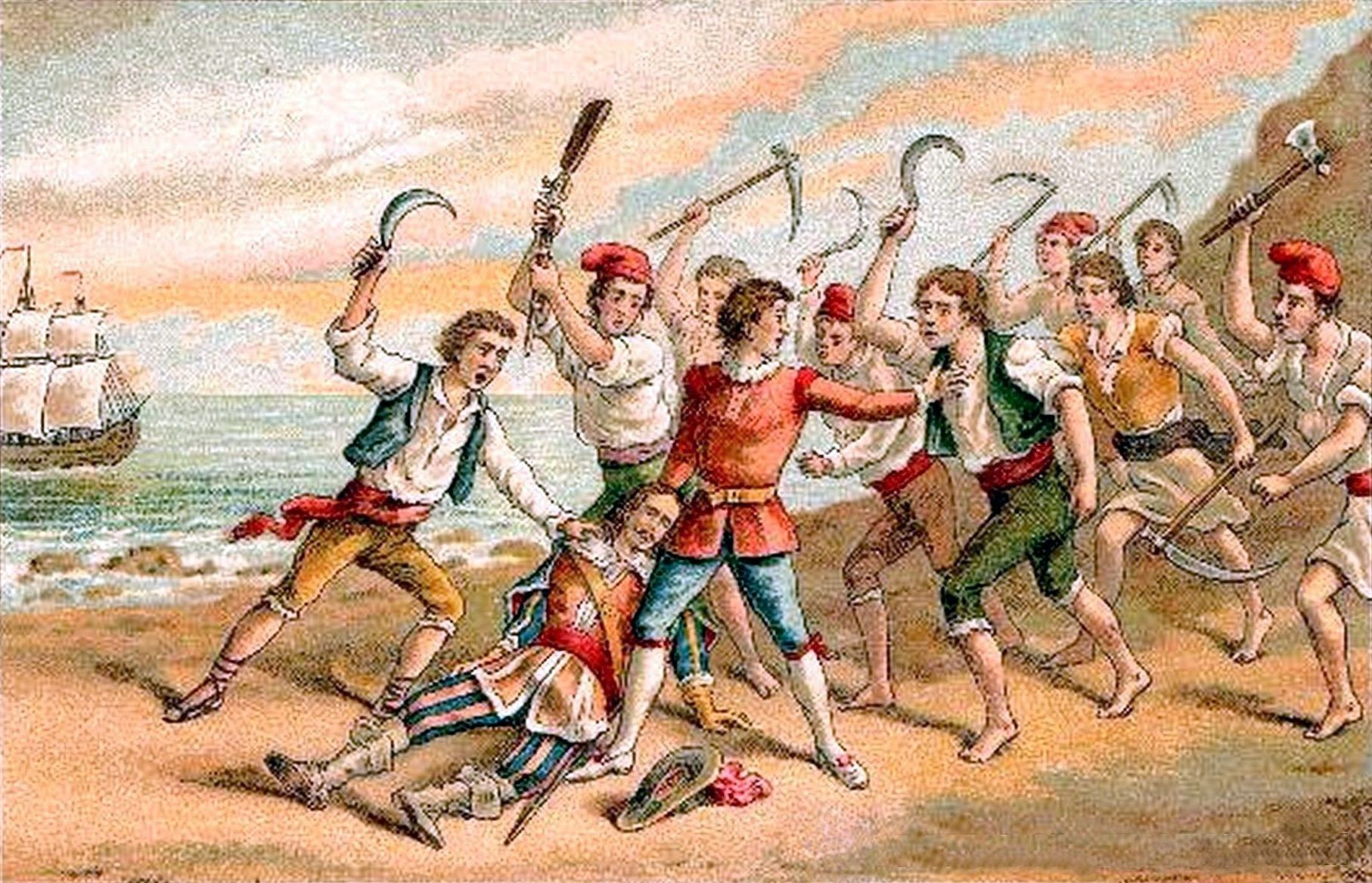
La guerre des faucheurs (des Segadors).

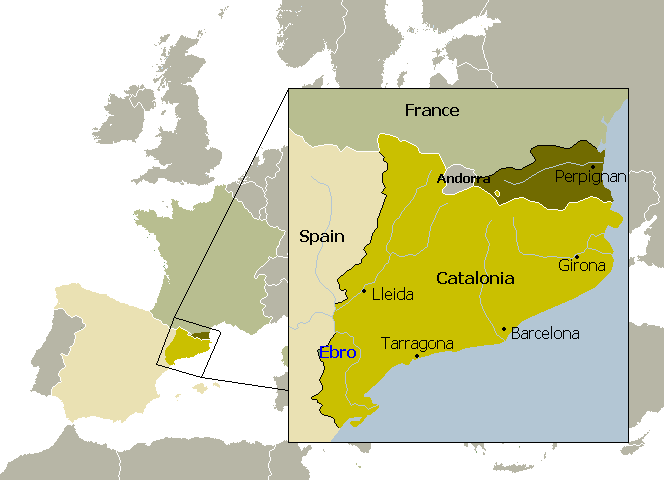
Partition de la Catalogne (1659).

À l'extinction de la dynastie catalane d'Aragon en 1410, l'élection du Castillan Ferdinand Ier le Juste en 1412 est suivie par les règnes de ses fils Alphonse V (de 1416 à 1458) puis Jean II (déjà associé au trône tandis que son frère guerroie en Italie).
En 1462, une rébellion se produit contre Jean II d'Aragon. À cette occasion, le Roussillon et la Cerdagne sont donnés en gage au roi de France Louis XI qui les occupe militairement. Le conflit dure jusqu'en 1472, et Jean finit par triompher des prétendants opposés.
Le fils de Jean II, Ferdinand II d'Aragon dit le Catholique, épouse en 1469 celle qui deviendra Isabelle la Catholique. Il en soutient les prétentions à succéder à Henry de Trastamare sur le trône de Castille, et, l'issue de la Guerre de Succession de Castille, le couple s'impose. L'Aragon, dont la Catalogne, est en union dynastique avec la Castille. Après l'invasion du royaume de Navarre en 1512, les monarchies ibériques furent formellement réunies en une seule monarchie d'Espagne en 1516. Chaque royaume de la monarchie conservait ses institutions politiques et maintenait ses propres parlements, lois, administration et monnaies séparées[réf. nécessaire]. Mais la Castille est l'entité dominante.
Lorsque Christophe Colomb fit sa découverte dans l'Amérique lors d'une expédition commanditée par l'Espagne, il commença à déplacer le centre de gravité économique et commercial de l'Europe (et les ambitions de l'Espagne) de la Méditerranée à l'océan Atlantique. Castille et Aragon étaient des entités séparées jusqu'en 1716 malgré une couronne partagée et les colonies nouvellement établies dans les Amériques et le Pacifique étaient castillans. Pendant trois siècles, les Catalans se rebellent à de nombreuses reprises pour défendre leurs droits face à un pouvoir castillan de plus en plus expansionniste et cherchent à échapper à l'effort militaire de l'Empire espagnol[réf. nécessaire].
En 1640 éclate la révolte des faucheurs (Segadors). Les Catalans s'opposent au centralisateur ministre Olivares qui veut supprimer leurs privilèges locaux pour les faire participer à l'effort de guerre, jusque-là supporté seul par la Castille[réf. nécessaire]. Les Catalans révoltés proclament dans un premier temps une république catalane, puis font appel à Louis XIII, proclamé comte de Barcelone[réf. nécessaire]. Par le traité des Pyrénées son fils Louis XIV conclut avec le roi d'Espagne une partition de la Catalogne[réf. nécessaire]. Le Roussillon, le Vallespir, le Conflent et le Nord de la Cerdagne rejoignent le royaume de France, tandis que le reste de la principauté, reconquis progressivement par le roi d'Espagne entre 1644 et 1652, se voit reconnaître le respect des lois et institutions catalanes. Els Segadors (Le chant des Faucheurs) est l'hymne national[réf. nécessaire] officiel catalan.
Pendant la guerre de Succession d'Espagne, la Catalogne, tout comme l’ensemble de la Couronne d’Aragon, choisit le camp de la maison des Habsbourg contre celle des Bourbons du petit-fils Philippe de Valois de Louis XIV. Le conflit est porté en terre ibérique à partir de 1704, et se termine pour la Catalogne le 11 septembre 1714, date de la prise de Barcelone par les troupes franco-espagnoles après près d'un an de siège. En 1886, cette date sera choisie comme fête nationale [réf. nécessaire] de la Catalogne (Diada Nacional de Catalunya).
La nouvelle dynastie affirme l'instauration d'une monarchie absolue et centralisée par les décrets de Nueva Planta (« nouvelle base »). La nouvelle organisation est inspirée du modèle français, et comme ailleurs les usages, la Cort General et les autres institutions du royaume d’Aragon, de Valence et des Baléares, qui constituaient la couronne aragonaise, sont abolis. Le décret (du 16 janvier 1716) concernant l'Aragon, dont la Catalogne, a aussi pour but et effet de punir les vaincus : les fonctions nouvelles qui remplacent les anciennes passent aux mains de fidèles du Roi. Le Castillan est imposé dans l'enseignement et dans l'administration. Ne subsiste que le droit civil, et quelques privilèges fiscaux et militaires. L'indépendance de l'Aragon, et donc de la Catalogne, est terminée. La Catalogne sort brisée et soumise de cette épreuve, et il faut attendre plus d'un siècle pour assister à sa renaissance.

### La Catalogne contemporaine (depuis leXIXesiècle)

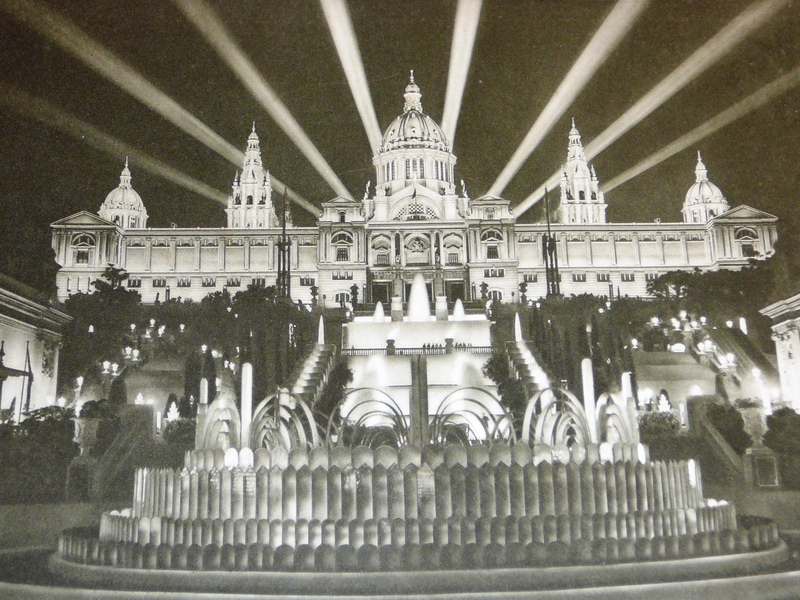
Vue du palais national (aujourd'hui musée national d'art de Catalogne) pour l'Exposition universelle de 1929 à Barcelone.

#### Renaissance culturelle et essor industriel (XIXesiècle)
La Catalogne est annexée à l'Empire français par Napoléon Ier du 26 janvier 1812 au 10 mars 1814 et divisée en quatre départements [réf. nécessaire]. Le règne de Ferdinand VII (a régné 1808-1833) a vu plusieurs soulèvements catalans et après sa mort, le conflit sur la succession entre les absolutistes « carlistes » partisans de Carlos María Isidro et les partisans libéraux d'Isabelle II a conduit à la Première Guerre carliste, qui a duré jusqu'en 1840 et était particulièrement virulent sur le territoire catalan [réf. nécessaire]. La Catalogne est divisée. Les zones les plus industrialisées soutiennent le libéralisme et la bourgeoisie catalane tente de contribuer à la construction du nouvel État libéral [réf. nécessaire]. Le règne d'Isabelle II a été marqué par l'inefficacité administrative, le centralisme et les tensions politiques et sociales [réf. nécessaire]. Les libéraux se divisent bientôt en « modérés » et en « progressistes » et en Catalogne un courant républicain commence à se développer [réf. nécessaire]. Pendant le deuxième tiers du siècle, il y a eu plusieurs soulèvements progressifs à Barcelone et ailleurs [réf. nécessaire].
Elle s'industrialise rapidement au XIXe siècle [réf. nécessaire], et entre ensuite dans l'ère industrielle avec beaucoup plus de dynamisme que la plupart des autres territoires espagnols [réf. nécessaire]. Le territoire catalan a vu la première ligne ferroviaire dans la péninsule Ibérique en 1848, reliant Barcelone à Mataró, construite avec capitaux privés [réf. nécessaire]. Comme dans la plus grande partie de l'Europe, la classe ouvrière s'est transformée en un prolétariat industriel, vivant et travaillant dans des conditions souvent inhumaines.

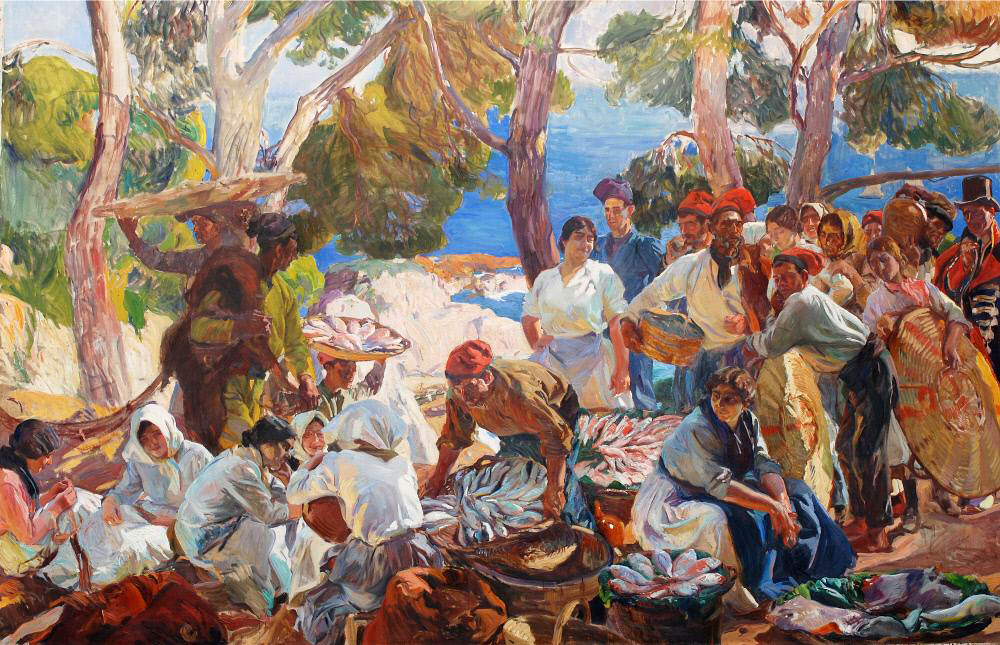
Vision d'Espagne: Catalogne
Joaquín Sorolla, 1915
The Hispanic Society of America, New York

Le développement économique entraîne une assez forte urbanisation comme l'atteste l'extension planifiée de Barcelone (Eixample), mais aussi le renouveau culturel de la Catalogne (la Renaixença) et un retour des revendications linguistiques et nationalistes catalanes (le catalanisme) [réf. nécessaire]. Au tournant du XXe siècle, la Catalogne est l'un des pôles de développement de l'Art nouveau, qui y prend le nom de modernisme catalan [réf. nécessaire], marqué par les productions d'architectes (Antoni Gaudí, Lluís Domènech i Montaner, Josep Puig i Cadafalch), de peintres (Ramon Casas, Santiago Rusiñol), de sculpteurs (Eusebi Arnau, Josep Llimona) et de revues proches du milieu catalaniste (L'Avenç). Cette effervescence culturelle culmine avec les expositions universelles qui se tiennent à Barcelone en 1888 puis en 1929-1930. Par la suite, d'autres acteurs majeurs de la scène artistique internationale au XXe siècle se sont formés ou se sont implantés fortement en Catalogne, comme Pablo Picasso, Salvador Dalí, Joan Miró ou Antoni Tàpies. Sur le plan musical, peuvent être cités Pau Casals, Jordi Savall ou les artistes lyriques José Carreras et Montserrat Caballé.

#### Luttes et résistances pour la reconnaissance d'une identité (XXesiècle)

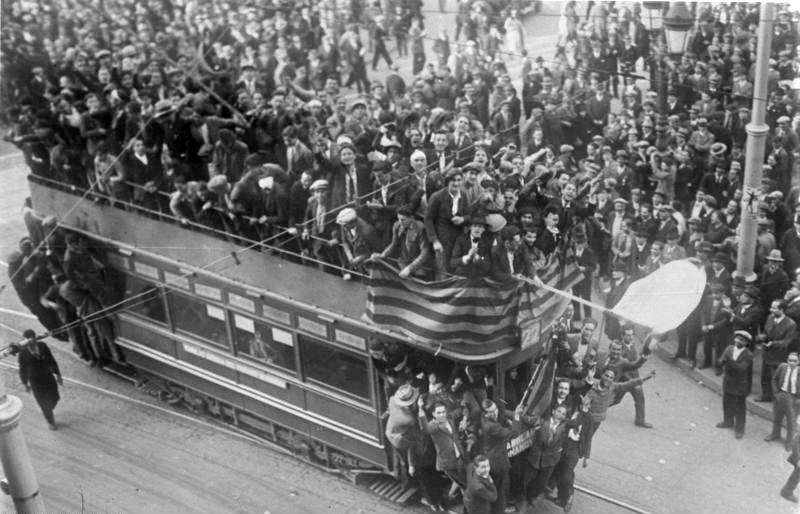
Proclamation de la République à Barcelone, 14 avril 1931.

Les anarchistes ont été actifs au début du XXe siècle et ont gagné, après une grève réussie qui a paralysé une grande partie de l'industrie de la Catalogne, la première journée de huit heures en Europe occidentale en 1919[réf. nécessaire].
En 1914, les partis catalanistes ont gagné la création de la Mancommunauté de Catalogne, sans autonomie spécifique, mais avec un ambitieux programme de modernisation[réf. nécessaire]. Elle est abolie en 1925[réf. nécessaire] par la dictature espagnole de Miguel Primo de Rivera . En 1931 est proclamée la République catalane[réf. nécessaire] confédérée à l'Espagne à la suite de la victoire électorale des partis catalanistes de gauche et obtient en échange, après négociation avec le nouveau gouvernement de la République espagnole, un statut d'autonomie en 1932 qui ressuscite l'institution de la Généralité de Catalogne (en catalan : Generalitat de Catalunya), présidée par l'indépendantiste de gauche Francesc Macià. Sous la présidence de Francesc Macià (1931-1933) et Lluís Companys (1933-1940), tous deux membres de la Gauche républicaine de Catalogne (en catalan : Esquerra Republicana de Catalunya, ERC), la Généralité développe un programme social et culturel avancé, malgré la grave crise économique et les vicissitudes politiques de l’époque[réf. nécessaire]. 
En 1936, le Front des gauches de Catalogne s'allie au Front populaire.
Le statut est suspendu en 1939 lorsque la Catalogne, fidèle à la République, chute face aux troupes nationalistes de Franco à la fin de la guerre d'Espagne, événemen annonciateur de la Seconde Guerre mondiale. En 1940, le président catalan, Lluís Companys, est arrêté en France par les Allemands, livré au régime franquiste par la France de Vichy à la Gestapo, qui le fait condamner et fusiller au château de Montjuïc.

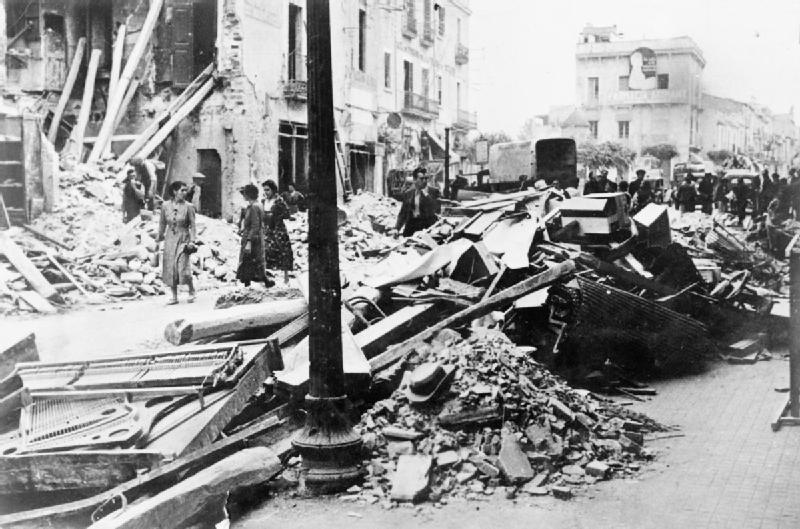
Destructions causées par un raid aérien allemand sur Granollers, 31 mai 1938.

Durant la dictature franquiste, la répression politique concerne aussi les usages publics de la langue et des symboles de l'identité catalane[réf. nécessaire]. Les drapeaux, les hymnes comme Els Segadors ou le Cant de la Senyera, la célébration des fêtes comme la Diada Nacional, voire la sardane, sont considérés comme des signes de subversion et sont déclarés illégaux. Ainsi, le 19 mai 1960, l'interprétation du Cant de la Senyera par le public au palais de la musique catalane en présence de plusieurs ministres franquistes est l'élément central des événements du Palais de la Musique qui se soldent par la condamnation à sept ans de prison du jeune militant nationaliste Jordi Pujol. Jordi Pujol, future figure du nationalisme catalan, premier président élu de la Généralité (le gouvernement regional de Catalogne) après la mort de Franco, à la tête de cette région espagnole pendant 23 ans (1980-2003) finira pour avouer une fraude fiscale qui a duré 34 ans. Concernant l'enseignement, seules les leçons en langue « chrétienne » (castillane) sont autorisées. Les toponymes sont hispanisés, l'usage du catalan est interdit dans les administrations et en public, par l'introduction du slogan : « Si tu es Espagnol, parle espagnol ! »[réf. nécessaire]. Ceci va si loin que le chanteur Joan Manuel Serrat n'a pas le droit de participer au Concours Eurovision de la chanson 1968, parce qu'il veut y chanter la chanson La la la en catalan[réf. nécessaire]. La Catalogne, comme les autres régions aux identités spécifiques (comme le Pays basque, par exemple), commence par réagir en cultivant sa culture dans le domaine privé, puis en s'abstenant massivement aux votes populaires de toutes sortes[réf. nécessaire]. Cette résistance passive persiste de façon majoritaire jusque dans les années 1970, ayant trouvé au début des années 1960 son expression dans la Nova Cançó (la nouvelle chanson)[réf. nécessaire]. Les compositeurs de chansons tout d'abord anonymes trouvent leurs modèles dans le Folk anglo-saxon, dans la chanson ou dans leur patrimoine de chansons populaires[réf. nécessaire]. L'usage s'est tout particulièrement développé de chanter dans les arrière-salles de cafés des chansons en catalan, interdites dans l'espace public[réf. nécessaire]. Les compositeurs écrivent eux-mêmes leurs œuvres, et en raison de la répression toujours menaçante, ne se produisent que dans des cadres modestes[réf. nécessaire]. Les chants ont souvent pour sujet le sentiment d'allégeance à un groupe[réf. nécessaire]. Parmi les représentants connus de la Nova Cançó, on compte Lluís Llach (notamment avec sa chanson L'Estaca, le pieu, avec laquelle il faisait allusion au régime dictatorial et qui devient l'hymne de la résistance au franquisme), Francesc Pi de la Serra, Maria del Mar Bonet et Raimon. En Catalogne, l'entrée en scène de Raimon le 18 mai 1968 (connue comme le 18 de maig a la villa) est devenu un des événements forts de cette lutte[réf. nécessaire], avec les centaines de milliers de spectateurs affluant malgré les policiers distribuant des coups de matraque autour d'eux. L'abbaye de Montserrat, où sont dites des messes dans la langue catalane interdite, devient aussi connue dans ce contexte[réf. nécessaire]. Le chant de louanges à la Vierge Virolai de Montserrat a remplacé pendant l'ère franquiste l'hymne catalan interdit Els Segadors[réf. nécessaire].

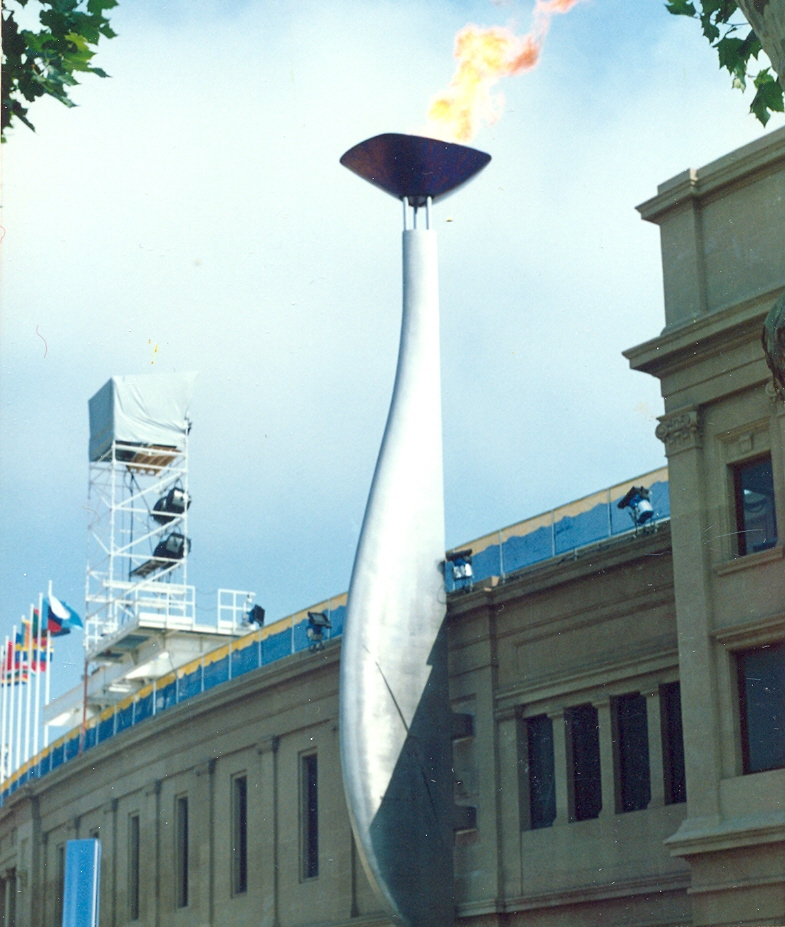
La flamme olympique sur le stade olympique Lluís-Companys de Barcelone lors des Jeux olympiques d'été de 1992.

La guerre civile avait ravagé l'économie espagnole. L'infrastructure avait été endommagée, les travailleurs avaient été tués et les activités quotidiennes entravées. La reprise économique a été très lente et ce n'est que dans la seconde moitié des années 1950 que l'économie de la Catalogne a atteint les niveaux d'avant-guerre de 1936[réf. nécessaire]. Après une période initiale où l'Espagne a tenté de construire une autarcie dans laquelle l'économie s'est peu améliorée, le régime de Franco a changé sa politique économique en 1959 et, dans les années 1960 et au début des années 1970, l'économie est entrée dans une période d'expansion économique rapide[réf. nécessaire].
Après la mort de Franco, la Généralité de Catalogne est rétablie en 1977 avec le retour d'exil de son président Josep Tarradellas[réf. nécessaire]. Celui-ci occupe le poste par intérim jusqu'aux élections de 1980, qui voient Jordi Pujol, souverainiste catalan de centre-droit, plusieurs fois emprisonné sous la dictature franquiste, être élu président de la Généralité. Il occupe ce poste pendant six mandats consécutifs[réf. nécessaire]. Le père de Jordi Pujol fonde la Banca Catalana en 1958. Elle fait faillite en 1982 dans des circonstances peu claires, laissant un trou de 1,6 milliard d'euros payé par le contribuable espagnol. En 1984, le procureur général dépose une plainte contre Jordi Pujol et vingt anciens administrateurs de Banca Catalana pour des crimes de détournement et de complot. Jordi Pujol parle alors de manœuvre de Madrid contre la Catalogne. En novembre 1986, la session plénière extraordinaire de la Cour territoriale de Barcelone (composée de 42 juges) estime que la preuve est insuffisante pour poursuivre le président de la Generalitat. Fin juillet 2014, après que Jordi Pujol a reconnu une fraude fiscale, les médias espagnols font état des enquêtes de la justice sur sa famille et de sommes dépassant les cent millions d'euros se trouvant dans treize pays différents. Cet argent serait le résultat de « 23 à 30 ans de commissions sur des travaux publics ». Confronté à ces révélations, il doit renoncer à son poste de président honorifique du parti Convergence démocratique de Catalogne. Son épouse et quatre de ses enfants auraient fait transiter près de 3,7 millions d'euros en un mois, en 2010, sur des comptes en Andorre et en Suisse. Un autre de ses fils, Oriol Pujol, ancien numéro deux de CDC et bras droit d'Artur Mas, a abandonné son siège au parlement catalan après avoir été mis en examen pour un scandale de corruption présumé. La transition démocratique permet l'expression libre des idées indépendantistes et la restauration d'institutions autonomes. Commençant à se faire sentir durant les deux dernières décennies de la période franquiste, une forte effervescence économique et sociale s'ensuit, portée par le tourisme de masse, l'industrie (automobile par exemple, avec les usines Seat installées dans la zone franche de Barcelone depuis 1953), l'urbanisme innovant de Barcelone qui devient le lieu d'expression d'architectes à la renommée internationale ou les Jeux olympiques d'été de 1992. Par ailleurs, la Catalogne devient un territoire bien intégré aux grands réseaux de la mondialisation et de l'Union européenne, Barcelone étant classée dans la catégorie des villes mondiales « alpha » par le laboratoire d'idées GaWC[réf. nécessaire] tandis que l'eurorégion Pyrénées-Méditerranée est créée avec l'Aragon, les îles Baléares et les régions françaises de Midi-Pyrénées et du Languedoc-Roussillon en 2004. Par ailleurs, un homme politique catalan, Josep Borrell, occupe la présidence du Parlement européen de 2004 à 2007[réf. nécessaire].

#### Le mouvement pour l'indépendance du début duXXIesiècle

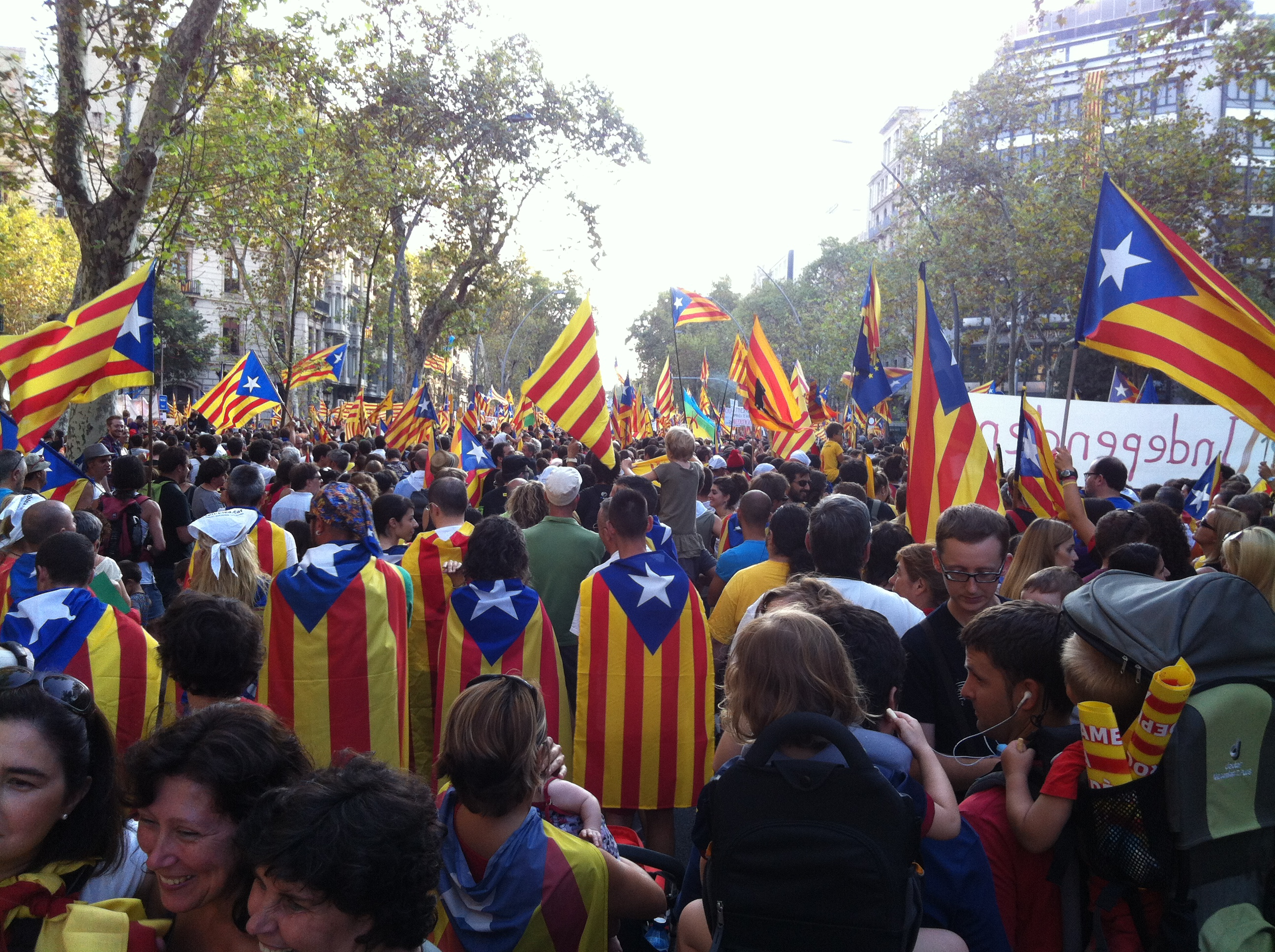
Manifestation indépendantiste de 2012 à Barcelone.

La crise économique et du logement de la fin des années 2000 et du début des années 2010 ainsi que la décision du Tribunal constitutionnel espagnol d'invalider plusieurs dispositions du statut d'autonomie entraînent d'importantes tensions sociales et politiques en Catalogne de même qu'entre la communauté et le gouvernement central[réf. nécessaire]. Cela aboutit à la montée du mouvement des Indignés et de l'indépendantisme catalan, caractérisé par la victoire de la liste Barcelone en commun de la gauche radicale et écologiste aux élections municipales de 2015 à Barcelone, permettant l'accession au poste de maire de l'activiste Ada Colau, et par celle de l'alliance indépendantiste Ensemble pour le oui aux élections au Parlement de Catalogne de la même année. Une déclaration sur le lancement du processus d'indépendance de la Catalogne est adoptée par le Parlement de Catalogne le 9 novembre 2015[réf. nécessaire].
Le 23 décembre 2016, un référendum pour l'indépendance de la Catalogne est annoncé. Ce dernier se tient le 1er octobre 2017 dans un contexte de vives tensions entre l'État espagnol, qui a déclaré cette consultation illégale, et la Généralité de Catalogne,. En effet, le Tribunal constitutionnel espagnol a suspendu le 12 septembre 2017 la loi définissant les modalités légales de création d'un État catalan votée par le Parlement de Catalogne. Le parquet ordonne aux forces de police d'empêcher la tenue de tout référendum. Bien qu'étant soutenu par l'essentiel de ses homologues européens, le gouvernement espagnol de Mariano Rajoy est vivement critiqué dans la presse internationale pour l'ampleur de la répression,,,.
Lors d'une intervention devant le Parlement réuni le 10 octobre 2017, Carles Puigdemont proclame que « avec les résultats du référendum, la Catalogne a gagné le droit d'être un État indépendant ». Peu après la fin de la séance, les députés indépendantistes, bien que minoritaires à la suite des élections de 2015 (47,7 % du vote populaire), signent une déclaration qui reconnaît « la République catalane comme État indépendant et souverain, fondé sur le droit, démocratique et social ». Bien que le texte n'y fasse pas référence, son application est suspendue en conséquence du discours de Carles Puigdemont devant les parlementaires, « pour entreprendre un dialogue, arriver à une solution négociée pour avancer face aux demandes du peuple catalan », laissant donc à la Catalogne 8 secondes d'indépendance. La déclaration ne sera pas publiée au Journal officiel de la communauté autonome et n'a pas été formellement approuvée par un vote des députés, ce qui la laisse sans valeur ni effet juridiques aux termes de la loi de transition juridique, qui imposait une proclamation par le Parlement réuni en session.
Le 12 octobre 2017, la chaîne de télévision française France24 publiait un article avec des exemples de fake news « Images d'une grève de mineurs de cinq ans, un jeune garçon paralysé et les doigts cassés d'une femme : les images qui envahissent les médias sociaux espagnols pendant la crise de l'indépendance de la Catalogne ont une chose en commun. Ce sont toutes de fausses nouvelles ».
Le 27 octobre 2017, la Catalogne engage un « processus constituant » pour se séparer de l'Espagne suivi quelques minutes plus tard par un vote du Sénat espagnol autorisant la mise sous tutelle de la Catalogne en vertu de l'article 155 de la Constitution. Le 14 octobre 2019, neuf dirigeants indépendantistes catalans sont condamnés à des peines allant de neuf à treize ans d’emprisonnement[réf. nécessaire]. Ces condamnations entrainent en protestation de fortes mobilisations[réf. nécessaire]. Le 17 octobre 2019, le quotidien français Le Monde publiait des informations à propos de la radicalisation d´« une partie du mouvement indépendantiste ». Le 18 octobre, la manifestation est durement réprimée par la police, faisant 579 blessés, dont quatre personnes qui ont perdu un œil à cause de l’utilisation de balles en caoutchouc. Le 18 octobre, la journaliste française Elise Gazengel publiait dans son compte de Twitter qu´avec d´autres journalistes, ils avaient remarqué que « certains casseurs ne parlent même pas espagnol. Le ministère de l'Intérieur confirme ce matin que des anarchistes allemands et français ont été détectés hier ».
Selon une enquête journalistique publiée en mai 2022, la Russie aurait poussé la Catalogne à proclamer son indépendance, en lui promettant un appui militaire et financier en échange de facilités pour y créer une place financière pour cryptomonnaies,.

## Géographie

Carte topographique du système pyrénéen, comprenant le territoire de la Catalogne.

Avec une superficie de 32 106 km2, la Catalogne est la sixième communauté la plus étendue d'Espagne. Offrant une certaine diversité de biotopes et de paysages qui ont été forgés par des conditions géologiques, hydrographiques, climatiques et anthropiques particulières, le territoire catalan est constitué en 2009 à 40 % de forêts, à 29,1 % de sols cultivés, à 16,3 % de matollars (garrigues), à 6,2 % de zones urbanisées, à 5,3 % de prairies, à 2,5 % de nu naturel et à 0,6 % d'eaux continentales.

### Situation
La Catalogne est bordée par la mer Méditerranée au sud (mer des Baléares) et à l'est (golfe du Lion), bordant les littoraux touristiques de la Costa Brava, de la Costa del Maresme et de la Costa Daurada. Au nord, les Pyrénées constituent une frontière naturelle avec la France (région Occitanie) et l'Andorre. Les autres communautés autonomes espagnoles d'Aragon et de la Communauté valencienne la bordent respectivement à l'ouest et au sud, tandis que les îles Baléares sont situées au large de ses côtes en mer Méditerranée.
Des scientifiques observent, depuis 2017 en particulier, une régression significative de certaines zones du littoral sous l'effet du changement climatique et de l’artificialisation des sols. Les reculs moyens enregistrés vont jusqu’à 9,8 mètres par an à Badalone et 7,5 mètres à Montgat. Les deltas sont également affectés par l’érosion. À l’embouchure de l’Ebre, les pertes sont de l’ordre de 10 à 15 mètres par an au cours des dernières décennies.

### Géologie et relief
| - Pyrénées - Pré-Pyrénées - Dépression centrale catalane - Petits relief de la dépression centrale | - Cordillère transversale - Cordillère pré-littorale - Cordillère littorale - Zones de plaines : Dépressions littorales et pré-littorales |

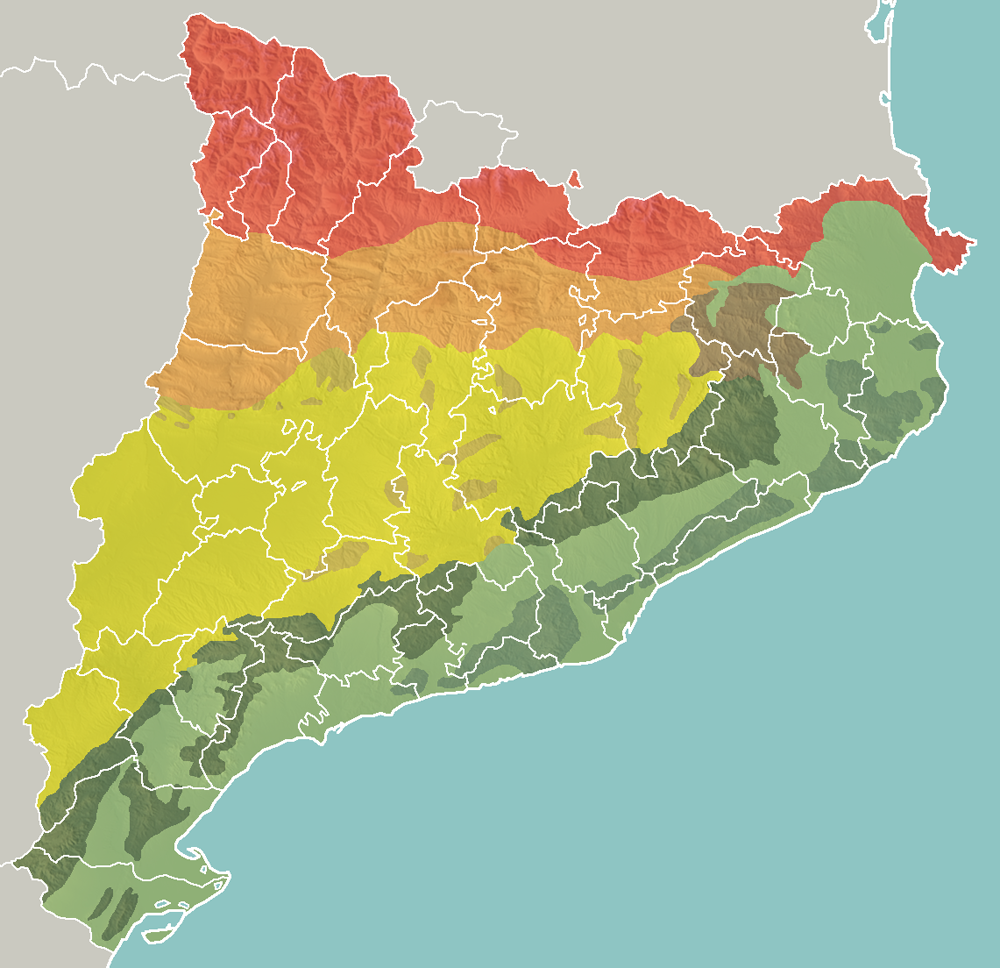
Découpage morpho-structurel de la Catalogne :

La Catalogne a une diversité géographique remarquable, compte tenu de la taille relativement petite de son territoire. Elle est conditionnée par la côte méditerranéenne, à l'est, avec 580 km de côtes, les grandes unités de relief issues des Pyrénées, au nord, et le bassin hydrographique de l'Èbre, au sud.
Le relief catalan présente ainsi environ trois unités structurantes :
- le massif montagneux des Pyrénées qui relie la péninsule Ibérique au reste de l'Europe, au nord de la Catalogne ;
- le système littoral avec alternances de basses ou moyennes montagnes (le système méditerranéen catalan ou cordillères côtières), de collines et plaines (dépressions pré-littorales et littorales) parallèles à la côte méditerranéenne, au sud et à l'est ;
- la dépression centrale qui forme le secteur oriental de la basse-vallée de l'Èbre, au centre et à l'ouest.

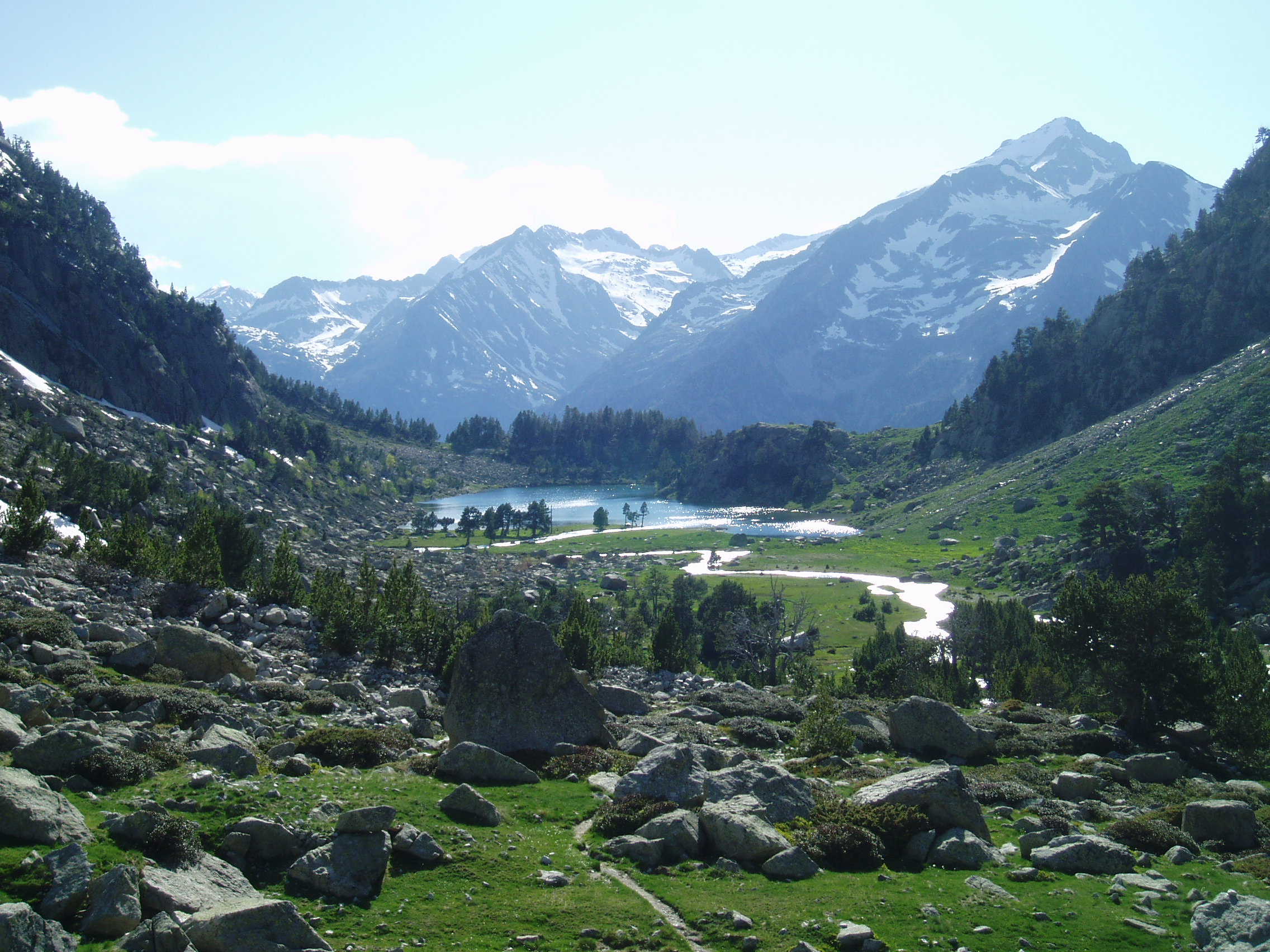
Besiberri : paysage typique des Pyrénées catalanes avec petit lac et vallée suspendue.

Les Pyrénées catalanes représentent près de la moitié orientale de la longueur des Pyrénées car elles s'étendent sur plus de 200 km, du massif du Besiberri à celui des Albères au cap de Creus. Le point culminant de la Catalogne, qui se trouve au nord de la région de Pallars Sobirà, sur la frontière franco-espagnole dans les Pyrénées centrales, est la Pique d'Estats (3 143 m), suivi du Comaloforno (3 033 m, parfois considéré par les Catalans comme le véritable point culminant car n'étant pas frontalier), du Puig Pedrós (2 915 m), du pic de Médécourbe (2 914 m) et du Puigmal (2 910 m). Les paysages pyrénéens sont marqués par l'absence de grands lacs, comparativement au massif des Alpes par exemple, la rareté et l'altitude élevée des cols ainsi que des vallées orientées du nord vers le sud toutefois moins escarpées que leurs homologues françaises. Se différenciant des Pyrénées axiales, les pré-Pyrénées sont des formations de montagnes parallèles, mais avec des altitudes plus basses, moins raides et dont la formation géologique est différente. Parmi ces chaînes piémontaises catalanes figurent les massifs de Montsec, Boumort, Port del Comte, du Cadi, de Moixeró, Pedraforca ou Catllaràs.

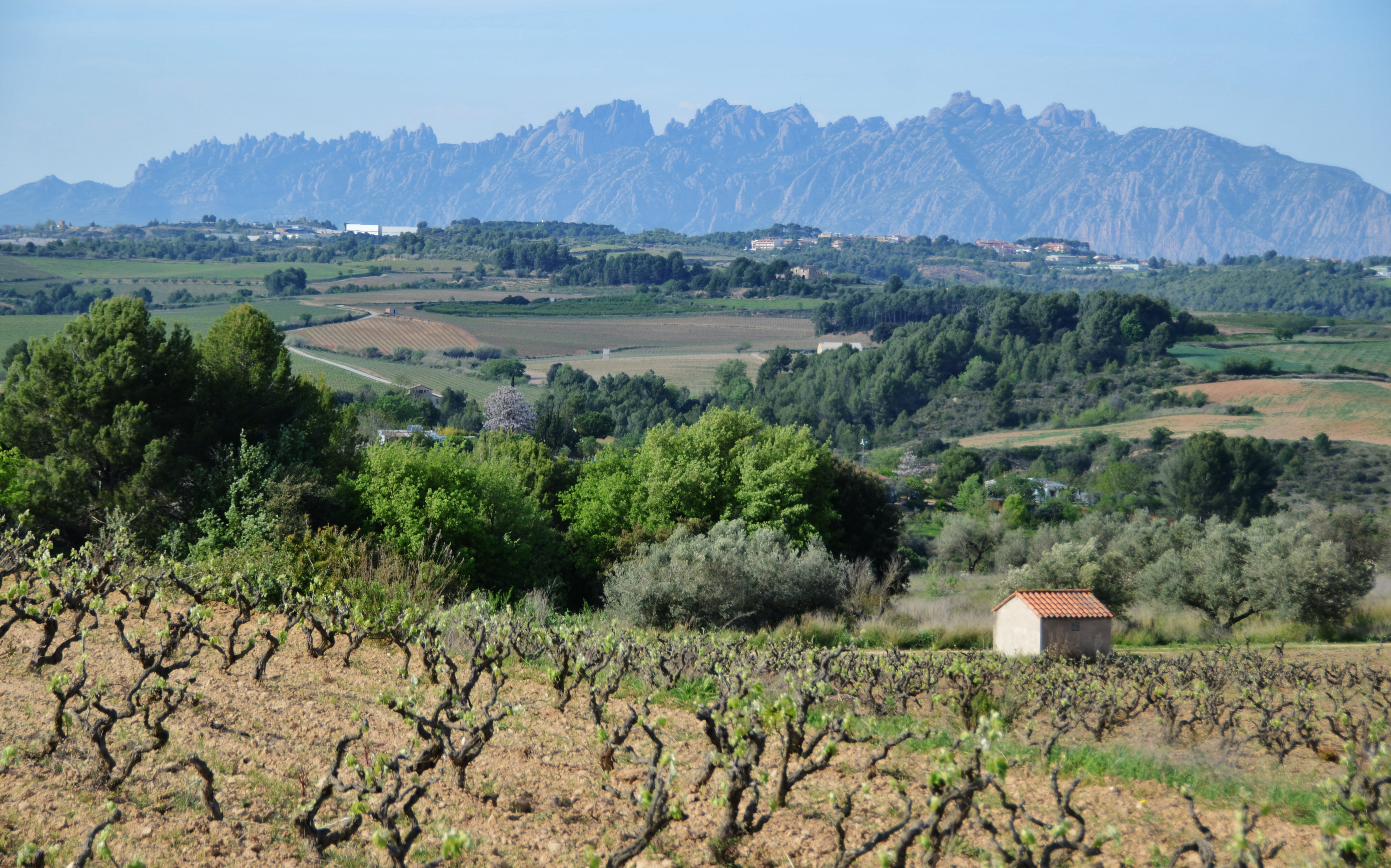
Le Pla de Bages et Montserrat.

Plus au sud, le système méditerranéen catalan repose sur deux cordillères sensiblement parallèles à la côte, orientées du nord-est, où elles s'appuient sur les contreforts pyrénéens par le biais d'une cordillère transversale (sommets volcaniques de la Garrotxa), vers le sud-ouest, où elles font le lien avec le système ibérique de l'autre côté de la basse-vallée de l'Èbre par le massif de transition que sont les ports de Tortosa-Beseit. Ce système comprend alors la cordillère littorale à l'est, d’une part, et la cordillère prélittorale, davantage à l'intérieur des terres, d’autre part. La cordillère littorale, qui va de la plaine de l'Empordà au nord-est jusqu'à Tarragone au sud-ouest, est de moindre longueur et d’altitude plus basse que celle pré-littorale, qui s'étend de la cordillère transversale de la Garrotxa jusqu'à Montsià. Leurs points culminants respectifs sont le Montnegre (763 m) et le mont de l'Homme dans le massif du Montseny (1 712 m), tandis que Montserrat est l'un des massifs les plus représentatifs de ce système. Au sein de cet ensemble, se trouve une série de faibles reliefs comprenant les plaines littorales dominées par les versants orientaux de la cordillère littorale, relativement étroites mais s'élargissant au nord dans la plaine de l'Empordà, et une dépression pré-littorale, fosse tectonique séparant les deux cordillères (vallées du Vallès Oriental et Occidental, du Haut et Bas Penedès). La plaine de la Selva sépare pour sa part la côte des cordillères littorales, pré-littorales et transversales. Le système est coupé en deux approximativement en son milieu par la vallée du Llobregat. Fortement artificialisée du fait de l'étalement urbain des agglomérations barcelonaises, tarragonaises et gironines, mais aussi en raison du tourisme de masse sur les plaines littorales (Costa Daurada, Costa del Maresme et Costa Brava), cette partie du territoire catalan est également occupée par plusieurs régions viticoles.
Enfin, occupant une grande partie de l'arrière-pays catalan, la dépression centrale catalane est une plaine située entre les Pyrénées au nord et la cordillère pré-littorale à l'est et au sud. Le Sud de la province de Lérida (le Ponent) et le Centre de celle de Barcelone (les Comarques centrales) occupent ce territoire. Il s'agit d'une vaste plaine dont l'altitude varie entre 200 et 600 mètres. Le bassin sédimentaire et les eaux qui descendent des Pyrénées, qui forment la partie nord-orientale du réseau hydrographique de l'Èbre, ont créé un terreau fertile pour les terres agricoles, renforcé par la construction de nombreux canaux d'irrigation, tout en servant à la production hydroélectrique.

### Hydrographie

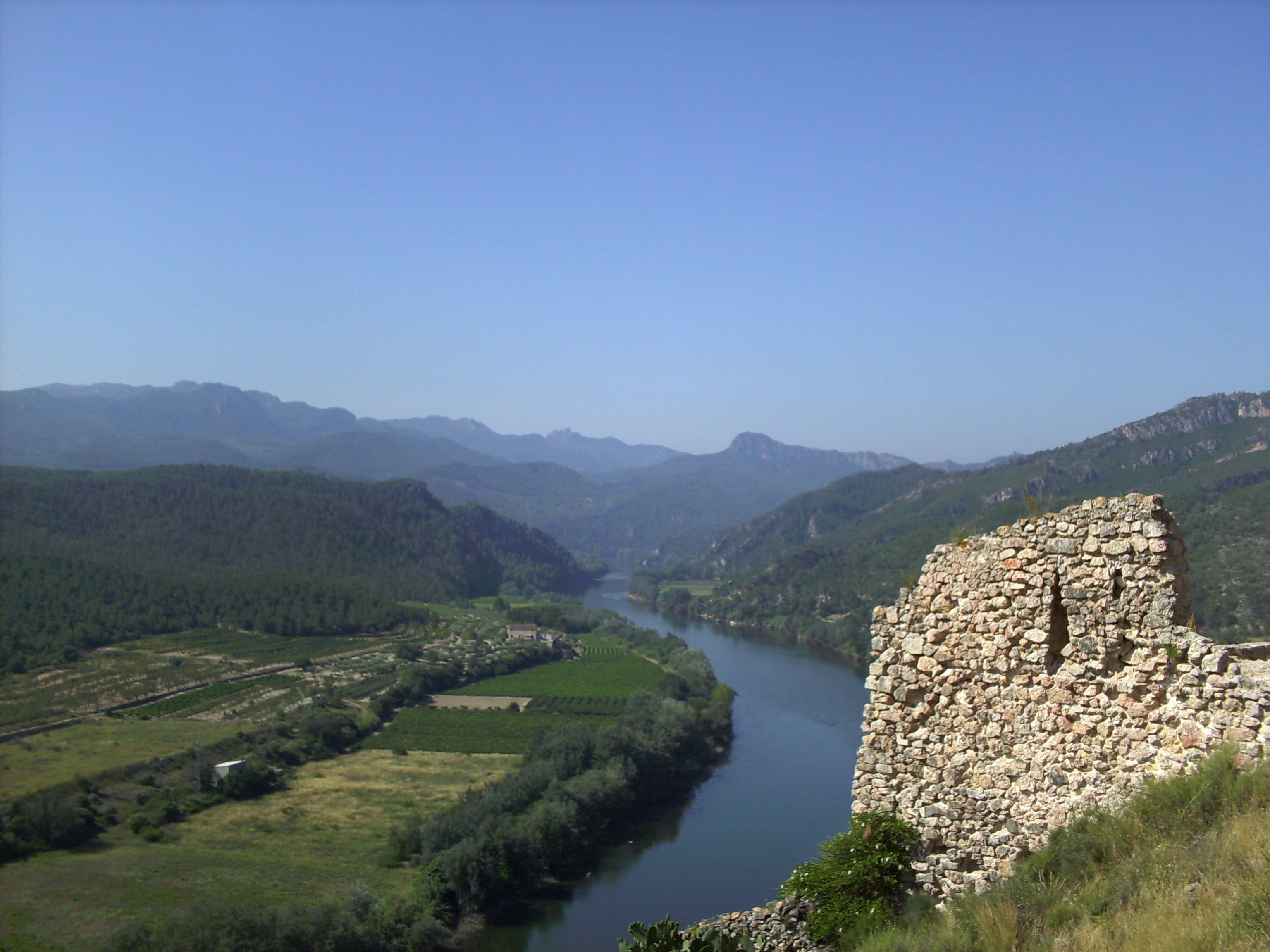
La vallée de l'Èbre vue depuis le château de Miravet (Ribera d'Ebre, province de Tarragone).

Presque toute la Catalogne appartient au bassin méditerranéen. Le réseau hydrographique catalan comprend deux grands bassins versants qui descendent tous deux vers la mer Méditerranée : celui occidental ou de l'Èbre, alimenté par de nombreux affluents (le Sègre, long de 245 km2 en Catalogne) ou sous-affluents (la Noguera Pallaresa, la Noguera Ribagorzana) à régime nival descendant suivant un axe nord-sud des Pyrénées jusqu'au fleuve sur son versant septentrional, le tout s'étendant sur 15 635 km2 en soit 48,72 % de la superficie catalane (et représentant 18,27 % de la totalité du bassin de l'Èbre) ; et celui oriental dit des bassins internes de Catalogne constitués de plusieurs petits fleuves côtiers (le Ter long de 208 km, le Llobregat de 170 km), couvrant une superficie de 16 600 km2 soit près de 52 % du territoire de la communauté autonome. Par ailleurs, le bassin de la Garonne, qui pour sa part se jette dans l'océan Atlantique, ne couvre que 1,73 % du territoire catalan dans les Pyrénées au nord.

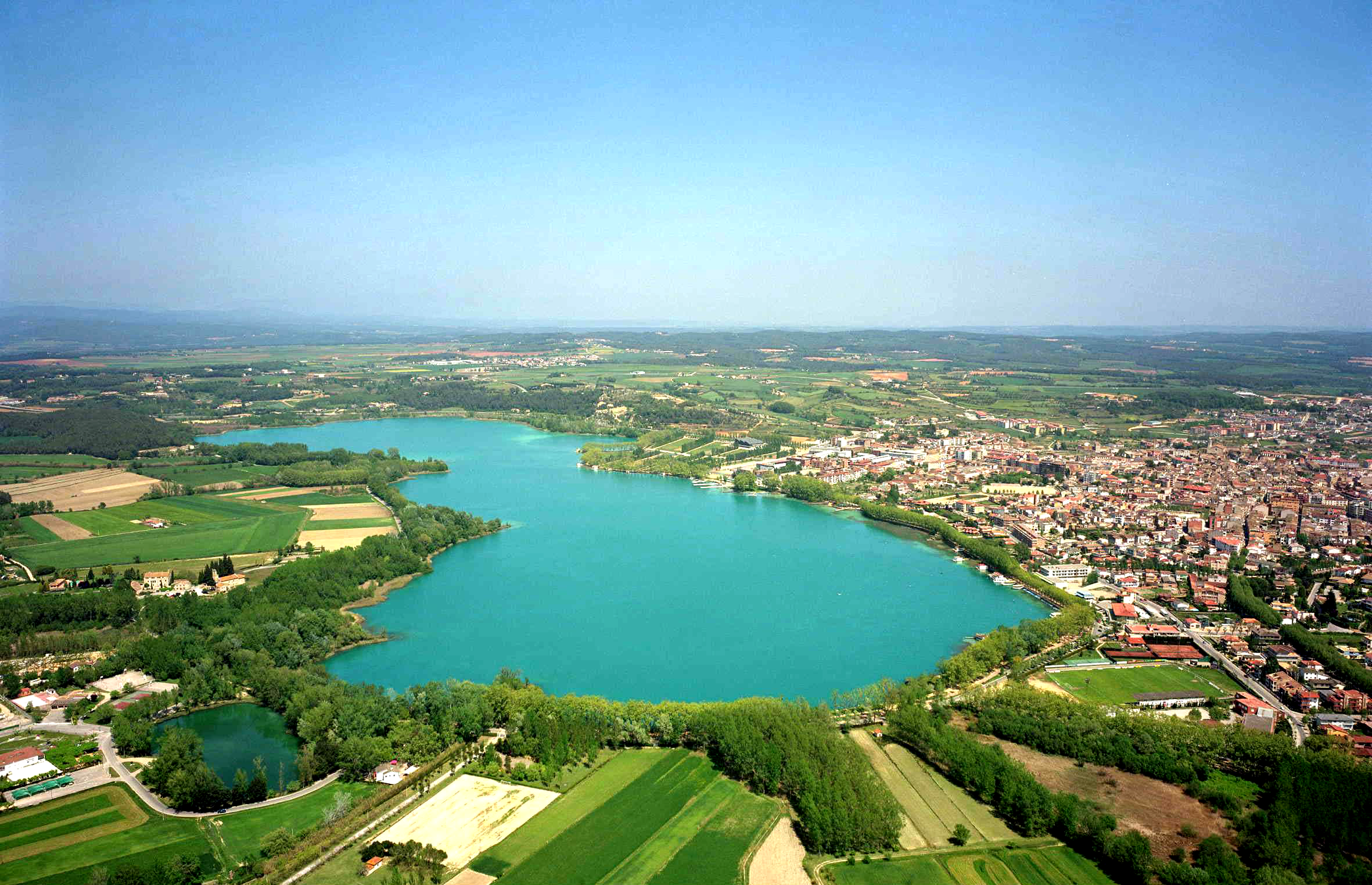
Le lac de Banyoles.

Le bassin occidental est le plus important, apportant une moyenne de 18 700 hm3 par an, tandis que le bassin oriental ne fournit qu'une moyenne de 2 020 hm3 par an. Ce déséquilibre est dû aux forts débits fournis par l'Èbre, fleuve le plus long et le plus puissant de la péninsule Ibérique, et l'un de ses principaux affluents, le Sègre. Irriguant l'essentiel de la dépression centrale catalane ainsi que le delta de l'Èbre au sud de la communauté, ce bassin occidental a grandement contribué au développement de l'agriculture depuis le Néolithique, tandis que c'est là qu'ont été construits l'essentiel des barrages hydroélectriques de Catalogne, dans les contreforts ou basses vallées du piémont pyrénéen. La Catalogne est, en outre, relativement riche en eaux souterraines, mais là encore les inégalités sont importantes entre les comarques, étant donné la structure géologique complexe du pays. Dans les Pyrénées catalanes et leurs piémonts persistent plusieurs lacs glaciaires. Le plus important lac naturel de Catalogne est toutefois d'origine karstique, à savoir celui de Banyoles dans le Pla de l'Estany au nord-est (111,7 ha).
La côte catalane est presque rectiligne, d'une longueur de plus de 500 km et avec peu d'accidents géographiques, les plus importants restant le cap de Creus et le golfe de Roses au nord ; le delta de l'Èbre au sud ; les deux segments de la cordillère littorale où celle-ci plonge directement dans la mer, l'un entre L'Estartit et la ville de Blanes sur la Costa Brava, et l’autre au sud de la comarque de Garraf.

### Climat

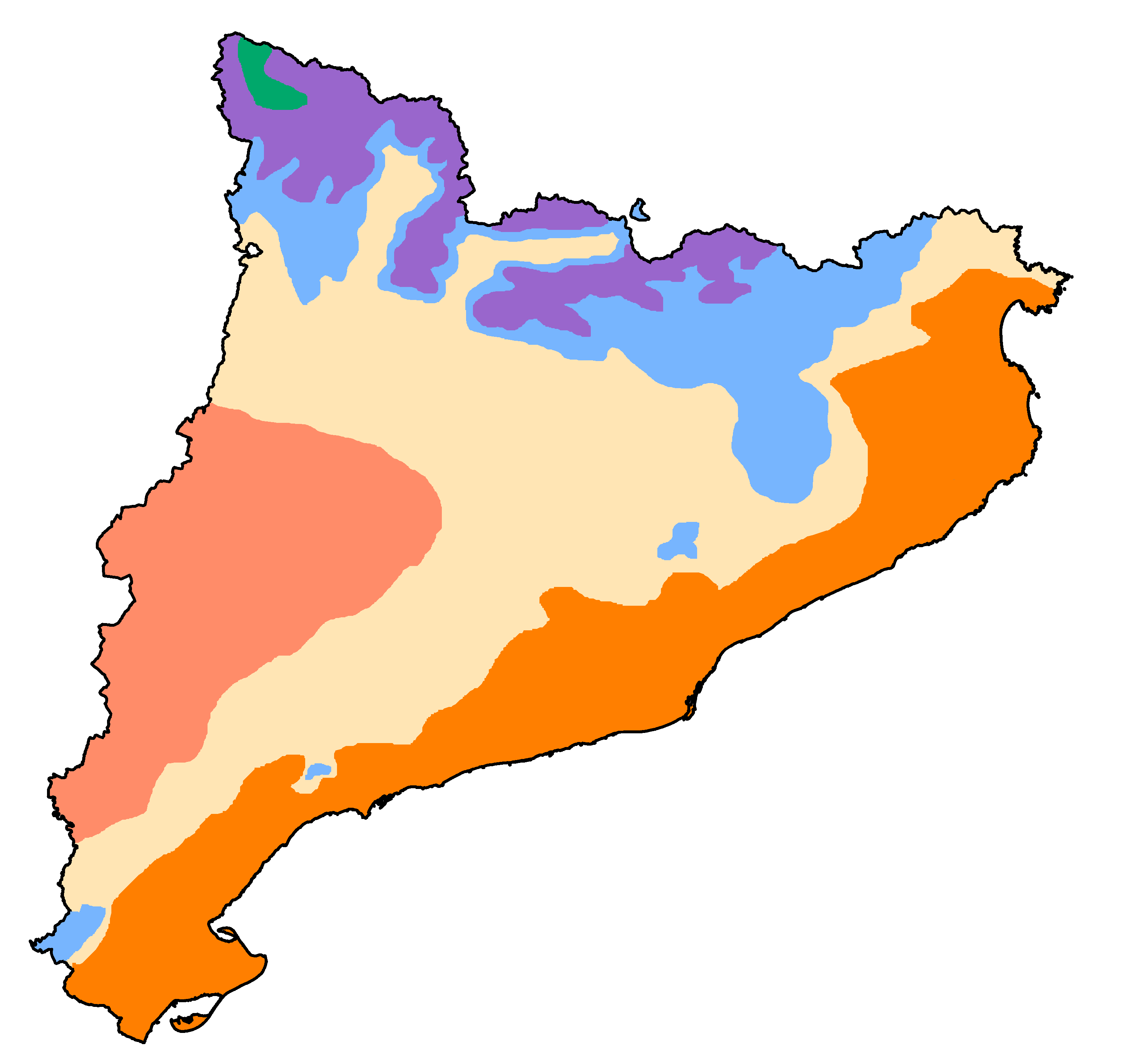
Les climats de Catalogne :
Climat océanique
Climat alpin
Climat méditerranéen de haute-montagne
Climat méditerranéen de moyenne montagne
Climat méditerranéen littoral
Climat méditerranéen d'influence continentale

La Catalogne est essentiellement soumise à un climat méditerranéen tempéré par sa latitude au sein de l'hémisphère nord. Les zones les plus densément peuplées sur le littoral des provinces de Tarragone, Barcelone et Gérone sont les plus représentatives de ce domaine climatique (étés très chauds et secs, printemps et automnes plus humides et pluvieux, hivers doux). Toutefois, en raison de la topographie variée, ce climat développe de nombreuses caractéristiques particulières selon les endroits, en étant notamment soumis à une influence montagnarde (avec plus de précipitations et des températures moyennes qui baissent avec l'altitude, pouvant se diviser entre une influence de moyenne montagne dans l'essentiel de la Cordillère pré-littorale et du piémont pyrénéen, avec moins de neige, et de haute montagne dans la plupart des massifs pyrénéens, la Cordillère transversale et quelques îlots dans la Cordillère pré-littorale) et continentale (sec la moitié de l'année, forte amplitude thermique entre les saisons) dans la partie occidentale de la dépression centrale. Par ailleurs, deux autres domaines climatiques s'étendent dans des parties plus réduites du territoire de la Communauté : un climat alpin (basses températures et neige en hiver, fortes précipitations) sur les plus hauts sommets des Pyrénées le long de la frontière avec la France au nord, un climat océanique (très pluvieux, froid et humide) dans le versant supérieur du bassin de la Garonne correspondant au val d'Aran.

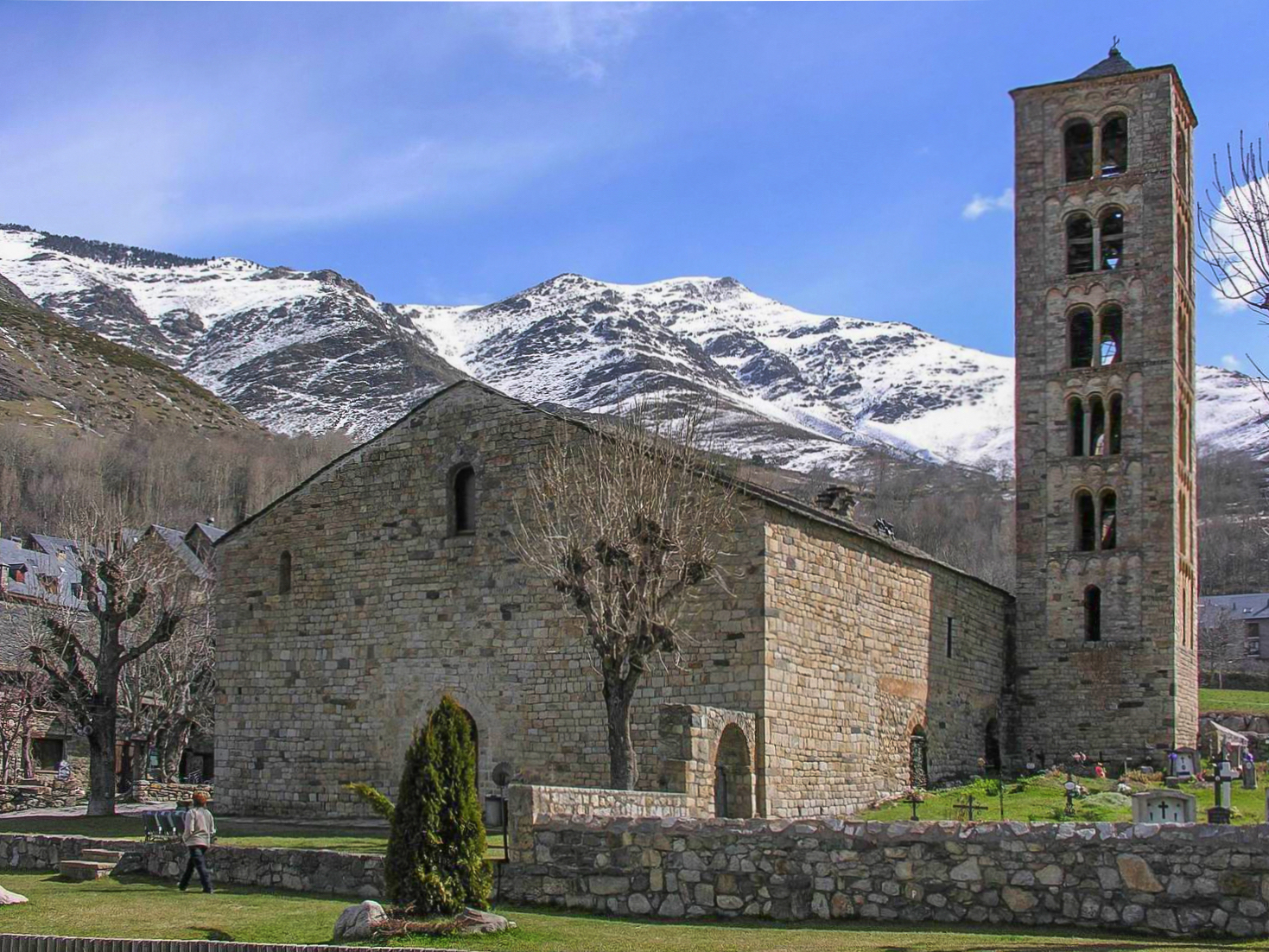
L'église Sant Climent de Taüll, qui est située au pied des Pyrénées.

De ce fait, les températures moyennes annuelles peuvent varier assez fortement selon les endroits, allant de 0 °C dans les Pyrénées à 17 °C dans le delta de l'Èbre. Les températures les plus extrêmes jamais enregistrées sont montées jusqu'à 43 °C (à Lérida et Igualada en juillet 1982 ou encore Montblanc le 4 juillet 1994), et descendues jusqu'à −32 °C (au lac Gento à 2 030 m d'altitude dans les Pyrénées en février 1956). En règle générale, l'intérieur de la Catalogne est très chaud et sec en été, subissant par ailleurs un effet de foehn causé par les Pyrénées. La température peut atteindre 35 °C, voire 40 °C. En revanche, les nuits sont plus froides que sur la côte, avec des températures de l'ordre de 14 °C à 16 °C. Dans les régions littorales, la température maximale moyenne est d'environ 25 à 30 °C.

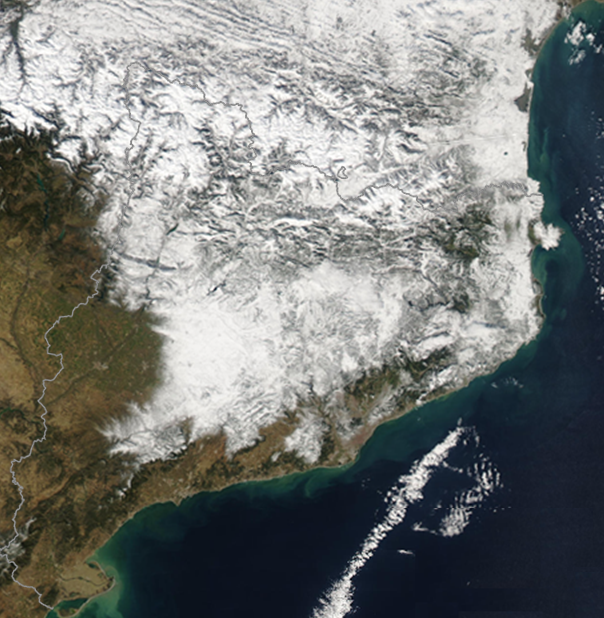
Image satellite de la Catalogne prise après l'épisode neigeux exceptionnel des 7 et 8 mars 2010.

De même, pour les précipitations, la Catalogne peut être divisée en deux régions :
- la Catalogne humide, comprenant les Pyrénées, le piémont et quelques massifs de la Cordillère pré-littorale, où la pluviométrie dépasse 700 mm par an. L'été est notamment la saison la plus humide dans les vallées pyrénéennes avec de fréquentes tempêtes, mai et juin étant les mois connaissant les précipitations les plus abondantes, tandis qu'il neige souvent dans les Pyrénées, y compris à basse altitude, même à proximité de la côte. De plus, le brouillard n'est pas rare dans les vallées et les plaines, il peut être particulièrement résistant et être accompagné par des périodes de bruine verglaçante au cours de l'hiver près de la Sègre et d'autres vallées de rivières ;
- la Catalogne sèche, correspondant au reste du territoire (littoral, collines et moyennes montagnes, dépression centrale), où les précipitations sont inférieures à 700 mm par an, et où les saisons les plus pluvieuses sont le printemps et surtout l'automne.

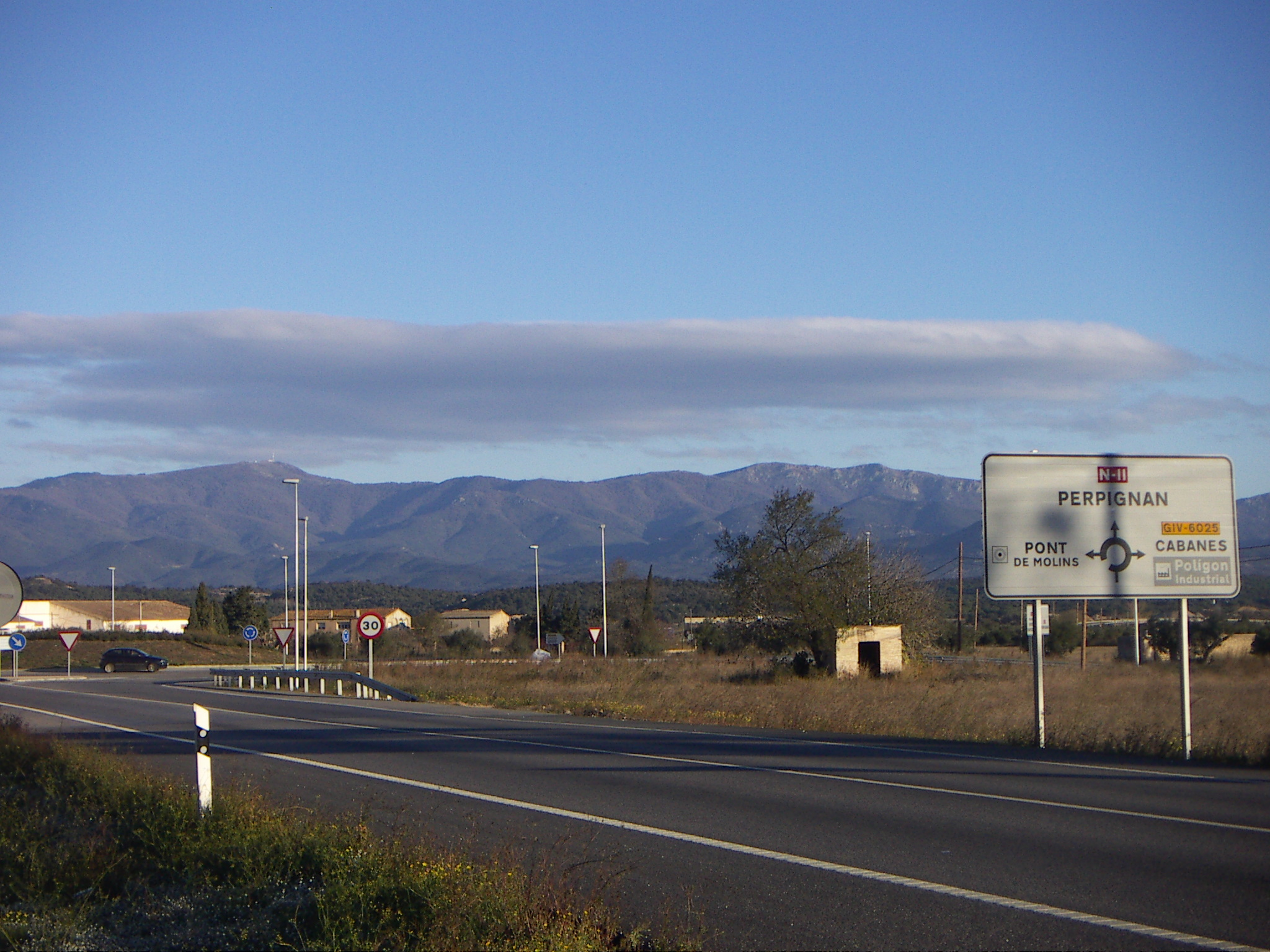
Nuages caractéristiques de la Tramontane sur Requesens et le puig Neulós dans le massif des Albères.

Le vent dominant, comme dans une grande partie de l'Europe, est le ponant ou vents d'ouest, venant de l'océan Atlantique et de l'anticyclone des Açores. Par ailleurs, tant au nord qu'au sud peuvent dominer des vents de couloir plus puissants, froids et secs venant du nord générés par l'effet Venturi et le passage de massifs montagneux, que ce soit la Tramontane soufflant du nord surtout dans la plaine de l'Empordà, ou le Mistral (d'une autre origine que le Mistral français, causé par des perturbations des vents dominants traversant les Pyrénées et la basse vallée de l'Èbre entre les Cordillères ibériques et pré-littorales catalanes) venant du nord-ouest dans le delta de l'Èbre. S'y ajoutent des vents plus irréguliers comme les brises de mer (Marinada) ou de montagne ainsi que le foehn. Les vitesses moyennes annuelles du vent (à 10 m du sol) vont de 1 m/s à Vielha dans le val d'Aran (protégée par les montagnes environnantes) jusqu'à 10 m/s à Portbou (où l'observatoire se situe au sommet d'une montagne).
Enfin, l'ensoleillement est étroitement lié à la nébulosité et non à la pluviométrie à proprement parler. Cette insolation se situe en Catalogne entre 2 000 et 2 600 h annuelles.
La Catalogne est touchée depuis 2020 par une secheresse d'une durée historique.

### Biodiversité, pressions anthropiques et protection de la nature

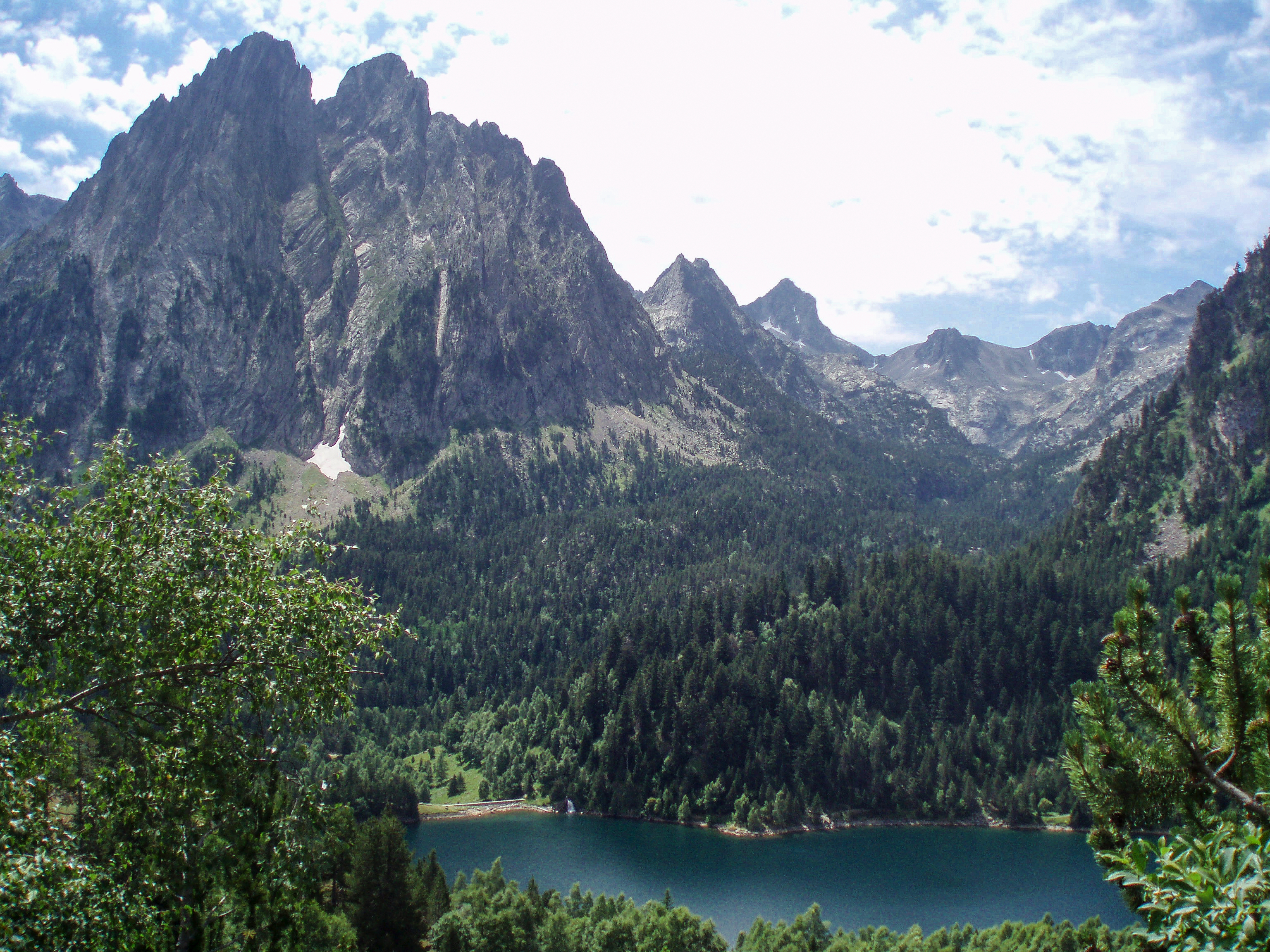
Le parc national d'Aigüestortes et lac Saint-Maurice.

La variété des substrats géologiques, des sols, des conditions climatiques, d'altitudes ou de distance par rapport à la mer a permis le développement d'une biocénose assez diversifiée, offrant un échantillon représentatif à petite échelle des paysages ouest et sud européens. Il y a plus de 600 types d'habitats naturels et semi-naturels. La faune et la flore présentent un relativement faible taux d'endémisme, avec une majorité d'espèces se trouvant en d'autres endroits d'Europe, tout particulièrement dans le domaine méditerranéen. Toutefois, si 65 % de la Communauté autonome sont peu ou pas artificialisés, la Catalogne est également très vulnérable aux pressions anthropiques auxquelles elle est soumise.
En effet, plus de 7 millions de personnes, soit la quasi-totalité de la population catalane, sont concentrées dans 30 % du territoire principalement dans les plaines littorales. À l'agriculture intensive, à l'élevage et aux activités industrielles se sont ajoutés un afflux touristique massif — plus de 20 millions de visiteurs annuels —, un taux d'urbanisation voire de métropolisation important qui a entraîné un fort étalement urbain — les deux tiers des Catalans habitent dans l'aire urbaine de Barcelone, tandis que la proportion de sols urbanisés est passée de 4,2 % en 1993 à 6,2 % de la totalité du territoire catalan en 2009, soit une croissance de 48,6 % en seize ans — et un réseau dense d'infrastructures de transports. Ceci s'accompagne d'une certaine déprise agricole (baisse de -15 % de l'ensemble des espaces cultivés en Catalogne entre 1993 et 2009) et d'une menace pour les milieux naturels, surtout pour les matollars (-1,3 % sur la même période). Les activités humaines ont également mis certaines espèces animales en péril, voire ont entraîné leur disparition du territoire, comme pour le loup gris et probablement l'ours brun des Pyrénées. La pression créée par ce modèle de vie fait que l'empreinte écologique du pays dépasse, et de plus en plus, la superficie administrative de la Communauté.

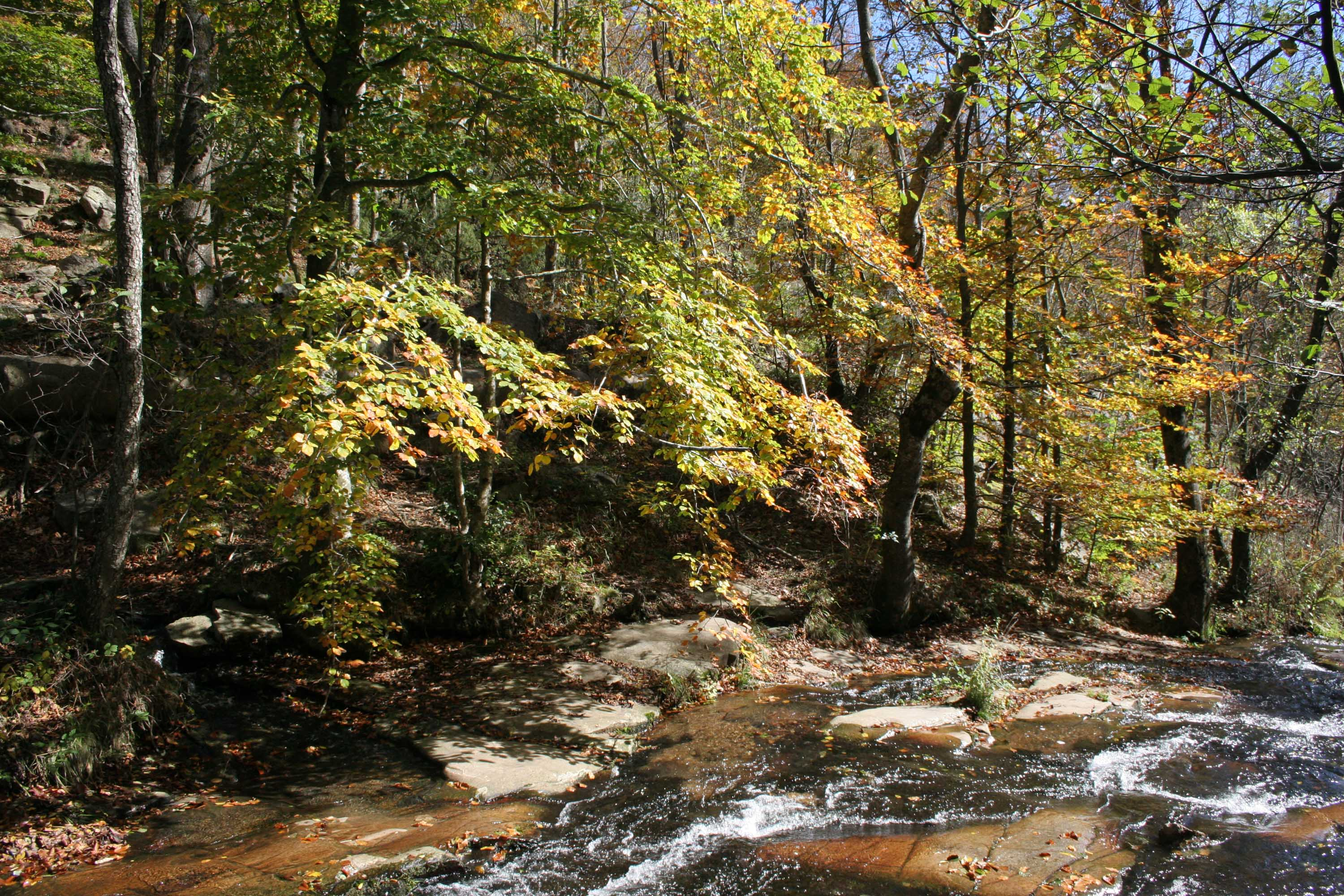
Le Montseny en automne.

Face aux problématiques ainsi posées, les autorités ont initié plusieurs mesures ou institutions ayant pour finalité de protéger les écosystèmes naturels. Ainsi, en 1990, le gouvernement catalan a créé le Conseil de protection de la nature (Consell de Protecció de la Natura), un organe consultatif ayant pour but d'étudier, de protéger et de gérer les milieux naturels et paysages de Catalogne. Par ailleurs, la Généralité a également lancé un Plan d'espaces d'intérêt naturel (Pla d'Espais d'Interès Natural ou PEIN) en 1992 tandis que dix-huit espaces naturels de protection spéciale (Espais naturals de protecció especial ou ENPE) ont été institués, avec un seul parc national, celui d'Aigüestortes et lac Saint-Maurice, quatorze parcs naturels de Catalogne – des Hautes-Pyrénées (Alt Pirineu), des marais de l'Empordà, de Cadí-Moixeró, du cap de Creus, des sources du Ter et du Freser, de Collserola, du delta de l'Èbre, des Ports, du Montgrí, îles Medes et bas-Ter, du Montseny, de Montserrat, de Sant Llorenç del Munt et de l'Obac, de la serra de Montsant et de la zone volcanique de la Garrotxa — ainsi que trois endroits naturels d'intérêt national (Paratge natural d'interès nacional ou PNIN) — le Pedraforca, le bois de Poblet et les Albères.
Le territoire catalan offre donc une forte diversité de milieux et de paysages, particulièrement impactés par les activités humaines, liées à un réseau dense d'infrastructures de transports et de communication.

### Voies de communication et transports
Du fait de sa situation, sa topographie et son histoire, la Catalogne est une des régions de la péninsule Ibérique les plus ouvertes sur le reste de l'Europe et du monde, s'appuyant sur des réseaux de communication terrestres, maritimes et aériens relativement denses. Les réseaux sont essentiellement organisés en étoile autour de Barcelone, tandis que l'axe tracé par l'antique Via Augusta romaine le long de la côte méditerranéenne reste d'une importance majeure dans l'organisation des transports terrestres (routiers et ferroviaires) catalans mais aussi à l'échelle européenne (route européenne 15 ou E15, lignes à grande vitesse ou LGV de la Renfe-SNCF en Coopération).

#### Voies routières

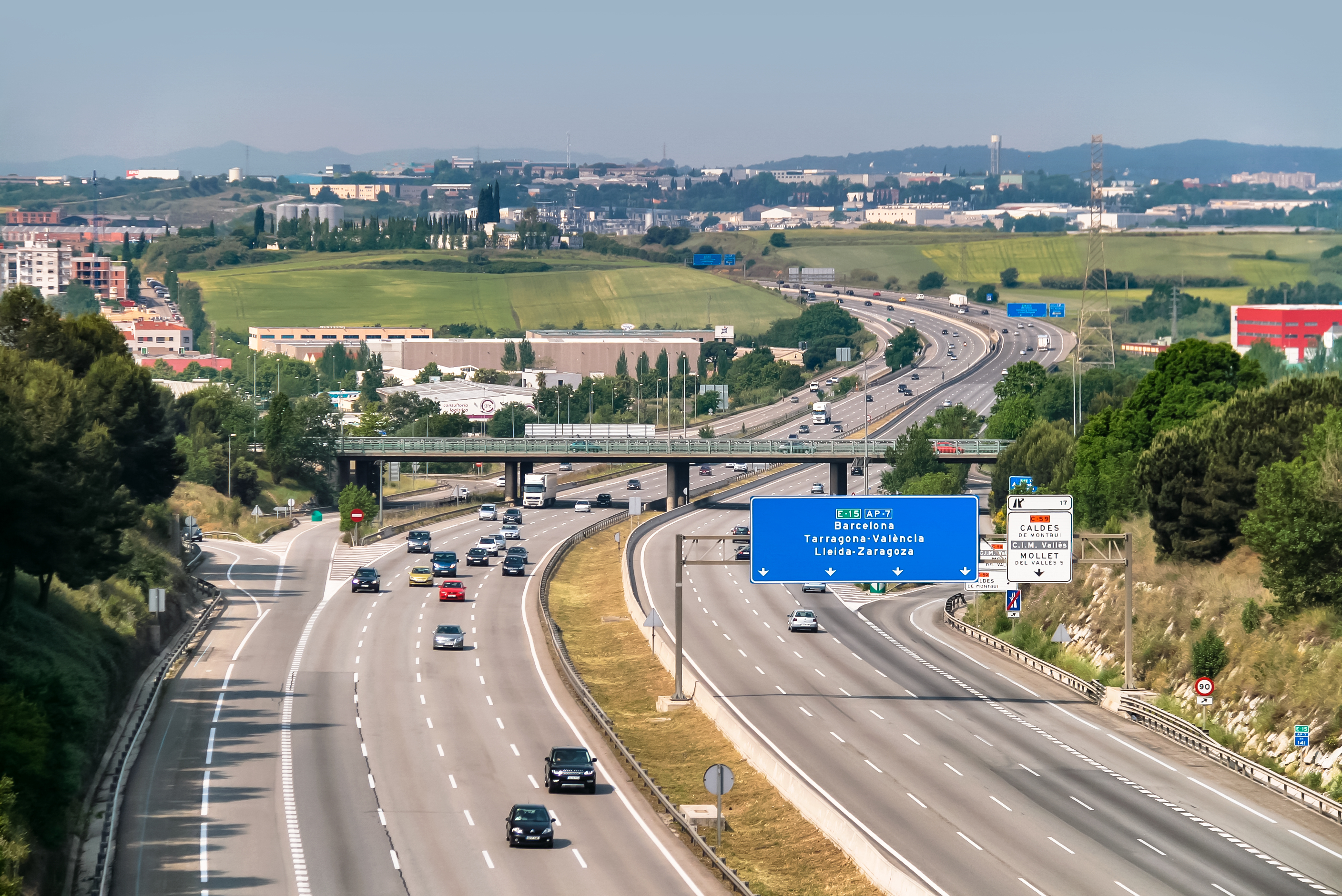
L'AP-7 à Mollet del Vallès, au nord de Barcelone. Section en 2 ✗ 4 voies.

Le réseau routier, centralisé vers Barcelone, s'étend sur environ 12 000 km, dont 1 648,5 km d'autoroutes ou voies express à grande capacité (689 d’autopistes, presque entièrement à péage, 769,5 d’autovies majoritairement gratuites, 104 de routes dédoublées totalement gratuites et 86 de voies préférentielles payantes à une seule chaussée),.
Les acteurs de son aménagement sont la Généralité de Catalogne (qui a autorité sur 5 600 km de routes, soit un peu moins de la moitié du réseau), les Députations provinciales (compétentes pour 4 400 km de voies, soit plus du tiers du réseau), l'État (à travers le ministère de l'Équipement du gouvernement central espagnol, qui est titulaire de 1 955 km de routes en Catalogne, soit environ 1/6 du réseau).
La principale autoroute, l'AP-7, est aussi connue sous le nom d’Autopista de la Mediterrània. Elle traverse toute la Communauté en suivant la côte à l'est, depuis la frontière française (col du Perthus), où elle est reliée à l'autoroute A9 La Catalane et au reste de la route européenne 15 (E15, Inverness-Algésiras), et s'étend au-delà vers le sud (Communauté valencienne, région de Murcie et Andalousie). L'AP-2 et l'A-2, surnommées respectivement Autopista et Autovia del Nord-est, relient Barcelone et l'intérieur de la Catalogne (Lérida) à Saragosse et, au-delà, à Madrid.
En 2018, la Catalogne regroupe 21 % de la mortalité routière urbaine de l'Espagne avec 105 des 489 tués.
Pour la période 2025-2030, 425 kilomètres de routes supportant un trafic journalier de 5000 véhicules et gérées par le gouvernement de Catalogne doivent être partiellement dédoublées en route en 2+1 pour réduire la mortalité de 20% et les blessures graves de 50% pour un montant de 666 millions d’euros.

#### Transports ferroviaires

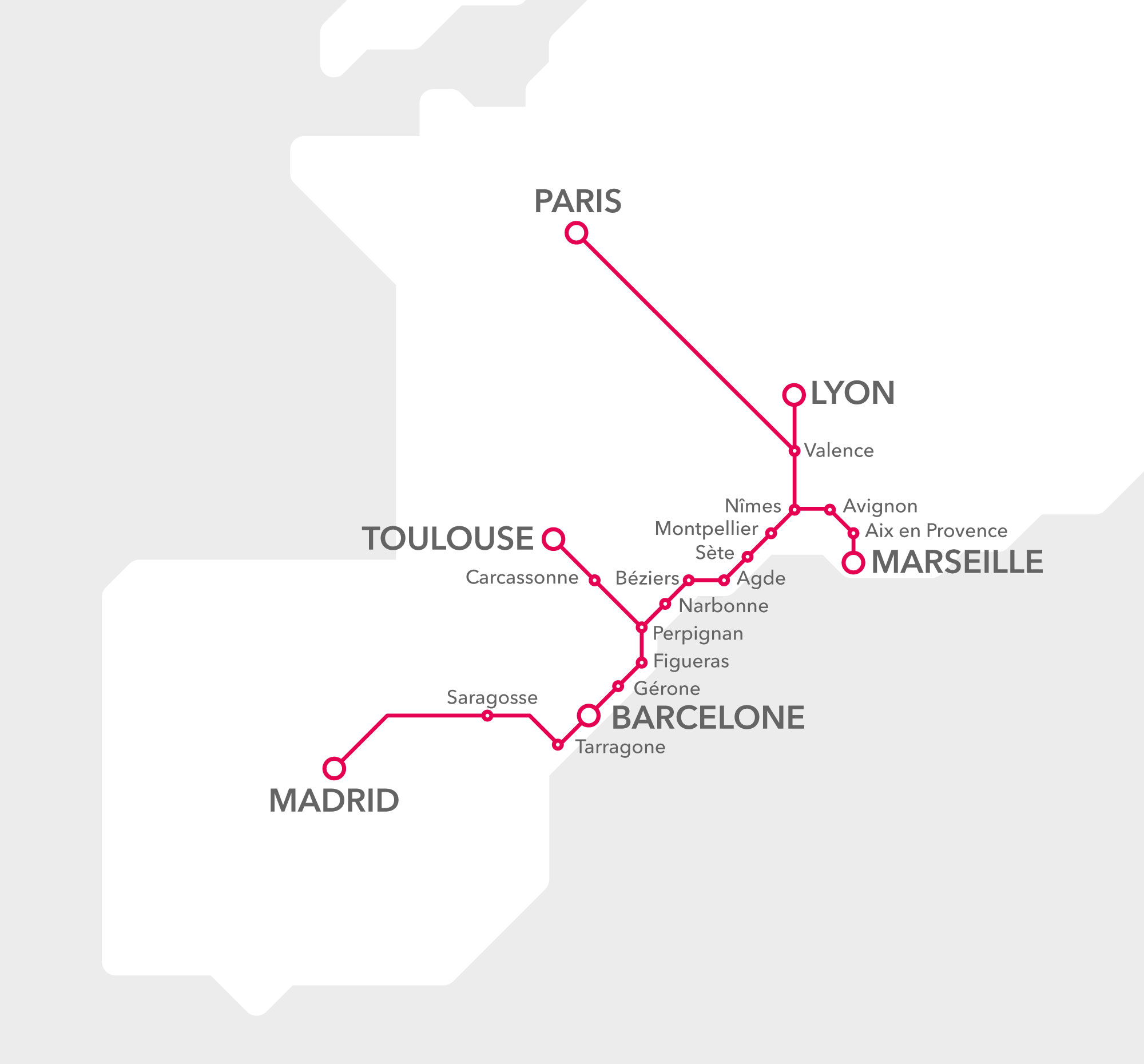
Carte schématique du réseau des trains Renfe-SNCF en Coopération gérés par Elipsos, en juin 2014.

L'organisation du réseau ferroviaire catalan suit principalement celle du réseau routier. En effet, là encore le poids du carrefour barcelonais s'impose, les principales lignes convergeant vers la capitale tandis que son agglomération est elle-même parcourue par de nombreux trains de banlieue appelés Rodalies ainsi que par l'unique métro de Catalogne (le deuxième plus étendu d'Espagne). De même, les liaisons entre la frontière française au nord-est et celle avec la communauté valencienne au sud-ouest, en suivant la ligne de côte, forment un axe particulièrement important et fréquenté. Le réseau s'étend sur 1 600 km.

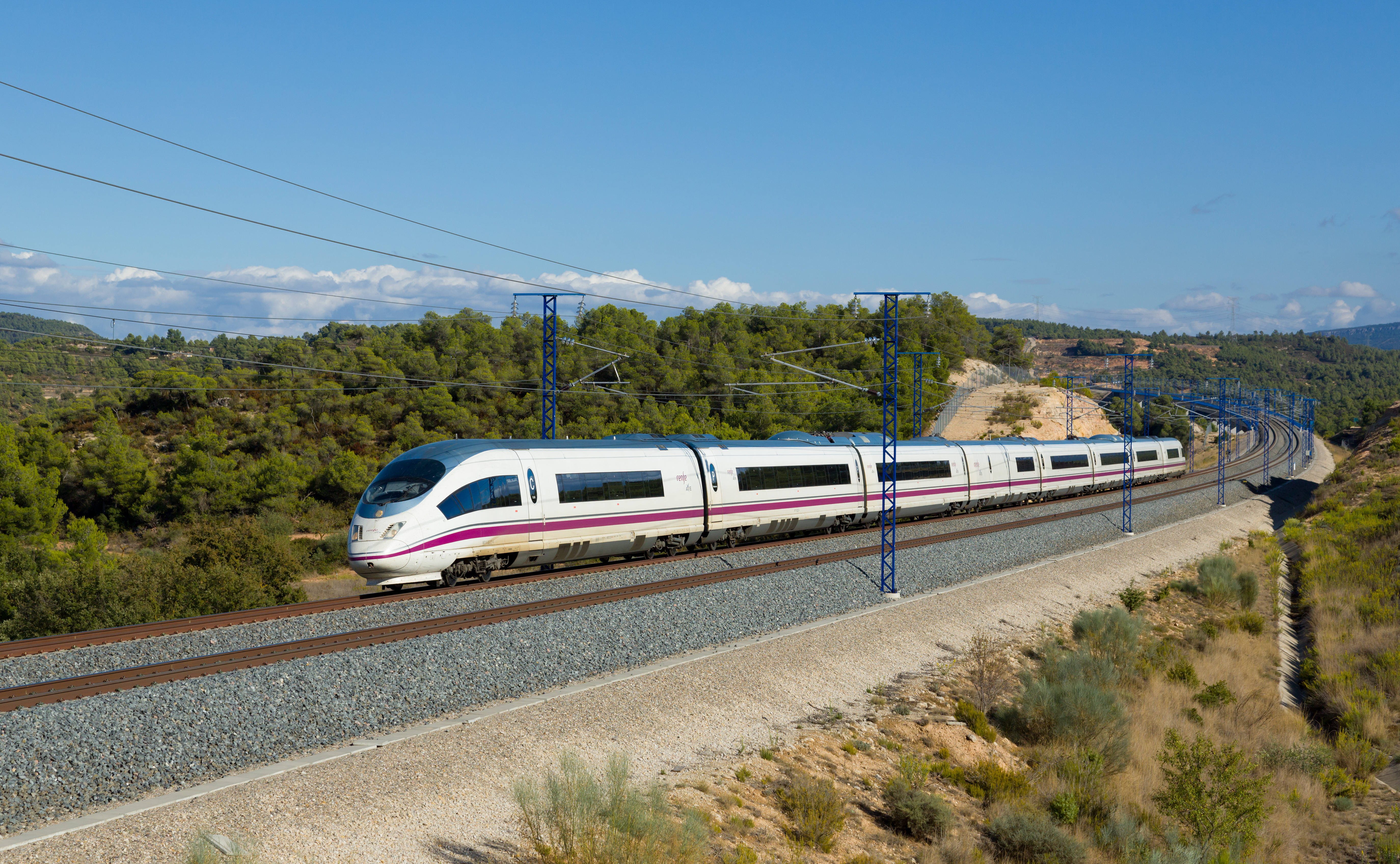
Train AVE 394 Barcelone-Séville, passant à près de 300 km/h dans la province de Lérida.

Il s'agit d'un réseau ancien, puisque la Catalogne, compte tenu de la précocité de son industrialisation, a vu la première construction de chemins de fer dans la péninsule Ibérique, en 1848, avec la liaison entre Barcelone et Mataró. Environ 80 % des axes de chemin de fer actuels ont été tracés au XIXe siècle. Pour sa part, le développement de la grande vitesse est légèrement plus tardif que dans les communautés castillanes ou andalouses. Ainsi, si la première ligne à grande vitesse (LGV) espagnole a été inaugurée entre Madrid et Séville en 1992, les trains express appelés AVE desservent Lérida depuis 2002, Tarragone à partir de 2006 et Barcelone depuis le 20 février 2008, réduisant alors le trajet entre la capitale espagnole et la métropole catalane à deux heures trente environ. Pour autant, il s'agit du premier territoire ibérique à être relié au reste de l'Europe par le train à grande vitesse, depuis la première liaison rapide réalisée entre Perpignan et Figueras en 2010, traversant les Pyrénées par un tunnel de 8 km de long sous le col du Perthus, et le raccordement de cette ligne au reste du réseau à grande vitesse espagnol par l'inauguration de la LGV Barcelone-Figueras en 2013. Cette dernière ligne doit être prolongée en une nouvelle LGV littorale, appelée « corridor méditerranéen », pour relier vers le sud-ouest Valence et Alicante dans la Communauté valencienne, Murcie dans la région de Murcie et Almería, Grenade, Malaga et Algésiras en Andalousie. Ce projet, lancé dès les années 1980 et qui créerait ainsi le premier axe ferroviaire à grande vitesse espagnol ne passant pas par Madrid, a connu de nombreux retards dans sa réalisation.
Les compagnies de chemins de fer actives en Catalogne sont les Ferrocarrils de la Generalitat de Catalunya (FGC), pour les chemins de fer appartenant à la Généralité de Catalogne, et la Renfe, la compagnie nationale espagnole, qui opère des trains seule ou en coopération avec la Société nationale des chemins de fer français (SNCF) pour les LGV transfrontalières.

#### Transports aériens

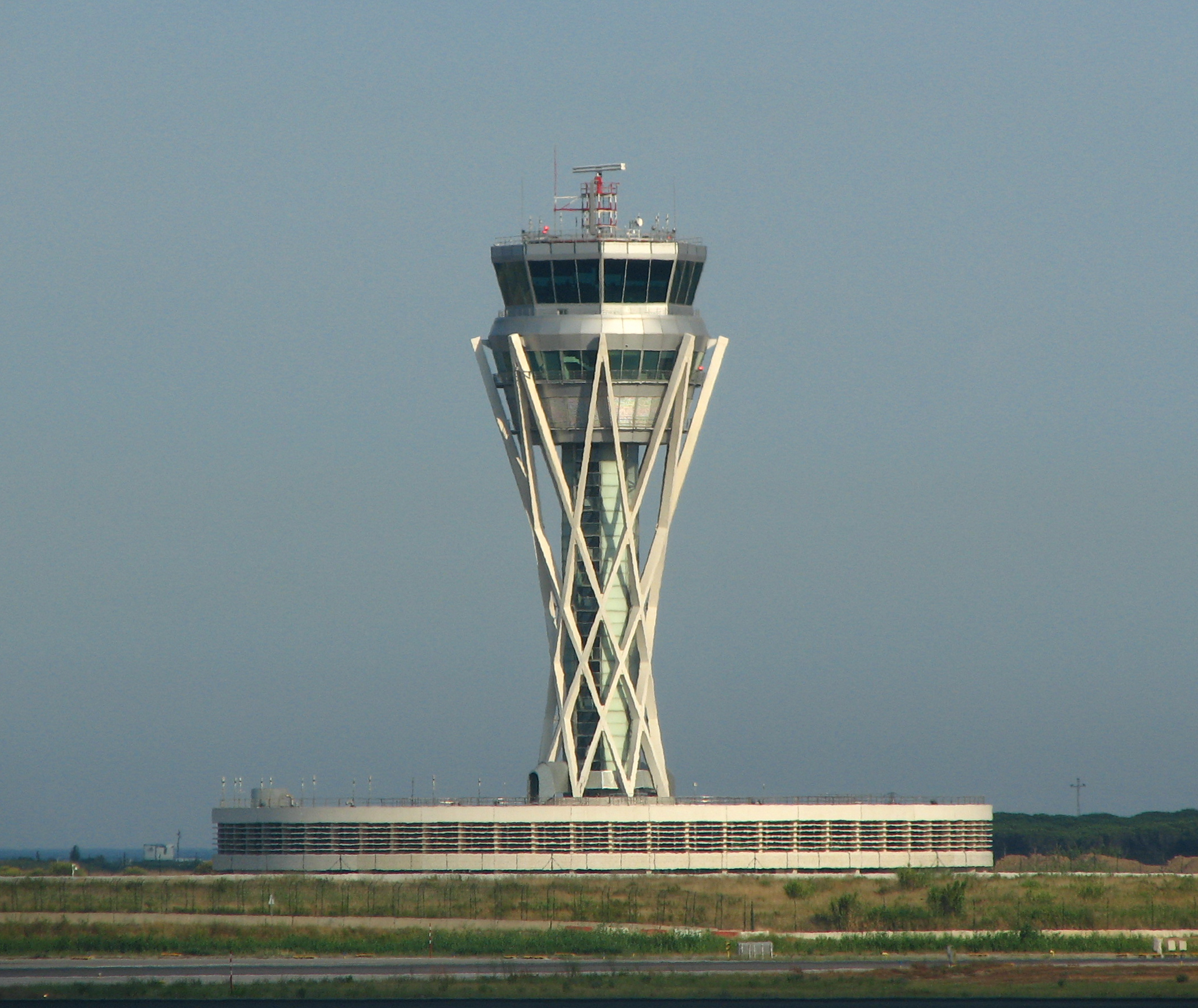
Tour de contrôle de l'aéroport de Barcelone.

La plate-forme de correspondance du réseau aérien catalan est l'aéroport international de Barcelone-El Prat (BCN), situé dans la commune d'El Prat de Llobregat et la banlieue sud-est de Barcelone. Propriété de l'État espagnol et géré par ENAIRE, il sert de hub pour les compagnies à bas prix Vueling et Level, ainsi que de base majeure pour Iberia, Air Europa, Air Nostrum, EasyJet, Norwegian Air International et Ryanair. Avec 44 131 031 passagers en 2016, il est le deuxième aéroport d'Espagne et de péninsule Ibérique derrière l'aéroport Adolfo-Suárez de Madrid-Barajas, le septième d'Europe et le 33e au monde. En se limitant aux seuls passagers internationaux (32 316 655 en 2016), il reste toujours le deuxième aéroport d'Espagne mais en réduisant son écart avec Madrid-Barajas, est le neuvième d'Europe et le 17e mondial. Un aérodrome servant uniquement à l'aviation générale se trouve également dans l'aire métropolitaine barcelonaise, à Sabadell (QSA).
Les trois autres capitales provinciales et grandes agglomérations catalanes disposent également de leurs aéroports internationaux : l'aéroport de Gérone-Costa Brava (GRO) au nord-est qui, grâce à l'implantation de Ryanair qui en a fait l'une de ses bases majeures, a vu sa fréquentation fortement augmenter au cours des années 2000 au point de devenir, avec un pic à 5,5 millions de passagers en 2008, retombé à 1,7 million en 2016, le deuxième aéroport de Catalogne ; l'aéroport de Reus (REU) au sud-ouest, près de Tarragone, qui dessert la Costa Daurada et l'important complexe de loisirs PortAventura World avec des vols internationaux essentiellement saisonniers ; l'aéroport de Lleida-Alguaire (ILD) à Alguaire près de Lérida à l'ouest, qui est le seul de ces aéroports internationaux à ne pas être une propriété étatique mais à appartenir à la Généralité de Catalogne. Enfin, un aéroport essentiellement domestique, celui d'Andorre–La Seu d'Urgell (LEU), également propriété de la Généralité de Catalogne, dessert autant les Pyrénées catalanes que la principauté d'Andorre, avec quelques liaisons internationales avec la France ou le Portugal. Il faut également citer l'aéroport de Sabadell.

#### Transports maritimes

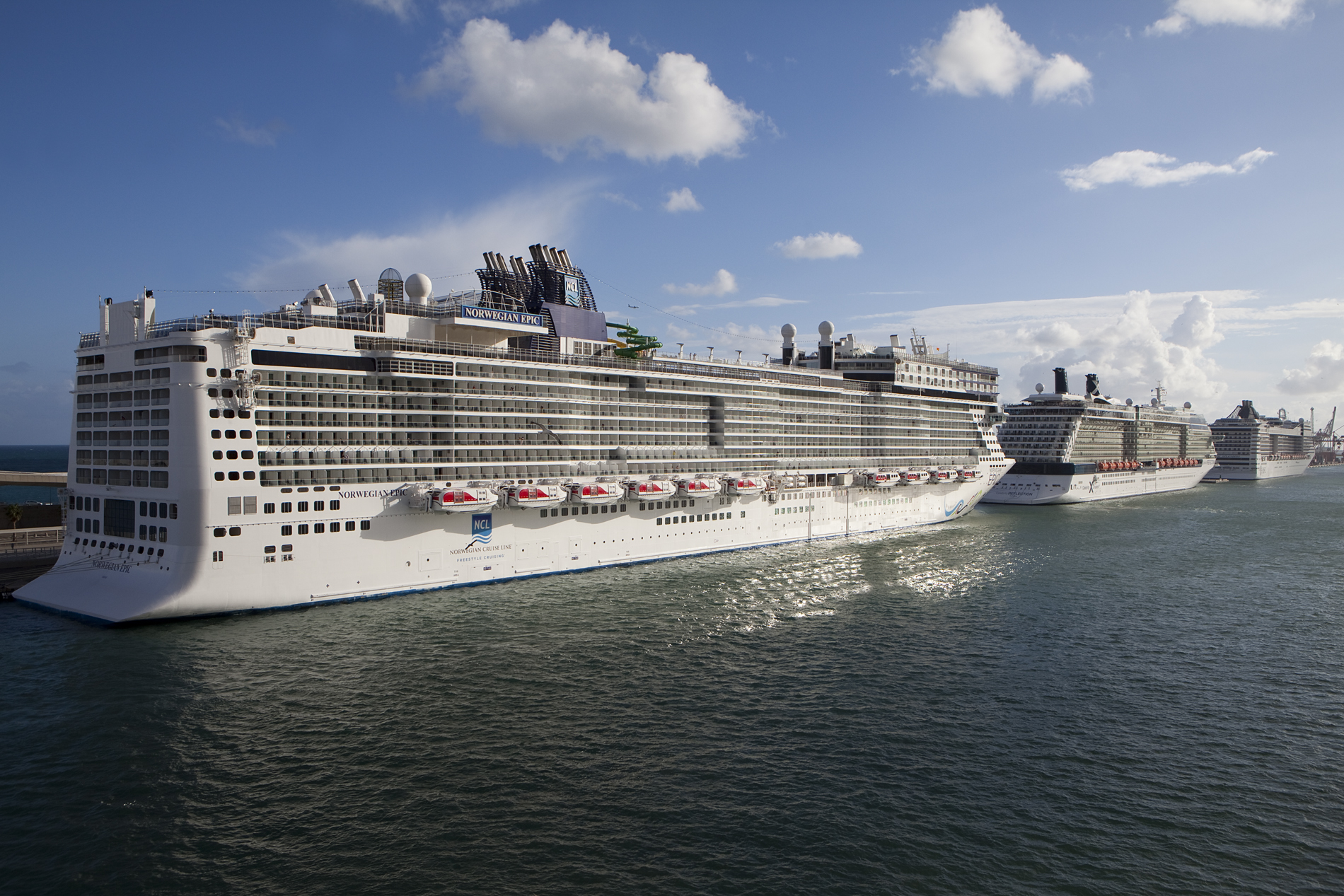
Trois bateaux de croisière amarrés à Barcelone en 2012.

La Catalogne est, depuis le Moyen Âge, bien intégrée dans les réseaux maritimes internationaux. Le port de Barcelone est un port industriel, commercial et touristique d'importance mondiale. Avec 1 950 000 EVP en 2015, il s'agit du premier port à conteneurs de Catalogne, le troisième d'Espagne après ceux de Valence dans la Communauté valencienne et d'Algésiras en Andalousie, le 9e de mer Méditerranée, le 14e européen et le 68e mondial. Mais il s'agit surtout du sixième plus grand port de croisière au monde et du premier en Europe ainsi qu'en Méditerranée, avec 2 364 292 passagers accueillis en 2014. Les ports de Tarragone au sud-ouest et de Palamós près de Gérone au nord-est sont beaucoup plus modestes.
L'aménagement de ces infrastructures, fruit de la topographie et de l'histoire du territoire catalan, répond ainsi fortement à l'organisation administrative et politique de cette communauté autonome.

## Politique et administration
Les questions de son statut, de son degré d'autonomie (voire de son indépendance) et de la reconnaissance de son identité historique, culturelle et linguistique particulière jouent historiquement un rôle de premier plan en Catalogne, structurant sa vie institutionnelle et politique. Ancien État féodal puis moderne formé aux XIe siècle et XIIe siècle,, et ayant existé jusqu'aux décrets de Nueva Planta de 1716 sous le nom de principauté de Catalogne (Principat de Catalunya en catalan), elle a été liée par une union personnelle au royaume d'Aragon à partir de 1137 au sein de la couronne d'Aragon, puis à la couronne de Castille à partir de 1479 au sein de la monarchie catholique espagnole. Après 1716, et sa conquête meurtrière par les armées françaises et castillanes aux ordres des Bourbons (Louis XIV et son petit-fils Philippe de Valois) elle est désormais une province du nouvel État unitaire et absolutiste puis constitutionnel qu'est l'Espagne. Elle dispose ensuite d'une autonomie politique, avec la création d'une institution reprenant le nom de l'ancien gouvernement de l'État catalan (la Généralité), de 1932 à 1939 et depuis 1980 sous la forme d'une communauté autonome espagnole. La Catalogne a été rattachée au Premier Empire français sous la forme de quatre puis deux départements de 1812 à 1814, et s'est constituée à plusieurs reprises en républiques aux existences éphémères ou contestées (en 1641, en 1873, en 1931, en 1934 et en 2017)[réf. nécessaire].

### Statut légal

Emblème officiel de la Généralité de Catalogne, adopté en 1932.

La Catalogne est une des dix-sept communautés autonomes d'Espagne. Elle a accédé à l'autonomie le 17 janvier 1980,,, avec l'entrée en vigueur de la loi organique no 4/1979 du 18 décembre 1979 portant statut d'autonomie de la Catalogne.
La Constitution espagnole de 1978 déclare que l'Espagne est une nation indissoluble qui reconnaît et garantit le droit à l'autonomie des régions qui la constituent. On reconnaît à la Catalogne, comme au Pays basque et à la Galice, un statut particulier de « communauté historique ». Compte tenu de la capacité d'accéder à l'autonomie, cela a entraîné en 1979 le statut d'autonomie de la Catalogne. Dans un processus initié par l'Andalousie et achevé en 1985, les quatorze autres communautés autonomes ont obtenu leurs propres statuts d'autonomie. À partir de 2003, on enregistre une série d'amendements concernant les divers statuts d'autonomie (notamment, aux côtés de la Catalogne, ceux de l'Aragon, la Communauté valencienne, les îles Baléares et les îles Canaries).
D'après le statut d'autonomie de 1979 et l'actuel, approuvé en 2006, « la Catalogne, en tant que nationalité, exerce son gouvernement autonome en se constituant en communauté autonome, conformément à la Constitution et au présent statut, qui est sa norme institutionnelle fondamentale ».
Le préambule de 2006 sur le statut d'autonomie affirme que le Parlement a défini la Catalogne comme une nation, mais que la Constitution espagnole reconnaît la Catalogne comme une réalité nationale. Le préambule n'a pas de valeur juridique, donc le statut est le même que ce qu'il était en 1979, c'est-à-dire une communauté autonome. Bien que ce statut ait été approuvé à la fois par le Parlement catalan et par le Parlement espagnol et, plus tard, par un référendum en Catalogne[réf. nécessaire], il a été juridiquement contesté par la communauté autonome d'Aragon, la communauté autonome des îles Baléares et la Communauté valencienne, ainsi que par le Parti populaire. Les objections sont fondées sur divers aspects tels que le patrimoine culturel et le principe de « solidarité entre les régions ». En novembre 2008, le Tribunal constitutionnel est chargé d'évaluer la constitutionnalité des articles en cause. Le 10 juillet 2010, elle récuse les nouveaux statuts comme non conformes à la constitution sur plusieurs points tels que les notions de nation, de justice autonome et la fiscalité. Cette décision entraîne une manifestation rassemblant plus d'un million de personnes le lendemain.

### Gouvernement

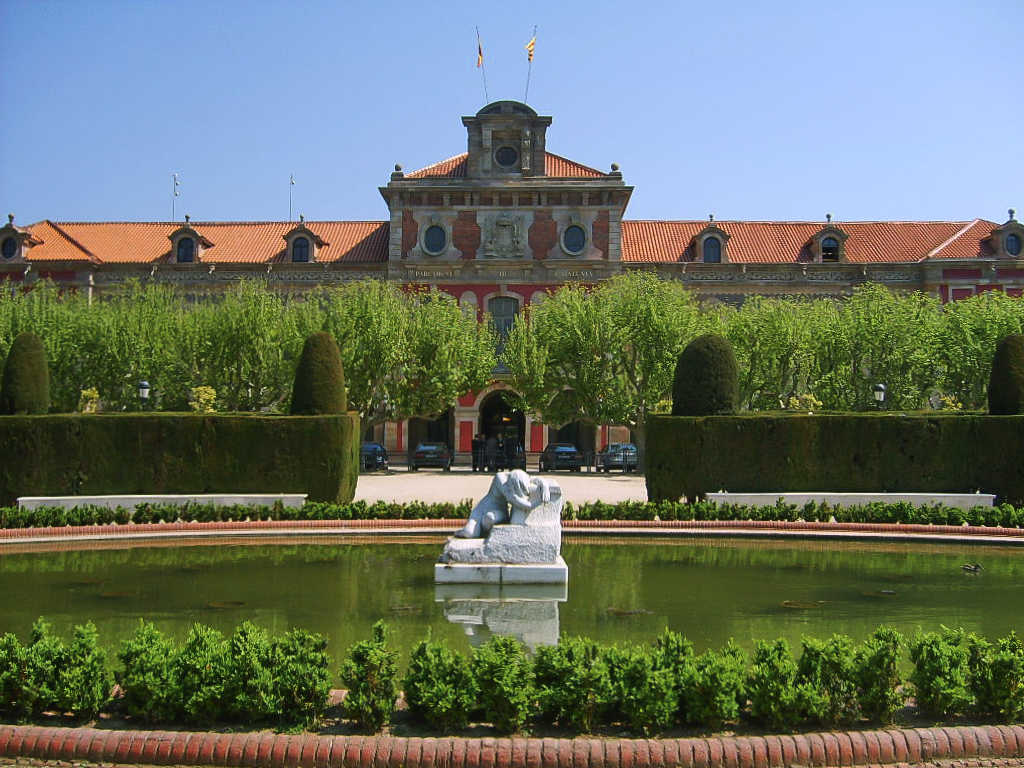
Parlement de Catalogne, situé dans le parc de la Ciutadella, à Barcelone.

La Catalogne dispose de sa propre autonomie et possède des compétences dans quelques domaines. Le 3 novembre 2005, le Parlement catalan a adopté le projet de loi de réforme du statut de la Catalogne, qui a ensuite été débattu devant l'Assemblée parlementaire espagnole à Madrid. Après des discussions ayant montré des divisions, et une révision à la baisse négociée par le président du gouvernement espagnol et le chef du premier parti catalan, le projet a été adopté par l'Assemblée et proposé aux Catalans par référendum. Malgré certains indépendantistes ayant appelé à voter non (car le projet ne reconnaissait pas la Catalogne comme nation, ne lui laissait pas la totale maîtrise des impôts, des ports et des aéroports), presque 75 % des votants l'ont accepté le 18 juin 2006. 

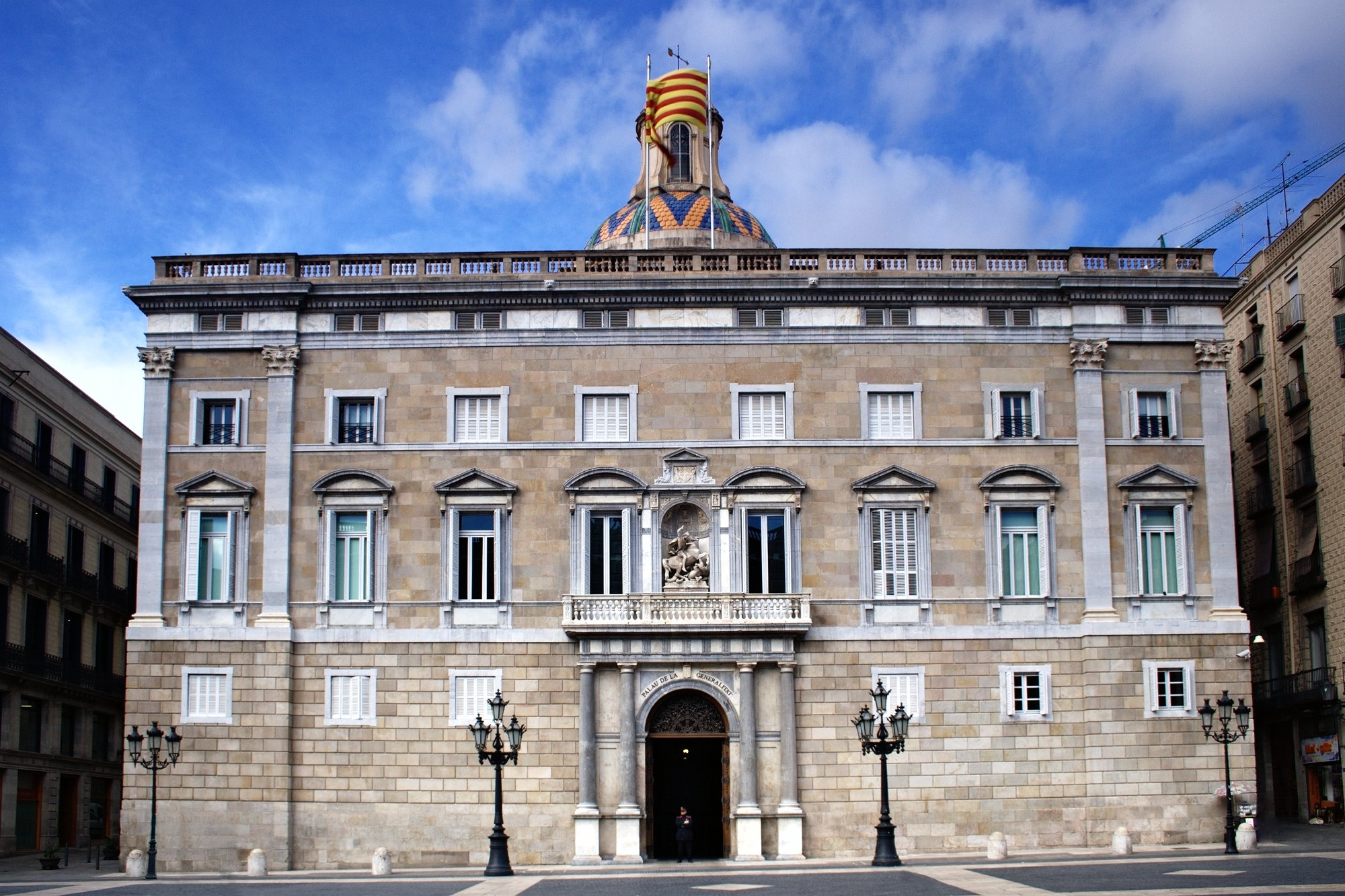
Palais de la Généralité de Catalogne, siège de la Présidence et du gouvernement de Catalogne.

Cependant le taux de participation était légèrement inférieur à 50 %. Le nouveau statut a été en partie annulé par le Tribunal constitutionnel le 10 juillet 2008 (6 % des articles furent annulés ou amendés).
La Généralité de Catalogne (en catalan : Generalitat de Catalunya) est l'institution par laquelle l'autonomie de la Catalogne est organisée. Elle se compose du parlement, de la présidence, du gouvernement et d'autres institutions créées par le pouvoir législatif espagnol.
Pouvoir législatif
Le Parlement de Catalogne (Parlament de Catalunya, en catalan) est l'organe législatif. Il représente le peuple de Catalogne, vote les lois de sa compétence, le budget, contrôle l'action du gouvernement et établit d'autres institutions catalanes. Lors des élections du 14 février 2021, la Gauche républicaine de Catalogne (ERC, indépendantiste du centre-gauche social-démocrate), Ensemble pour la Catalogne (Junts ou JxCat, indépendantiste du centre et centre-droit libéral), et la Candidature d'unité populaire (CUP, indépendantiste de gauche anticapitaliste), trois formations ayant défendu la déclaration d'indépendance du 27 octobre 2017, s'étant opposées à l'application de l'article 155 de la Constitution espagnole et demandant la libération des dirigeants catalanistes condamnés pour « sédition », ont remporté 74 députés sur 135 au parlement, avec 48,05 % des suffrages exprimés. Les partis opposés à l'indépendance et qui ont soutenu l'application de l'article 155, le Parti des socialistes de Catalogne (PSC, centre gauche fédéraliste, arrivé de peu en tête du scrutin devant l'ERC), Vox (droite radicale à extrême droite néofranquiste et centraliste, qui fait alors son entrée au Parlement catalan), Ciutadans (Cs, centre droit unioniste), et le Parti populaire catalan (PPC, droite conservatrice et unioniste), cumulent 63 sièges et 40,13 % des voix. L'alliance de gauche radicale entre Catalogne en commun et Podem (En Comú Podem), neutre sur le sujet de l'accession à la pleine souveraineté, opposée à la déclaration d'indépendance comme à l'application de l'article 155 et favorable à un référendum d'autodétermination, remporte les 8 fauteuils restants pour un score électoral de 6,87 % des suffrages exprimés. À la suite de ce scrutin, le Parlement est présidé par Laura Borràs (Junts) à partir du 12 mars 2021.

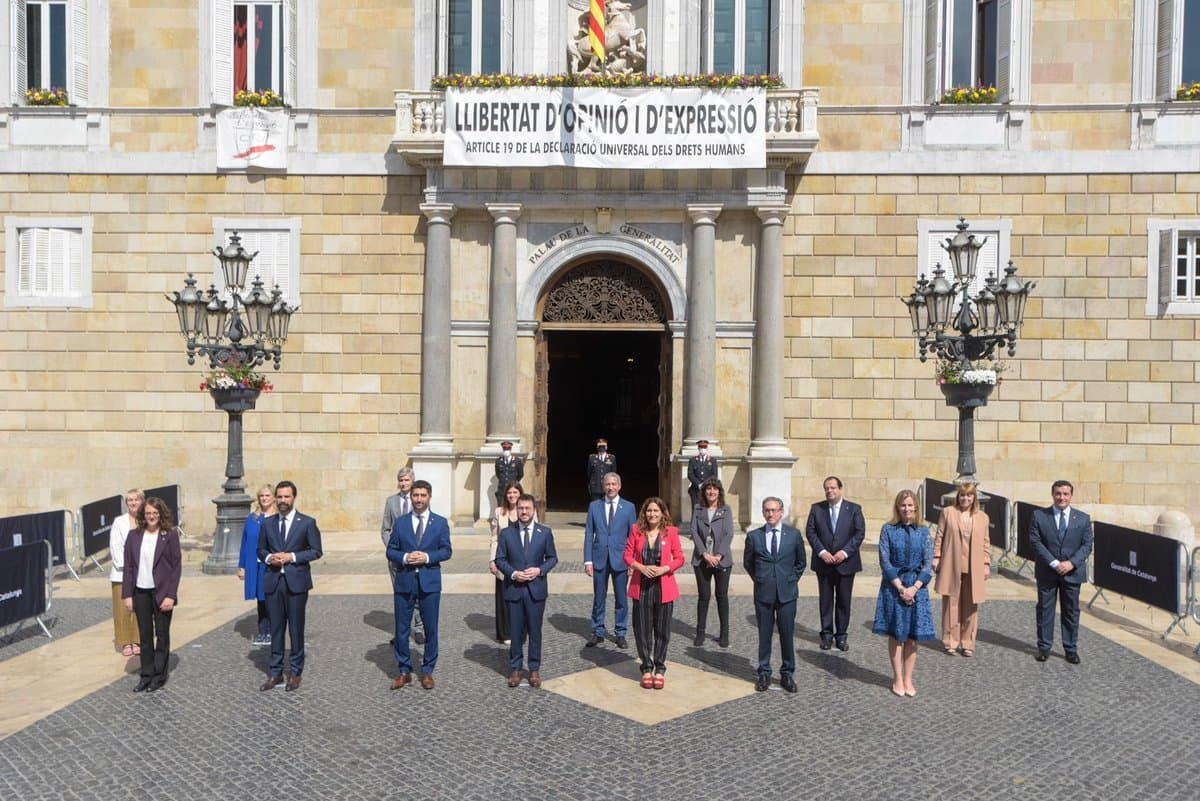
Gouvernement de Catalogne (2021-). Pere Aragonès, président de la Géneralité de Catalogne, est au premier rang, le quatrième à gauche. Jordi Puigneró, le vice-président, est à sa droite.

#### Présidence
Le président de la Généralité de Catalogne (President de la Generalitat de Catalunya, en catalan) est le plus haut représentant de la Catalogne, et est chargé de diriger l'action du gouvernement. Depuis le 24 mai 2021, Pere Aragonès, membre de l'ERC, est président de la Généralité. Il est à la tête d'une coalition indépendantiste avec Ensemble pour la Catalogne. Il exerçait déjà cette charge par intérim depuis la destitution par le Tribunal suprême le 28 septembre 2020 de son prédécesseur, Quim Torra, dont il était le vice-président, arrivé au pouvoir en 2018.

#### Pouvoir exécutif
Le gouvernement de Catalogne (Govern de Catalunya, en catalan), est l'organe collégial chargé de la direction de la politique et de l'administration publique de la Généralité, il détient le pouvoir exécutif et réglementaire. Il est composé du président de la Généralité, du premier conseiller (ou du vice-président) et des ministres.

#### Destitution du gouvernement (2017-2018)
Le 21 octobre 2017, le chef du gouvernement espagnol Mariano Rajoy annonce qu'il va utiliser l'article 155 de la Constitution du royaume d'Espagne pour revenir à la légalité et respecter le statut d'autonomie, après le référendum sur l'indépendance de la Catalogne du 1er octobre 2017 (déclaré illégal par Madrid).
Le 27 octobre, le Parlement de Catalogne valide la résolution de déclaration d'indépendance. Après l'approbation par le Sénat espagnol de l'application de l'article 155 de la Constitution, Mariano Rajoy, président du gouvernement espagnol, dissout la chambre catalane et annonce la tenue d'élections régionales pour le 21 décembre 2017,.

### Division territoriale

Division territoriale de Catalogne.

La Catalogne est divisée aujourd'hui en trois divisions administratives : les municipalités (en catalan : municipis), les comarques (en catalan : comarques), niveau administratif comparable aux communautés de communes françaises, et les provinces (en catalan : províncies), division générale de l'Espagne, mais les provinces sont en cours de remplacement par une nouvelle division régionale catalane, les vigueries (en catalan : vegueries).

#### Municipalités les plus importantes
| Position | Ville                     | Comarque          | Population de la ville |
| -------- | ------------------------- | ----------------- | ---------------------- |
| 1        | Barcelone                 | Barcelonès        | 1 619 337 hab.         |
| 2        | L'Hospitalet de Llobregat | Barcelonès        | 258 642 hab.           |
| 3        | Badalone                  | Barcelonès        | 218 886 hab.           |
| 4        | Terrassa                  | Vallès Occidental | 212 724 hab.           |
| 5        | Sabadell                  | Vallès Occidental | 207 338 hab.           |
| 6        | Tarragona                 | Tarragonès        | 140 184 hab.           |
| 7        | Lérida                    | Segrià            | 137 387 hab.           |
| 8        | Mataró                    | Maresme           | 122 905 hab.           |
| 9        | Santa Coloma de Gramenet  | Barcelonès        | 120 060 hab.           |
| 10       | Reus                      | Baix Camp         | 106 622 hab.           |
| 11       | Gérone                    | Gironès           | 96 236 hab.            |

## Population et société

### Démographie
La communauté autonome de Catalogne couvre une superficie de 32 114 km2 avec une population estimée à 7 522 596 habitants en janvier 2016, les immigrants en représentant 15,73 %. La Catalogne est la communauté autonome d'Espagne qui reçoit le plus grand nombre d’immigrants : l’arrivée d'immigrés entre 1998 et 2009 a représenté 77 % de la croissance de la population de cette région durant cette période.
La région urbaine de Barcelone comprend 5 529 099 personnes et couvre une superficie de 2 268 km2. L'aire métropolitaine de la région urbaine comprend des villes comme L'Hospitalet de Llobregat, Badalone, Santa Coloma de Gramenet et Cornellà de Llobregat.
En dehors de Barcelone, il y a d'autres villes importantes, comme Tarragone, Lérida, Gérone.
La région métropolitaine de Tarragone comprend 811 401 personnes et est la deuxième région métropolitaine de Catalogne.
Entre 1900 et 2001, la population de la Catalogne a été multipliée par 3. Cette augmentation est due à l'expansion démographique en Espagne au cours des années 1960 et au début des années 1970 et aussi à l'exode rural. Cette vague de migration est arrivée dans plusieurs régions d'Espagne, en particulier l'Andalousie, l'Estrémadure et Murcie.

### Langues

Originaire du territoire historique de la Catalogne, le catalan en est une des trois langues officielles et jouit d'un statut particulier depuis l'approbation du statut d'autonomie de la Catalogne de 1979, qui déclare qu'il est le langage « propre à la Catalogne ». Les autres langues qui ont un statut officiel sont l'espagnol ou castillan, officiel dans toute l'Espagne, et l'occitan (l'occitan gascon, parlé dans le val d'Aran, appelé localement aranais).
Sous la dictature franquiste, le catalan est, de 1939 jusque dans les années 1970, exclu du système d'éducation public et de toutes les autres institutions officielles et publiques. Il est même interdit de donner aux enfants des prénoms catalans[réf. nécessaire]. L'exode rural en provenance d'autres zones de l'Espagne réduit l'usage social de la langue dans les zones urbaines. Dans une tentative visant à inverser cette tendance, le rétablissement de l'autonomie des institutions de la Catalogne a entrepris une politique linguistique à long terme visant à accroître l'utilisation du catalan et a, depuis 1983, promulgué des lois qui visent à protéger et à étendre l'usage du catalan. Certains groupes considèrent ces efforts comme une manière de décourager l'utilisation de l'espagnol,.
Aujourd'hui, le catalan est la langue principale du gouvernement autonome de Catalogne et des autres institutions publiques qui relèvent de sa juridiction, coofficielle sur le territoire à côté de l'espagnol. L'éducation publique de base est dispensée en catalan, à l'exception de trois heures par semaine consacrées au castillan.
Selon l’enquête linguistique réalisée en 2008 par le gouvernement de la Catalogne, qui diffère sensiblement de celle de 2003, une majorité revendique l'espagnol comme la langue à laquelle elle s’identifie (46,5 % pour l'espagnol contre 37,2 % pour le catalan ; en 2003 les chiffres étaient de 47,5 % pour l'espagnol et 44,3 % pour le catalan ; entre-temps la part de ceux qui s’identifient autant à l’une qu’à l’autre langue a progressé, passant de 5,0 % à 8,8 %). Dans la vie quotidienne, l’usage habituel du catalan est passé de 46,0 % à 35,6 % (de 47,2 % à 45,9 % pour l’espagnol ; et de 4,7 % à 12,0 % pour l’emploi indistinct de l’une comme de l’autre). 55,0 % des citoyens ont déclaré l'espagnol comme langue maternelle, pour 31,6 % le catalan (en 2003, respectivement 56,1 % et 36,2 %), et 3,8 % déclarent deux langues maternelles (contre 2,5 % en 2003). Enfin, 94,6 % des personnes interrogées déclarent comprendre le catalan ; 78,3 %, le parler ; 81,7 %, le lire ; 61,8 % l’écrire (les chiffres pour l’espagnol sont respectivement de 99,9 %, 99,7 %, 97,4 % et 95,6 %).
De même, grâce au statut d’autonomie de 1979, l’aranais (la variété d’occitan parlée dans le val d'Aran) est devenu officiel et a été soumis à une sauvegarde particulière dans le val d’Aran. Ce territoire de 10 295 habitants est le seul endroit où un dialecte de l’occitan a reçu un statut officiel. Depuis le 9 août 2006 avec l’entrée en vigueur du nouveau statut d'autonomie de la Catalogne, l’occitan est devenu officiel dans toute la Catalogne,.
| Langues que les Catalans identifient comme les leurs (2008) |                   |                         |                |
|                                                             | Langue maternelle | Langue d’identification | Langue usuelle |
| Catalan                                                     | 31,6 %            | 37,2 %                  | 35,6 %         |
| Castillan                                                   | 55,0 %            | 46,5 %                  | 45,9 %         |
| Catalan et castillan                                        | 3,8 %             | 8,8 %                   | 12,0 %         |
| Aranais                                                     | 0,1 %             | 0,0 %                   | 0,0 %          |
| Autres langues                                              | 9,5 %             | 7,5 %                   | 6,5 %          |

### Religion
Selon les statistiques de la Généralité de Catalogne basées sur une étude effectuée en 2014, 56,5 % des Catalans se déclaraient chrétiens (52,4 % catholiques, 2,5 % protestants et évangéliques, 1,2 % orthodoxes et 0,4 % Témoins de Jéhovah), 18,2 % athées, 12 % agnostiques, 7,3 % musulmans, 1,3 % bouddhistes, 2,3 % se déclaraient appartenir à une autre religion (judaïsme, hindouisme, sikhisme, taoïsme, néopaganisme, etc.) et 2,4 % ne souhaitaient pas répondre.

### Enseignement

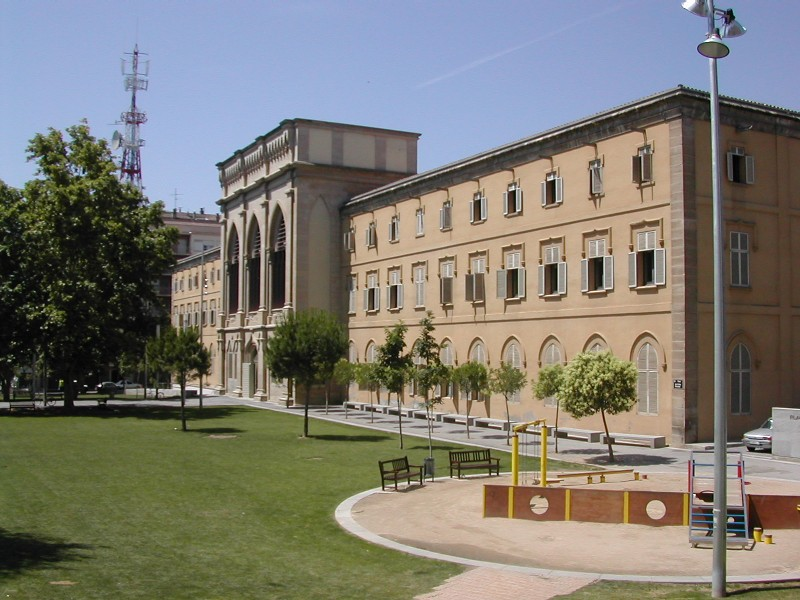
Université de Lérida, la plus ancienne de Catalogne, fondée en 1297.

En Catalogne, l’instruction est obligatoire de six à seize ans, et l’école publique est gratuite. Tout l'enseignement en Catalogne se fait en catalan, avec trois heures par semaine d'espagnol et trois d'anglais.
L'enseignement maternel est encouragé, même s'il n'est pas obligatoire. Appelé Educació Infantil ou populairement connu sous le nom pàrvuls, il est composé par trois ans (P-3, P-4, P-5). L'enseignement primaire catalan se déroule en six années dans le CEIP (Centre d'Educació Infantil i Primària = Centre d'Éducation Infantile et Primaire, ou Escola = École). L'Enseignement secondaire obligatoire (ESO) dure quatre années et le Batxillerat deux ans. Les deux sont réalisés à l'Institut d'Educació Secundària (ou Institut ~ lycée). Par ailleurs, trois établissements scolaires français à l'étranger appartenant au réseau de l'Agence pour l'enseignement français à l'étranger (AEFE) existent à Barcelone : l'école française Ferdinand-de-Lesseps (maternelle et élémentaire), le plus ancien établissement français de péninsule Ibérique (fondée par Ferdinand de Lesseps en 1859) ; le lycée français de Barcelone (de la maternelle au lycée) est le plus important de Catalogne et a été fondé en 1924 ; le lycée français de Gavà (LFG) Bon Soleil (ancien collège Bon Soleil, de la maternelle au lycée), créé en 1969. L'Institut français de Barcelone, créé en 1919, assure également des missions d'enseignement du Français langue étrangère ainsi que des actions d'échanges culturels entre la France et la Catalogne.
L'éducation universitaire est divisée en quatre ans de Grau, une année de Màster et le doctorat. Il y a 15 établissements supérieurs en Catalogne (10 à Barcelone), dont 12 universités (sept publiques, cinq privées dont trois catholiques), une université à distance par internet (l'université ouverte de Catalogne ou Universitat Oberta de Catalunya UOC) et deux grandes écoles privées (un des campus de l'EU Business School et la Barcelona Technology School). La plus ancienne université catalane est l'université de Lérida, fondée en 1297 mais qui a été fermée entre 1717 et 1991. Si toutes les universités de Catalogne ont été supprimées en 1717 des suites des décrets de Nueva Planta, la première à s'être reconstituée est l'université de Barcelone, créée pour la première fois en 1450, déplacée de force à Cervera en 1717 puis rétablie de nouveau dans la capitale catalane en 1837. Le statut d'autonomie reconnaît la liberté de choix en matière linguistique aux enseignants et étudiants du supérieur, ce qui explique que l'importance des enseignements dispensés en catalan varie d'une université à une autre (de 32 % à l'université privée catholique Université Abbé Oliva CEU située à Barcelone jusqu'à 84 % à l'université de Vic, elle aussi privée mais laïque, en passant par 44 % à l'université internationale de Catalogne liée à l'Opus Dei à Barcelone, 53,05 % à l'université de Lérida, 59,4 % à l'université polytechnique de Catalogne, 61,8 % à l'université autonome de Barcelone, 64,9 % à l'université Rovira i Virgili de Tarragone, 66,3 % à l'université Pompeu Fabra de Barcelone, 66,4 % à l'université de Barcelone, 71,4 % à l'université ouverte de Catalogne, 75,8 % à l'université Raymond-Lulle de Barcelone et 80 % à l'université de Gérone) mais aussi en fonction du degré d'étude (plus diffusé durant les années de Grau, son usage est davantage concurrencé par l'espagnol voire l'anglais en Màster et en Doctorat, en raison essentiellement d'un pourcentage d'étudiants étrangers plus importants),.
En Catalogne, trois langues sont présentes, on parle donc de région plurilingue. La langue de l'enseignement en Catalogne est le catalan, mais le castillan peut être utilisé comme langue d’enseignement. Dans le val d'Aran, l'occitan (dans sa variété aranaise) est la langue d'enseignement de toutes les écoles maternelles et primaires. Le castillan et le catalan sont aussi enseignés, oralement. Dans les écoles primaires, les trois langues officielles sont enseignées et sont utilisés dans les différentes matières. Durant les deux dernières années de l'enseignement secondaire (ESO), deux heures par semaine sont consacrées à l'apprentissage de chacune des trois langues officielles.
Dans les lycées catalans, il y a la possibilité de suivre des cours de langues ou des cours culturo-linguistiques. Des cours de communication orale ainsi que des examens oraux sont intégrés aux programmes pour favoriser la pratique de l’oral.
Il existe également des projets qui participent à des programmes européens pour favoriser les échanges entre des pays pour permettre aux étudiants de partir. Ainsi ces étudiants ont la possibilité d'être intégrés dans le pays ou les pays des langues qu’ils étudient. Cela permet aux élèves d’encore plus développer leurs langues étudiées.

### Santé
La santé en Catalogne est responsabilité de la Généralité. Il est organisé par le Service catalan de Santé (Servei Català de Salut).

### Sports

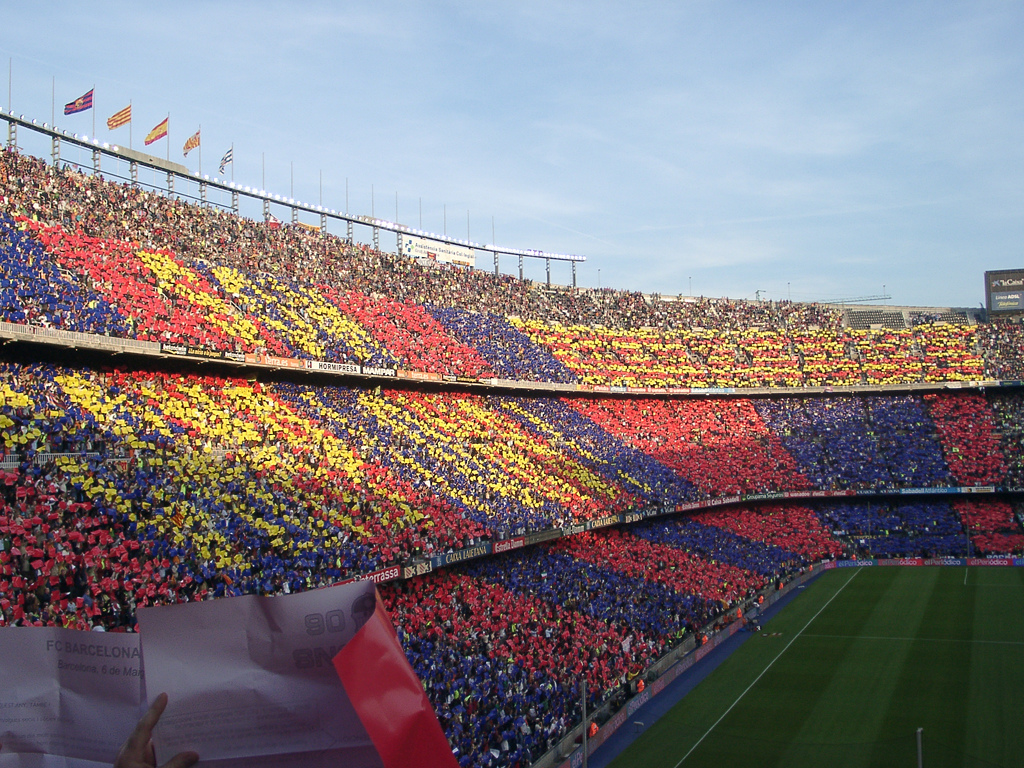
Camp Nou, stade du FC Barcelone.

Le sport occupe une place toute particulière dans le cœur des Catalans, notamment le football. On peut citer le FC Barcelone. Une véritable institution depuis 1899 qui occupe le stade du Camp Nou dans le quartier de Les Corts au nord de la ville. Le club de football est une des sections du club omnisports FC Barcelone. Celui-ci se distingue aussi en basket-ball, handball et hockey sur patins ; l'élection du président du Barça est pour les Catalans aussi importante que les élections municipales à l'Ajuntament. Elle est traitée avec une campagne médiatique locale invoquant les voix des socis, les adhérents du club, nombreux parmi les habitants de Barcelone. Il existe également un deuxième club de football de haut niveau dans la ville. Il s'agit du RCD Espanyol Barcelone qui a déménagé en août 2009 à Cornellà.
La Catalogne a accueilli de nombreuses manifestations sportives internationales, comme les Jeux Olympiques d'été de 1992 à Barcelone, ainsi que les Jeux méditerranéens de 1955 ou les Championnats du monde de natation 2013. Il a tenu annuellement la quatrième plus ancienne course cycliste sur route à étapes encore existante dans le monde, la Volta a Catalunya (Tour de Catalogne).
En 2004, la sélection de rink hockey de la communauté participe au championnat du monde B à Macao qu'elle remporte. C'est la première fois, tous sports confondus, qu'une sélection régionale remporte une compétition officielle internationale de ce niveau. L'équipe d'Espagne menaçant de boycotter le championnat du monde A 2005, le CIRH n'autorise pas la Catalogne à participer à cette compétition, ne la considérant pas comme membre à part entière de la compétition.

#### Principaux clubs sportifs
| Club            | Sport            | Ligue              | Stade/enceinte               | Date de fondation |
| --------------- | ---------------- | ------------------ | ---------------------------- | ----------------- |
| FC Barcelone    | football         | Liga BBVA          | Camp Nou                     | 1899              |
| RCD Espanyol    | football         | Liga BBVA          | Stade Cornellà-El Prat       | 1900              |
| Gérone FC       | football         | Liga BBVA          | Stade municipal de Montilivi | 1930              |
| FC Barcelone    | basket-ball      | Liga ACB           | Palais Blaugrana             | 1926              |
| CJ Badalone     | basket-ball      | Liga ACB           | Pavillon olympique           | 1930              |
| Bàsquet Manresa | basket-ball      | Liga ACB           | Pavillon Nou Congost         | 1931              |
| FC Barcelone    | handball         | Liga ASOBAL        | Palais Blaugrana             | 1942              |
| BM Granollers   | handball         | Liga ASOBAL        | Palais des sports            | 1942              |
| FC Barcelone    | hockey sur glace | Superliga Española | Palau de Gel                 | 1972              |
| CG Puigcerdà    | hockey sur glace | Superliga Española | Palais omnisports            | 1956              |

### Médias

#### Télévision
Televisió de Catalunya est l'organisme chargé de la diffusion des chaînes de télévision publiques en Catalogne. Elle est sous la régulation de l'organisation politique de la Généralité, via l'institution du Conseil de l'audiovisuel, élu par le Parlement de Catalogne. Elle dispose actuellement de quatre chaînes, toutes en catalan : TV3 et sa déclinaison satellitaire TV3 Cat, Super3 / 33, 3/24 et Esport3. Il existe aussi une importante chaîne régionale privée, 8tv.
Le groupe national public Radiotelevisión Española dispose d'un centre de production en catalan à Sant Cugat del Vallès (TVE Catalunya) et cinq chaînes : La 1, La 2, 24 horas, Clan et Teledeporte. Les chaînes privées nationales sont également disponibles sur la TNT, comme les principaux généralistes Antena 3, Cuatro, Telecinco et laSexta.

#### Radios
La Corporació Catalana de Mitjans Audiovisuals, dépendant de la Généralité de Catalogne, dispose actuellement de quatre stations de radio, toutes en catalan : Catalunya Ràdio, Catalunya Informació, Catalunya Música et iCat. Il existe aussi autres stations régionales privées de radio comme RAC 1, RAC 105, Ràdio Flaixbac ou Flaix FM.
Appartenant au groupe nationale Radio Nacional de España, est la station de radio publique en catalan, Ràdio 4. Les autres stations du groupe comme Radio Nacional ou Radio 5 et les principales stations privées nationales (Cadena SER, Cadena COPE, Onda Cero ou la musicale Los 40 Principales) sont également disponibles, avec une partie de sa programmation en catalan.

#### Presse écrite
- La Vanguardia : journal quotidien publié en espagnol et en catalan ;
- El Periódico de Catalunya : journal quotidien publié en espagnol et en catalan ;
- El Punt Avui : journal quotidien publié en catalan résultat de la fusion des quotidiens El Punt et Avui en 2009 ;
- Ara : journal quotidien publié en catalan ;
- Mundo Deportivo : journal sportif publié en espagnol ;
- Sport : journal sportif publié en espagnol ;
- L'Esportiu : journal sportif publié en catalan.

## Économie

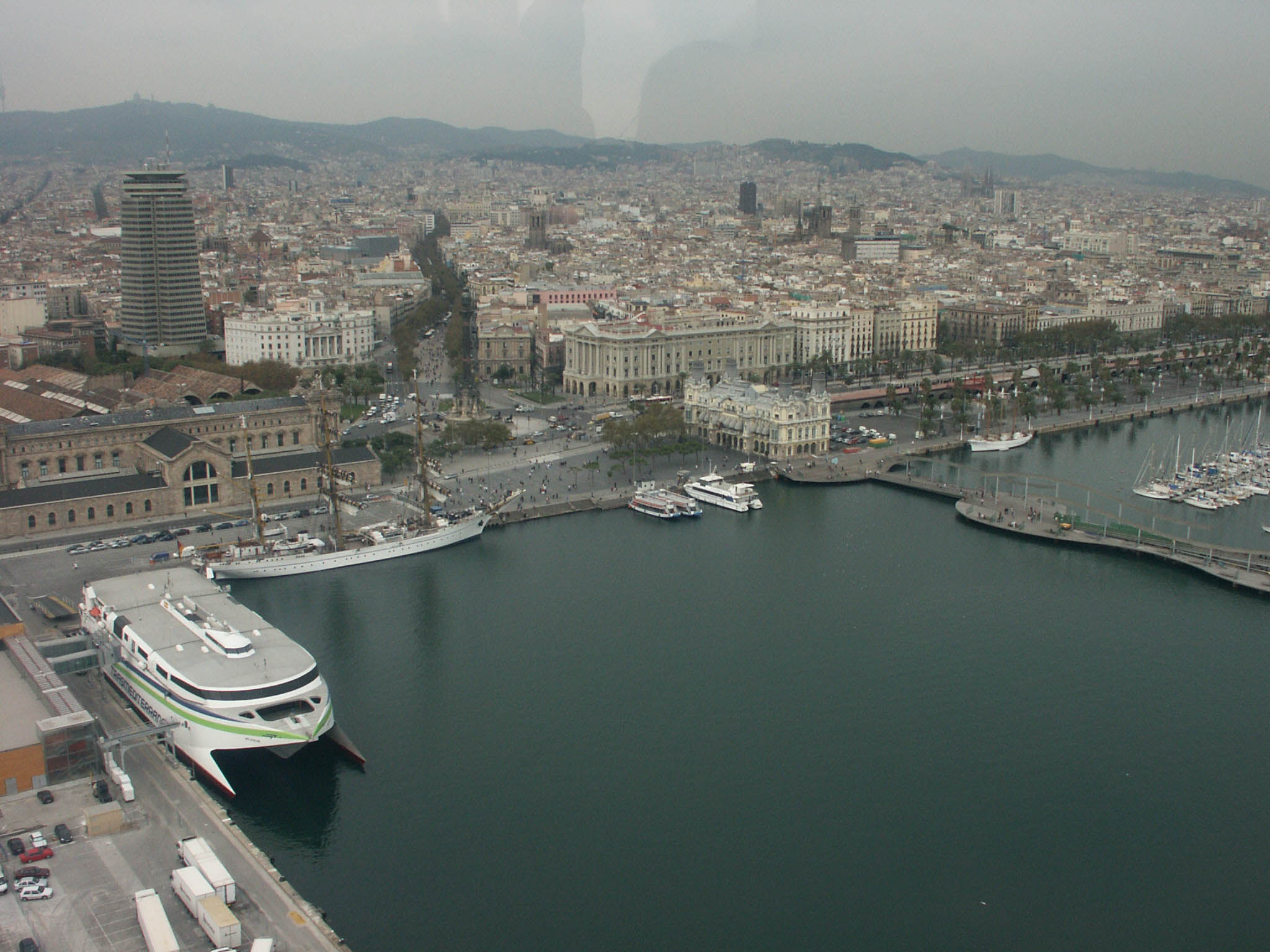
Barcelone, capitale de la Catalogne.

La Catalogne a connu une période d'industrialisation importante au cours du XIXe siècle et du XXe siècle, précédé d'une longue tradition commerciale et de fabrication. Aujourd'hui, l'économie catalane se distingue dans le contexte espagnol par un profil industriel très marqué. Elle représente environ un cinquième de l'économie espagnole. La répartition des secteurs est la suivante :
- secteur primaire : 2,8 % ;
- secteur secondaire : 37,2 % (Espagne : 29 %) ;
- secteur tertiaire : 60 % (Espagne : 67 %).

En 2007, le PIB de la Catalogne atteint 202 509 millions d'euros et le PIB par habitant 24 445 €. Cette même année, la croissance du PIB s'élève à 3,7 %. Dans le contexte de la crise financière de 2008, la Catalogne a subi une récession de près de 2 % de son PIB en 2009.
La Catalogne est la première destination touristique de l'Espagne. Les principales destinations touristiques de la Catalogne sont la ville de Barcelone, les plages de la Costa Brava à Gérone et la Costa Daurada de Tarragone. Dans les Pyrénées, il existe plusieurs stations de ski. Les touristes viennent essentiellement d'Espagne et du Portugal, et dans une moindre mesure du Benelux et de la France.
Les caisses d'épargne ont une grande implantation en Catalogne. Dix des 46 caisses d'épargne espagnoles sont catalanes. La Caixa est la première caisse d'épargne d'Europe. La première banque privée d'origine catalane est Banc Sabadell, qui occupe le quatrième rang des banques privées en Espagne.
La Bourse de Barcelone qui représente, en 2004, près de 205 milliards d'euros d'échange, est la deuxième bourse d'Espagne après la Bourse de Madrid. Fira de Barcelona organise des congrès à caractère international sur les différents secteurs de l'économie[réf. nécessaire].
La principale dépense économique pour les familles catalanes est l'achat d'une maison. Selon les données de la Société d'estimation du 31 décembre 2005, la Catalogne est, après Madrid, la deuxième communauté d'Espagne où le prix du logement est le plus cher : 3 397 euros pour un mètre carré sont payés en moyenne. Par villes, cependant, Barcelone est la ville la plus chère d'Espagne, avec un prix moyen de 3 700 euros au mètre carré[réf. nécessaire].
L'endettement de la région, avec 52 milliards d'euros de dette en 2012, est particulièrement élevé, la plaçant dans une situation de quasi banqueroute. En mai 2012, le président de la Catalogne, Artur Mas, envisage un possible défaut de paiement.

## Culture et patrimoine

### Lieux et monuments principaux

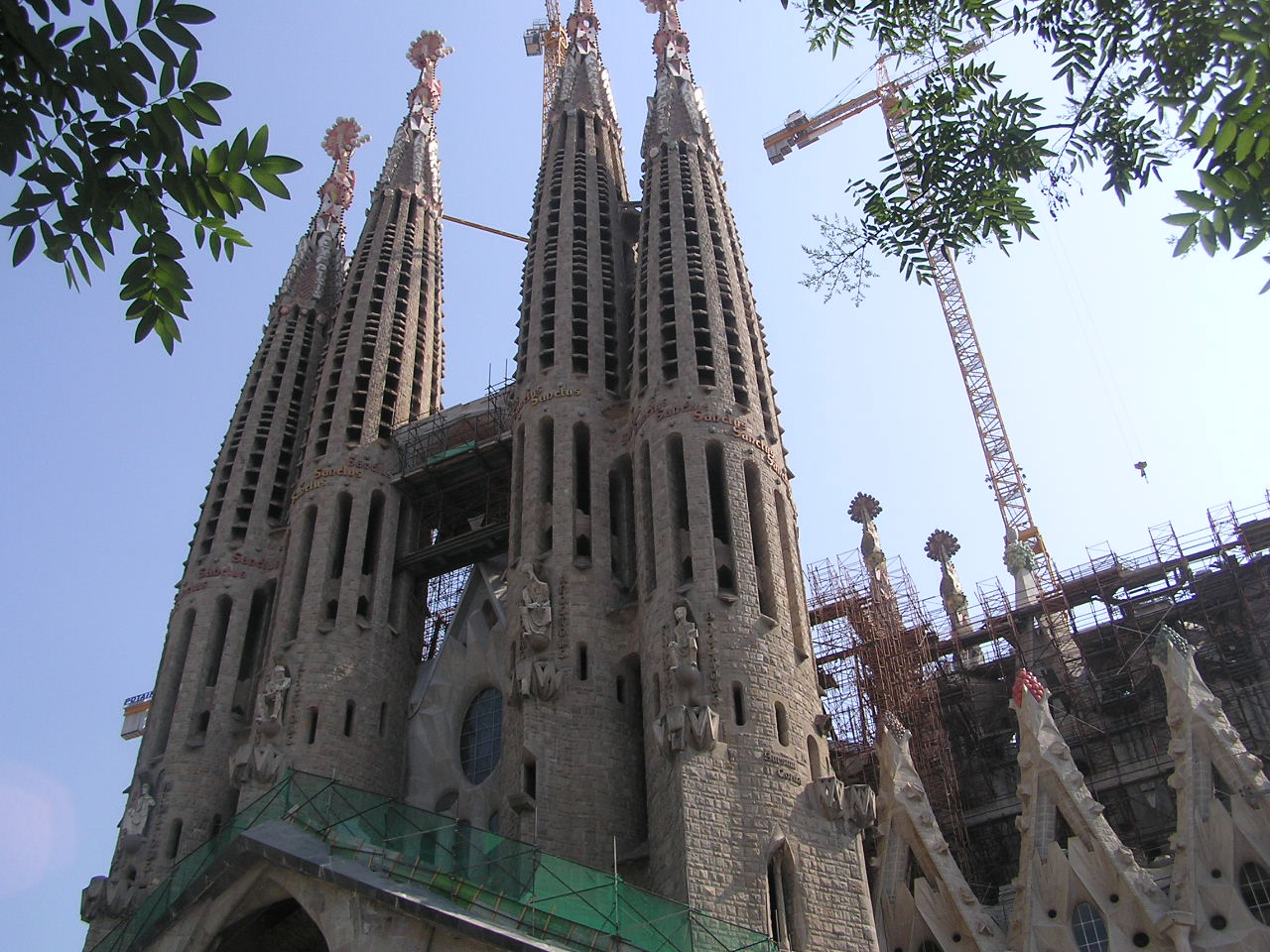
Sagrada Família, Barcelone.

#### Patrimoine mondial

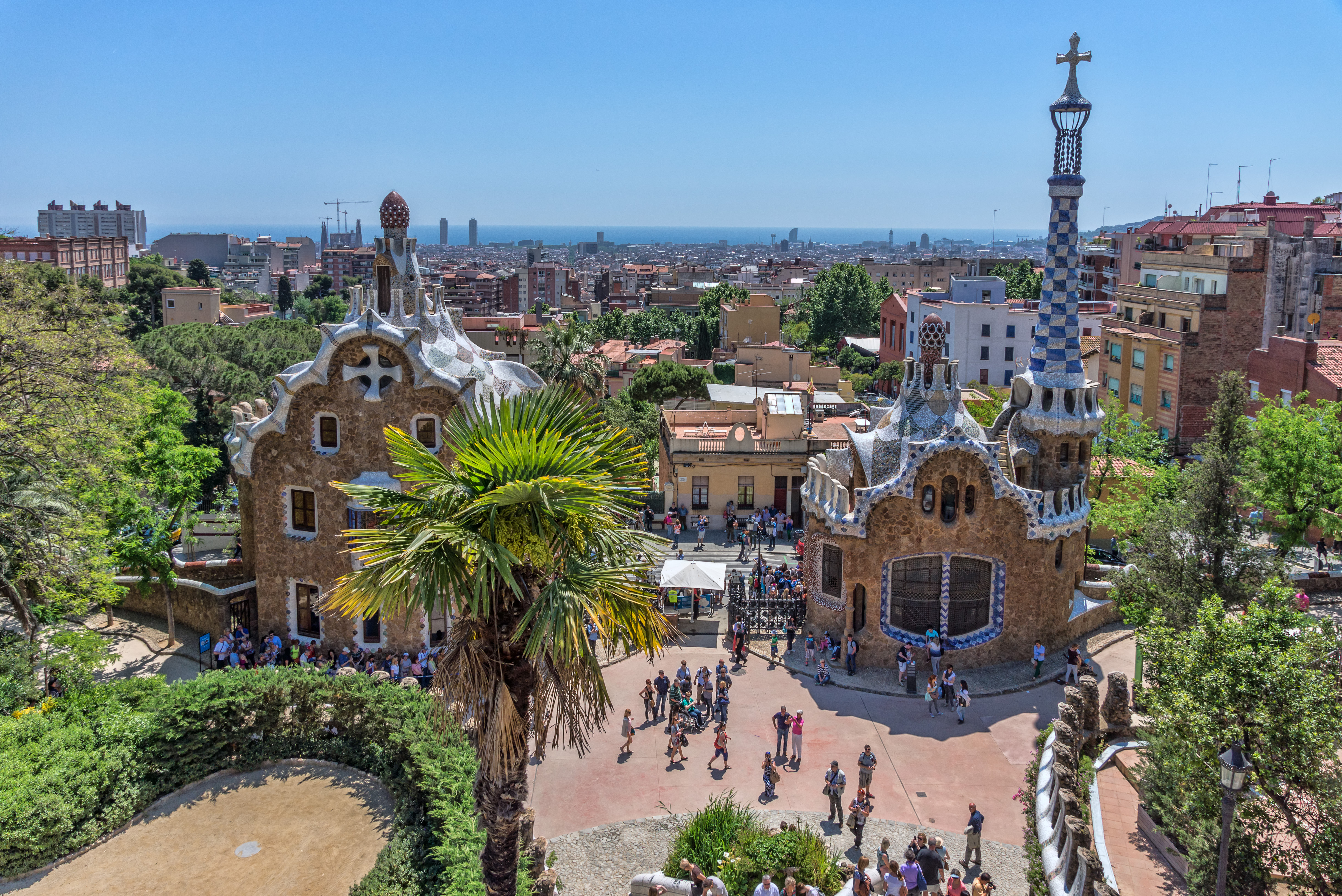
L'entrée du parc Güell à Barcelone.

La Catalogne est l'une des Communautés autonomes les mieux dotées d'Espagne au titre des sites inscrits au patrimoine mondial de l'Organisation des Nations unies pour l'éducation, la science et la culture (UNESCO). Ainsi, avec six biens inscrits en 2017, tous culturels, elle vient après la Castille-et-León (huit dont sept culturels et un naturel) et l'Andalousie (sept dont six culturels et un naturel).
Ces biens sont, par ordre d'ancienneté d'inscription :
- sept réalisations de l'architecte moderniste Antoni Gaudí dont six à Barcelone (fin XIXe siècle-début XXe siècle), dont originellement trois sites inscrits en 1984 (ce qui en fait, conjointement, l'un des cinq premiers biens espagnols inscrits au patrimoine mondial), à savoir le palais Güell (Palau Güell en catalan, 1886-1891), le parc Güell (1900-1914) et la Casa Milà dite La Pedrera (la « carrière de pierre » en français, 1906-1910), auxquels ont été rajoutés en 2005 les travaux réalisés de son vivant sur la Sagrada Família (entre 1882 et 1932, à savoir la crypte et la façade de la Nativité), la Casa Vicens (1883-1888), la Casa Batlló (1904-1906) et la crypte de la Colonie Güell à Santa Coloma de Cervelló (1908-1914).

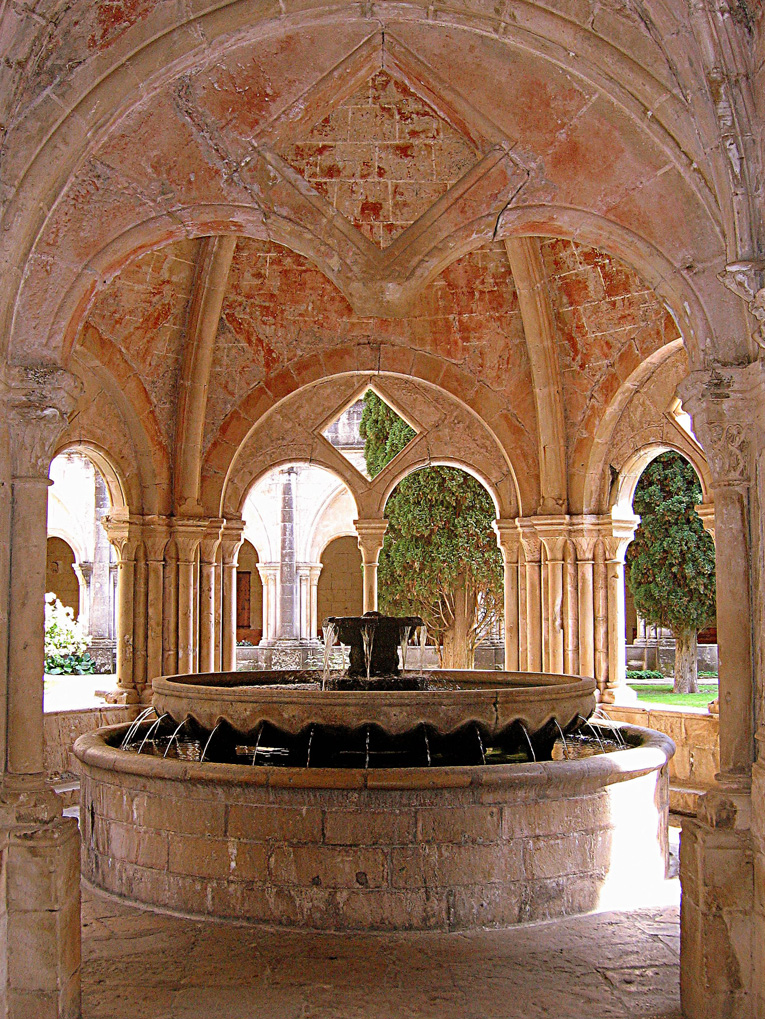
La fontaine du cloître du monastère de Poblet.

- le monastère de Poblet dans la Conca de Barberà (XIIe siècle, qui a servi de nécropole aux rois d'Aragon jusqu'au XVe siècle, inscrite en 1991.
- deux autres œuvres modernistes de Barcelone, réalisées par Lluís Domènech i Montaner, ont été inscrites en 1998 : le palais de la musique catalane (Palau de la Música Catalana en catalan, 1905-1908) et l'hôpital de Sant Pau (Hospital de la Santa Creu i Sant Pau en catalan, 1905).
- 60 des 757 sites recensés d'art rupestre du bassin méditerranéen de la péninsule Ibérique (entre 10 000 et 6 500 ans av. J.-C.), inscrits en 1998, surtout présents dans la province de Tarragone (39 sites) et dans celle de Lérida (16 sites), dont les plus connus restent les grottes d'El Cogul ou celle d'Els Vilars.
- neuf églises romanes de la Vall de Boí dans l'Alta Ribagorça (XIe siècle-XIIe siècle), inscrites en 2000.
- quatorze monuments s'étendant sur 200 ha formant l'ensemble archéologique de Tarragone ou de Tarraco, dans la ville même et ses environs (IIe siècle av. J.-C.-Ve siècle), inscrits en 2000.

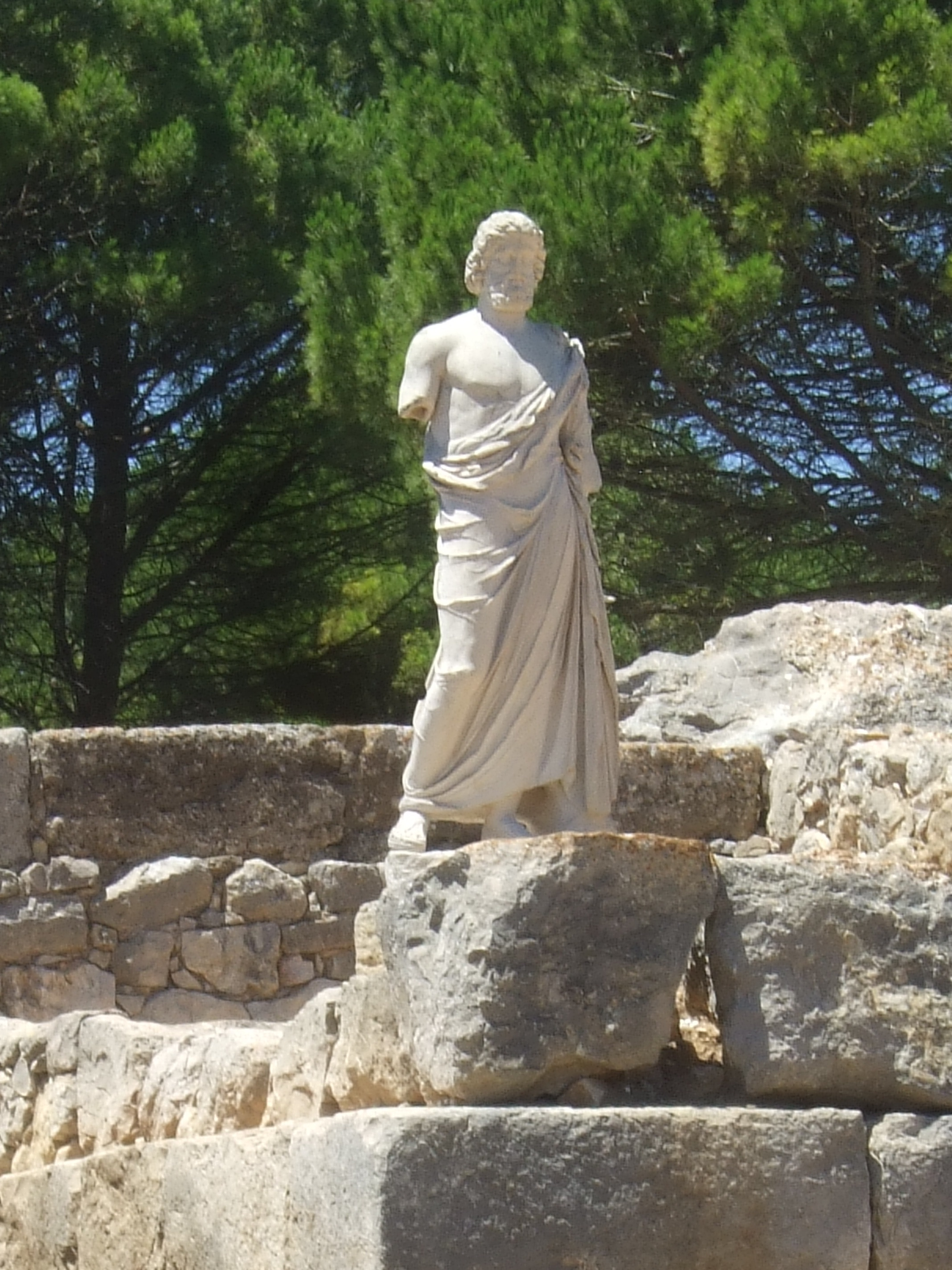
Statue d'Asclépios dans les ruines d'Empúries.

La Catalogne est également la Communauté autonome à compter le plus de sites inscrits sur la liste indicative de l'Espagne, avec neuf biens depuis 2016 dont sept culturels, un naturel et un mixte :
- la Catalogne participe, avec onze autres Communautés autonomes, à l'« itinéraire culturel du vin et du vignoble à travers les villes méditerranéennes », inscrit en 1998.
- l'ensemble archéologique grec d'Empúries (VIe siècle av. J.-C.-IIIe siècle av. J.-C.), sur le territoire de la commune de L'Escala dans l'Alt Empordà, est inscrit depuis 2000.
- un des onze sites d'ichnites de dinosaures de la péninsule Ibérique, qui forment un bien naturel partagé par le Portugal et l'Espagne et inscrit sur la liste indicative depuis 2002, celui de Fumanya dans le Berguedà (Crétacé supérieur)[141].

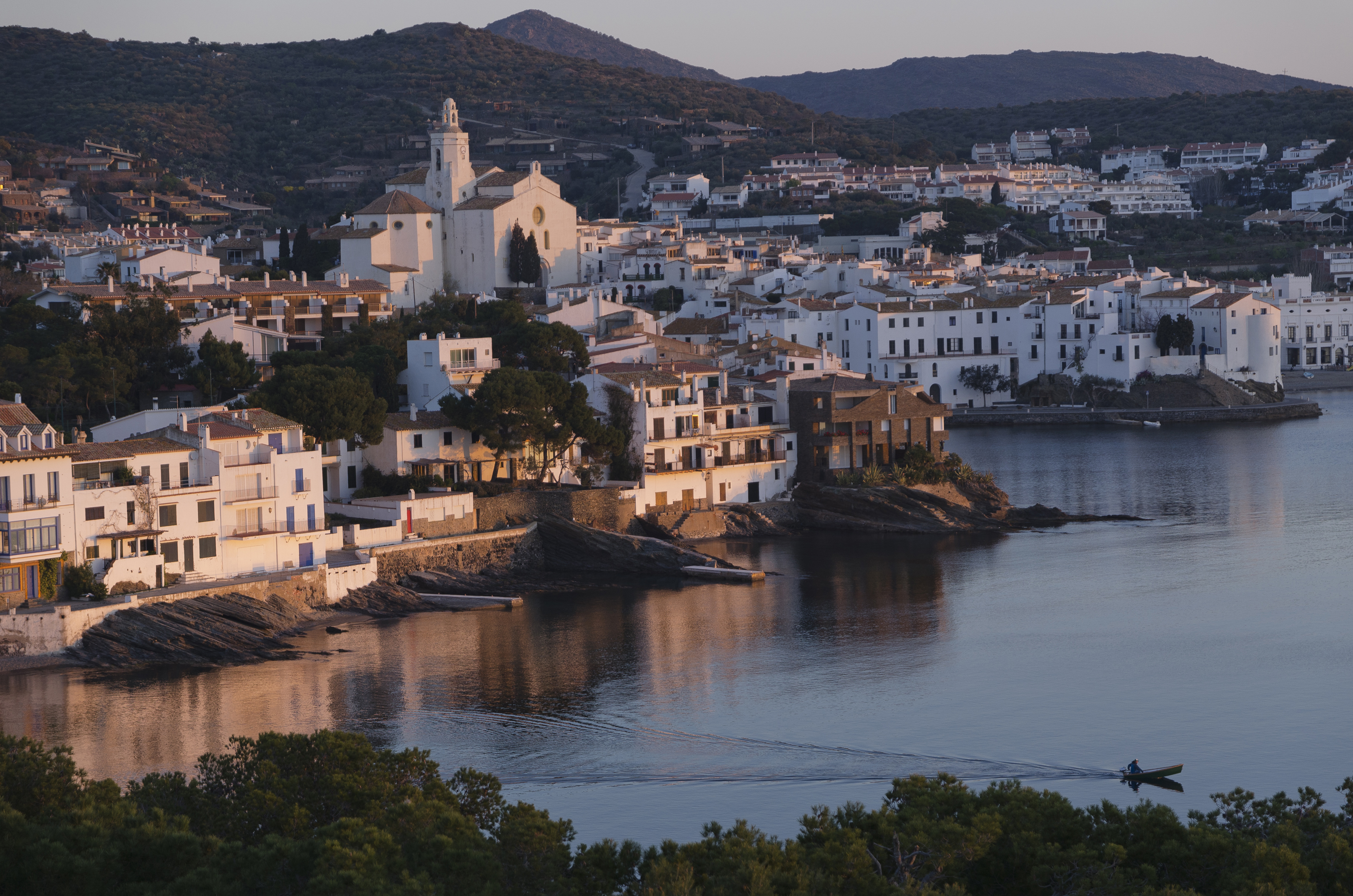
Cadaqués sur la face méditerranéenne des Pyrénées.

- la face méditerranéenne des Pyrénées, un bien mixte porté conjointement avec les Pyrénées-Orientales en France, est inscrite depuis 2004.
- la Catalogne est de plus concernée par le projet d'inscription au patrimoine mondial des « voies romaines, itinéraires de l'Empire romain », au même titre que trois autres Communautés espagnoles pour l'antique Via Augusta essentiellement, soumis par l'Espagne à sa liste indicative en 2007.
- deux des dix-sept vestiges du patrimoine historique minier également proposés par l'Espagne en 2007, à savoir les mines néolithiques de Can Tintorer en Gavà dans le Baix Llobregat et celles de Bellmunt del Priorat dans la comarque d'El Priorat (exploitées dès l'époque romaine mais culminant au XXe siècle).
- le paysage agricole de la montagne méditerranéenne du Priorat, Montsant et Siurana dans la province de Tarragone, inscrits en 2014.
- le portail du monastère de Ripoll, de style roman du XIIIe siècle, est inscrit en 2015.
- la colline de la Seu Vella (Turó de la Seu Vella en catalan) de Lérida, comprenant l'ancienne cathédrale ainsi que des vestiges d'un ancien palais royal d'architectures romanes et gothiques (XIIIe siècle-XVe siècle), avec des ajouts poliorcétiques des XVIIe siècle et XVIIIe siècle, a été inscrite en 2016.

#### Monuments les plus hauts

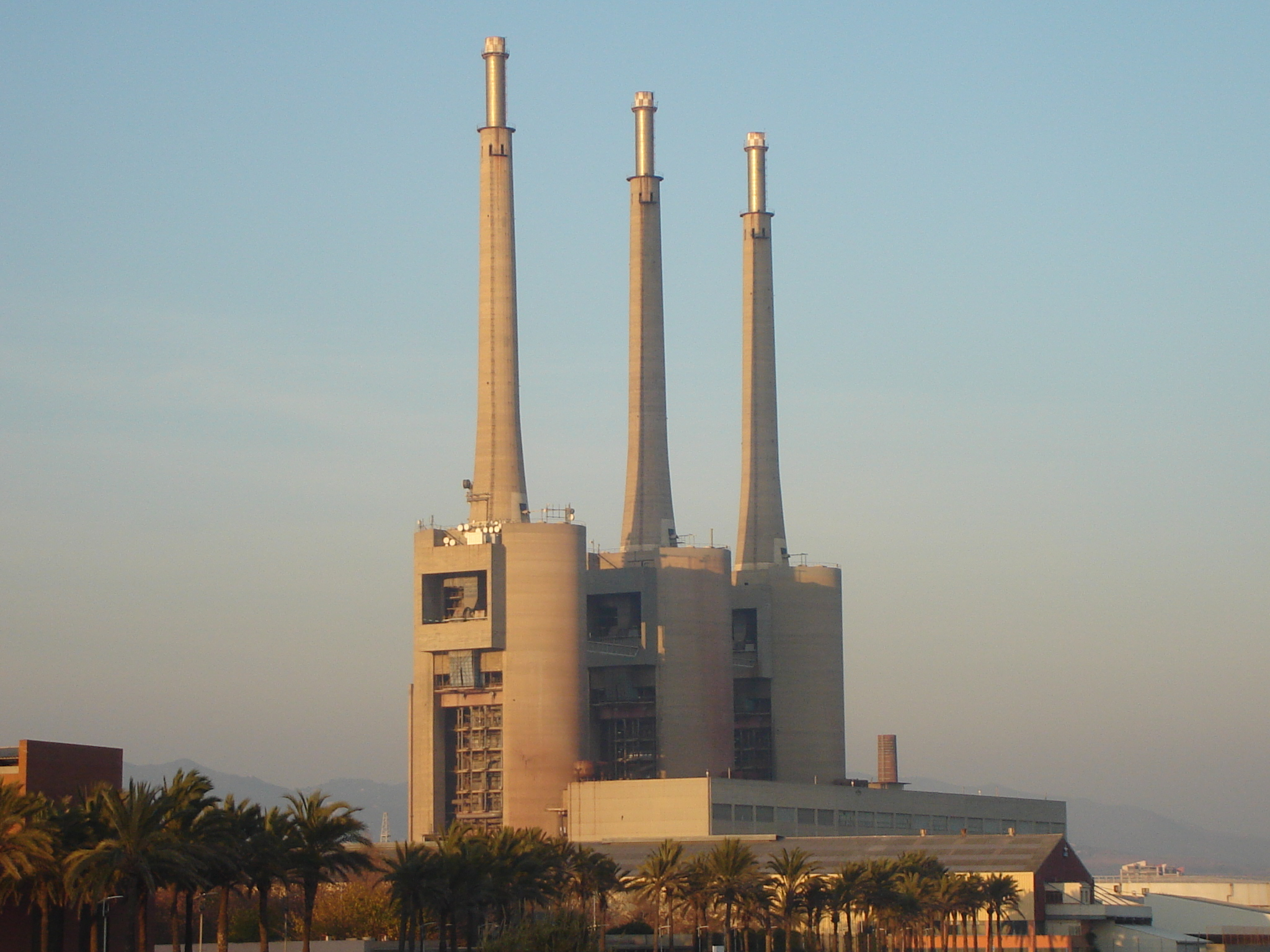
Les trois cheminées de la Centrale thermique de Badalone-Sant Adrià sont la deuxième construction la plus haute de Catalogne, et font partie des éléments représentatifs du paysage urbain de Barcelone.

Les plus hauts bâtiments de Catalogne sont :
- la torre Collserola (Barcelone) : 288 m ;
- les trois cheminées de la centrale thermique de Badalone-Sant Adrià (Badalone) : 200 m ;
- la cathédrale de la Seu Vella (Lérida) : 170 m[142] ;
- la tour Mapfre (Barcelone) : 154 m ;
- l'hôtel Arts (Barcelone) : 154 m ;
- la tour Glorias dite « tour Agbar » (Barcelone) : 145 m ;
- la Sagrada Família (Barcelone) : 107 m pour les deux tours (torres ou campanars) centrales et 98 m pour les deux extérieures. Le projet prévoit la construction d'autres tours, dont une de 170 m[143].

Ce patrimoine est essentiellement le fruit de l'histoire artistique et architecturale de la Catalogne.

### Art et architecture

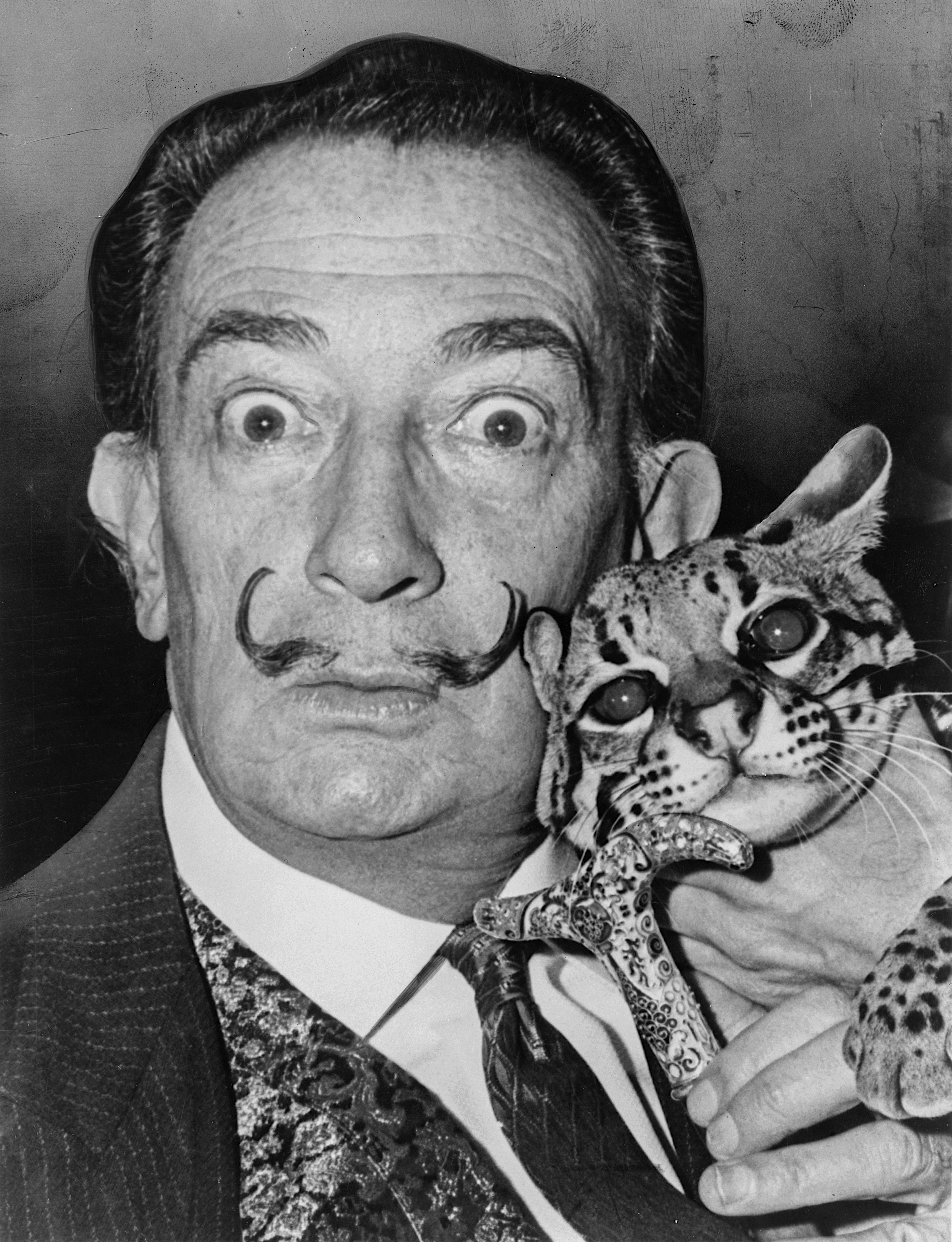
Salvador Dalí
1904-1989.

La Catalogne a donné de nombreuses figures importantes au monde dans le domaine de l'art. Les peintres catalans de renommée internationale sont Salvador Dalí, Joan Miró (qui a aussi des origines familiales à Majorque) et Antoni Tàpies, tous appartenant au XXe siècle. Également lié à l'environnement pictural de la Catalogne, Pablo Picasso a vécu son enfance à Barcelone et s'est formé dans les milieux artistiques et intellectuels catalans du début du XXe siècle.
D'autres artistes importants sont Claudi Lorenzale pour le mouvement nazaréen et le romantisme médiévaliste qui a marqué sur le plan artistique la Renaixença, Marià Fortuny pour le romantisme et l'orientalisme catalan du XIXe siècle, Ramon Casas ou Santiago Rusiñol, principaux représentants du courant pictural du modernisme catalan de la fin du XIXe siècle et du début du XXe siècle, Josep Maria Sert pour le Noucentisme du début du XXe siècle, ou encore Josep Maria Subirachs et Carles Gabarró pour la sculpture et la peinture expressionnistes ou abstraites de la fin du XXe siècle et du XXIe siècle.

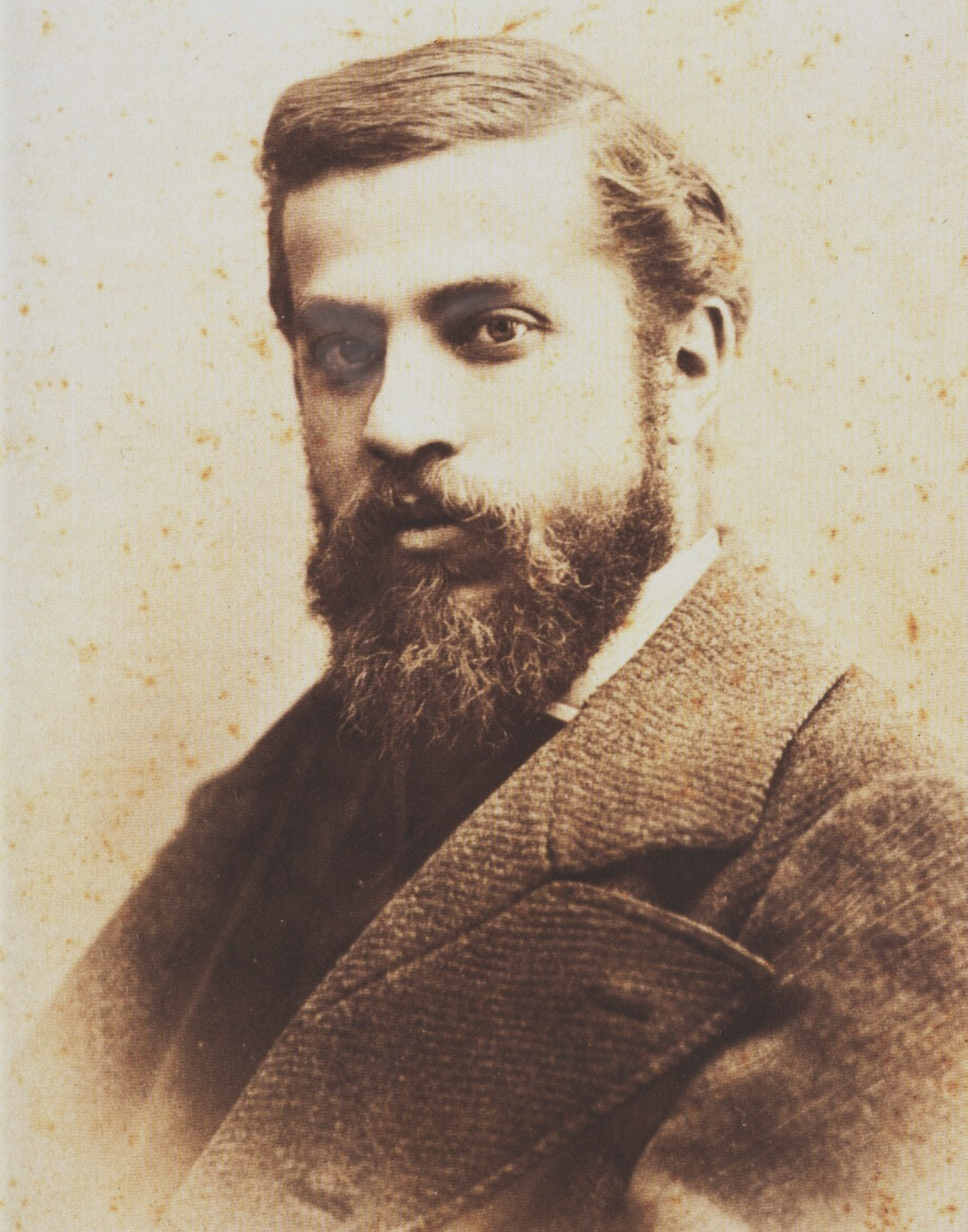
Antoni Gaudí
1852-1926.

Les plus importants musées de peinture de la Catalogne sont, au regard de la fréquentation en 2014, le théâtre-musée Dalí de Figueras (troisième d'Espagne et le 47e du monde), le musée Picasso de Barcelone (sixième d'Espagne et 64e du monde), le CaixaForum également à Barcelone (septième d'Espagne et 77e mondial), le musée national d'art de Catalogne (MNAC) toujours à Barcelone (huitième d'Espagne et le 84e au monde). D'autres institutions barcelonaises importantes sont la Fondation Antoni-Tàpies, la Fondation Joan-Miró, le musée d'art contemporain de Barcelone (MACBA) et le Centre de culture contemporaine de Barcelone (CCCB).
Dans le domaine de l'architecture, différents styles artistiques qui prévalent en Europe ont été développés ou adaptés en Catalogne, laissant leurs empreintes dans de nombreuses églises, monastères et cathédrales, d'art roman (les meilleurs exemples sont situés dans la moitié nord du territoire) et gothique. Il y a quelques exemples d'architecture de la Renaissance, baroque et néoclassique. Le modernisme (Art nouveau) à la fin du XIXe siècle apparaît comme l'art national catalan. Les architectes catalans de renommée mondiale de ce style sont Antoni Gaudí, Lluís Domènech i Montaner et Josep Puig i Cadafalch. En ce qui concerne le rationalisme architectural qui a dominé pendant une grande partie du XXe siècle, peuvent être soulignés les œuvres de Josep Lluís Sert ou de Torres Clavé (es). Enfin, Barcelone est également devenue depuis la fin du XXe siècle l'un des principaux centres de réflexion et d'innovation pour le courant postmoderniste, une effervescence incarnée, entre autres, par le Ricardo Bofill Taller de Arquitectura fondé en 1963 par Ricardo Bofill.

### Littérature

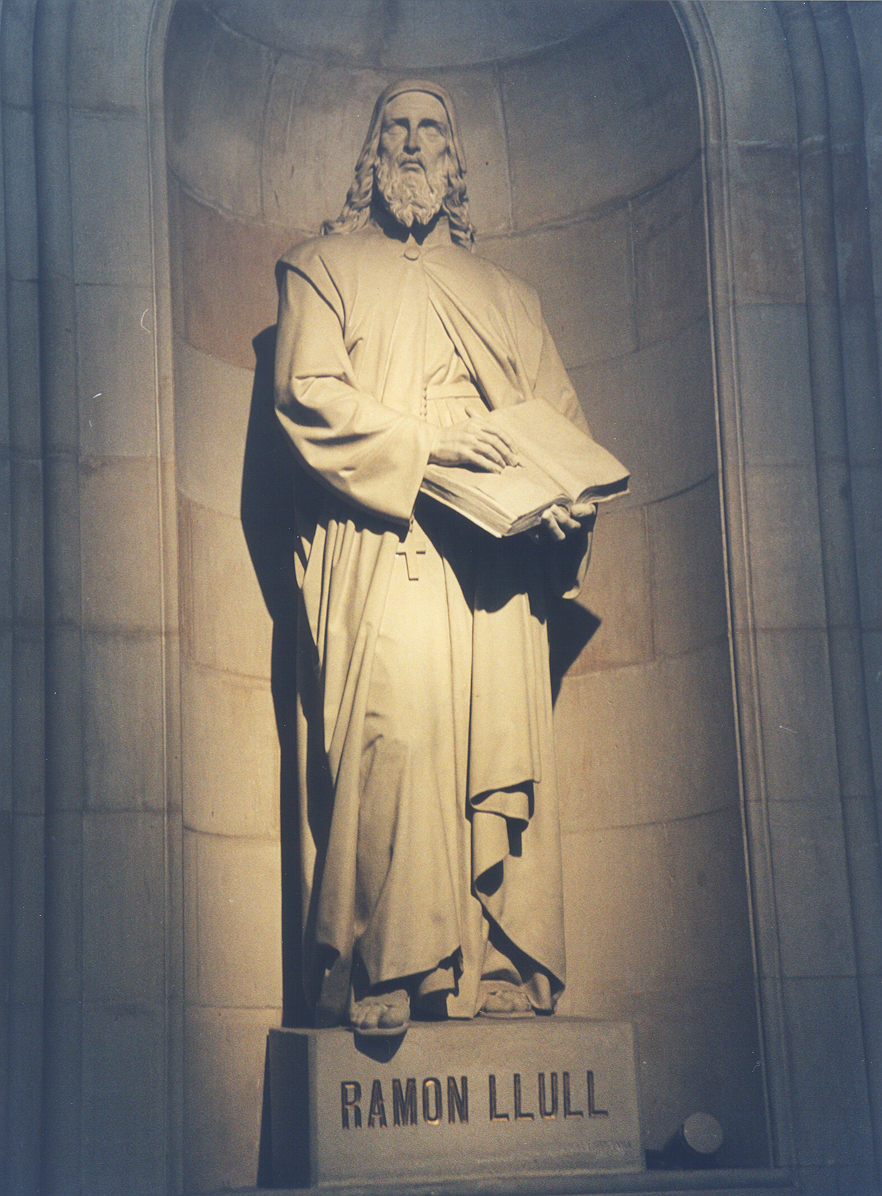
Raymond Lulle
v. 1232-1315.
Statue à l'université de Barcelone.

Il y a deux moments historiques de splendeur de la littérature catalane. La première commence par les chroniques historiographiques des XIIe et XIVe siècles et l'âge d'or du XVe siècle, faisant naître le catalan littéraire notamment au travers des œuvres des troubadours (trobador en catalan comme en occitan), qu'ils soient des princes comme Alphonse le Chaste ou de véritables professionnels de la poésie et grammairiens comme Cerverí de Girona, Raimon Vidal de Besalú ou Jofre de Foixà. Toutefois, le premier écrivain d'importance en langue catalane reste le philosophe, théologien, poète et romancier Raymond Lulle (Ramon Llull en catalan), originaire de Majorque, à la fin du XIIIe siècle et au début du XIVe siècle, tout particulièrement avec ses romans Blaquerne et Felix de les maravelles del mon.
Après cette période, entre les XVIe et XIXe siècles, l'historiographie romantique définit cette époque comme la Decadència, considérée comme la période « décadente » de la littérature catalane en raison d'une baisse de l'usage de la langue vernaculaire dans les productions culturelles (liée à l'influence de la cour royale, désormais castillane, qui va largement contribuer au dynamisme du Siècle d'or espagnol), ainsi que du fait d'un manque de mécénat de la part de l'aristocratie catalane. En revanche, le catalan reste largement la langue écrite et orale des classes populaires. De plus, à partir de la fin du XXe siècle et au début du XXIe siècle, de nombreux auteurs se sont montrés critiques à l'égard de ce concept de « Décadence », lui reprochant de ne pas prendre en compte les œuvres scientifiques, savantes ou morales, à l'image de celles de Joan Pere Fontanella dans le domaine juridique ou de Francesc Santcliment (ca) en arithmétique (auteur du deuxième livre de mathématiques connu à avoir été imprimé au monde, en 1482), ni la littérature écrite par des auteurs catalans dans d'autres langues (castillan, italien, latin, etc.), comme Juan Boscán ou Gaspard Gil Polo (d'origine valencienne).
Quoi qu'il en soit, le catalan littéraire revient en force au XIXe siècle avec la Renaixença (« renaissance ») culturelle et politique, inspirée par le mouvement romantique européen et représentée par des écrivains et des poètes tels que Jacint Verdaguer pour la poésie, Narcís Oller pour ses romans et Àngel Guimerà pour le théâtre. Ce renouvellement littéraire, intellectuel mais aussi linguistique se maintient dans la durée, grâce aux Jeux floraux de Barcelone créés en 1859, au travail du grammairien Pompeu Fabra, qui a produit les normes du catalan moderne, ainsi qu'à l'Institut d'études catalanes (IEC, Institut d'Estudis Catalans) fondé en 1907. Au tournant du XXe siècle, le modernisme catalan s'exprime également sur le plan littéraire, avec par exemple Joan Maragall ou Santiago Rusiñol, contribuant à la transformation « d’une culture régionale traditionaliste en une culture nationale moderne » selon le valencien Joan Fuster et portant la construction intellectuelle et politique du catalanisme [réf. nécessaire].

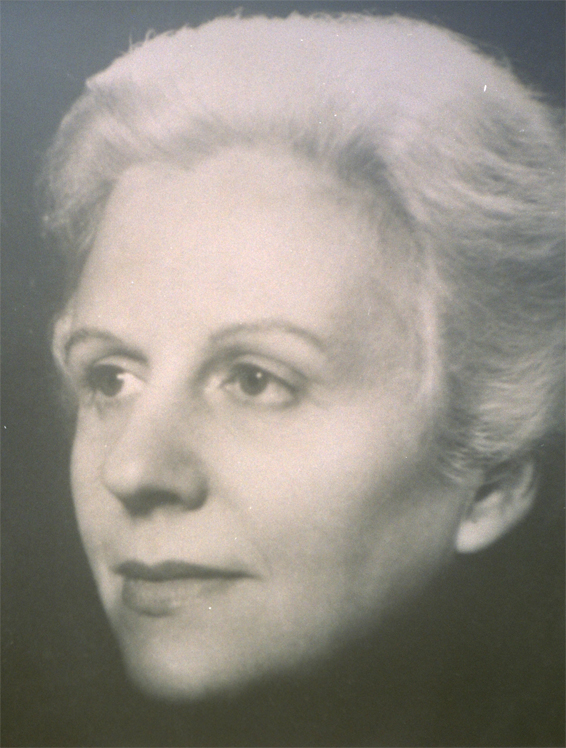
Mercè
Rodoreda
1908-1983.

Au cours du XXe siècle, ont été développés les mouvements d'avant-garde initiés par la Génération de 14 appelée Noucentisme en Catalogne, représentés par Eugeni d'Ors, Joan Salvat-Papasseit, Josep Carner, Carles Riba, J.V. Foix et d'autres. Pendant la dictature de Primo de Rivera, la guerre civile (« Génération de 36 ») et l'époque franquiste, la littérature catalane se maintient malgré la répression qui s'abat sur le catalan et le catalanisme, en étant souvent produite en exil. Les auteurs les plus éminents de cette période restent Salvador Espriu, Josep Pla, Josep Maria de Sagarra (ces trois derniers étant considérés comme les principaux artisans du renouvellement de la prose catalane), Mercè Rodoreda, Joan Oliver Sallarès dit « Pere Quart », Pere Calders, Gabriel Ferrater, Manuel de Pedrolo, Agustí Bartra ou Miquel Martí i Pol. Par ailleurs, plusieurs écrivains étrangers ayant combattu dans le cadre des Brigades internationales racontent ensuite leurs expériences des combats dans leurs œuvres, historiques ou fictionnelles, avec par exemple Hommage à la Catalogne (Homage to Catalonia) du Britannique George Orwell en 1938 ou Le Palace en 1962 et Les Géorgiques en 1981 du Français Claude Simon.
Après la Transition démocratique (1975-1978) et la restauration de la Généralité (1979), la vie littéraire et le marché éditorial sont revenus à la normale [réf. nécessaire] et la production littéraire en catalan est soutenue par un certain nombre de politiques linguistiques visant à protéger la culture catalane. Outre les auteurs mentionnés ci-dessus, d'autres auteurs pertinents depuis le retour de la démocratie comprennent Joan Brossa, Jesús Moncada, Núria Perpinyà ou Quim Monzó.

### Musique

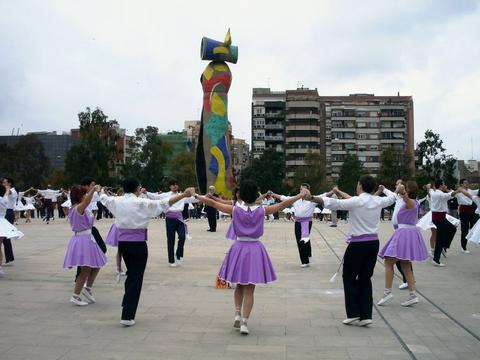
Sardane autour de la sculpture de la Dona i ocell (Femme et oiseau) de Joan Miró à Barcelone.

La sardane est considérée comme la danse catalane populaire la plus caractéristique, interprétée au rythme du tamborí (tambourin), du tible et de la tenora (de la famille des hautbois), de la trompeta (trompette), du trombó (trombone), du fiscorn (de la famille des bugles) et de la contrabaix (contrebasse) à trois cordes joués par une cobla. D'autres airs et danses de la musique traditionnelle sont le contrapàs (plus désuet aujourd'hui), ball de bastons (le « bal de bâtons »), la moixiganga, les goigs (cantiques populaires) ou encore la jota dans la partie sud. Les havaneres sont caractéristiques dans certaines localités maritimes de la Costa Brava, comme à Palafrugell dont elles sont originaires et en particulier pendant les mois d'été lorsque ces chansons sont chantées en plein air accompagnées d'un cremat (rhum brûlé).
La musique savante pour sa part s'est d'abord développé, jusqu'au XIXe siècle et comme dans une grande partie de l'Europe, dans un cadre liturgique, marqué tout particulièrement par l'Escolania de Montserrat, ou curial. Comme pour les arts, l'architecture ou la littérature, les principaux courants musicaux occidentaux ont marqué ces productions, des monodies ou polyphonies médiévales, avec le travail de l'abbé Oliva de Ripoll au XIe siècle ou le Livre vermeil de Montserrat (Llibre Vermell de Montserrat) du XIVe siècle par exemple, jusqu'aux compositeurs romantiques comme Fernando Sor (Ferran Sor i Muntades), Josep Anselm Clavé i Camps (père du mouvement des orphéons en Catalogne puis dans toute l'Espagne [réf. nécessaire]) ou encore Felip Pedrell (un des précurseurs du catalanisme musical [réf. nécessaire]). Ceci en passant par les auteurs de la Renaissance tels que Pere Albert Vila, Joan Brudieu ou les deux Mateu Fletxa (El Vell ou le vieux, et El Jove ou le jeune) puis le baroque notamment représenté en Catalogne par Joan Cererols.

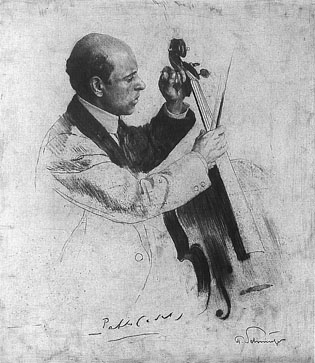
Pau Casals
1876-1973
Portrait par Ferdinand Schmutzer.

Le modernisme catalan s'exprime ensuite aussi sur le plan musical, à partir de la fin du XIXe siècle, en mélangeant influences folkloriques et internationales post-romantiques, au travers des œuvres d'Isaac Albéniz ou Enric Granados. L'esprit d'avant-garde ainsi initié par les modernistes se prolonge tout au long du XXe siècle, grâce aux activités tout particulièrement de l'Orfeó Català, association chorale fondée en 1891, de sa salle de concert monumentale, le palais de la musique catalane (Palau de la Música Catalana en catalan, édifié selon les plans de Lluís Domènech i Montaner de 1905 à 1908), de l'Orchestre symphonique de Barcelone créé en 1944 et d'auteurs, chefs d'orchestre et musiciens engagés contre le franquisme comme Robert Gerhard, Eduard Toldrà et surtout Pau Casals.

Les représentations de l'opéra, principalement importées d'Italie, ont commencé au XVIIIe siècle, avec quelques opéras catalans rivalisant avec les productions italiennes comme ceux de Domènec Terradellas, Carles Baguer et surtout Ramon Carles, Isaac Albéniz et Enric Granados. Le principal théâtre d'opéra de Barcelone, le grand théâtre du Liceu (Gran Teatre del Liceu en catalan, ouvert en 1847), demeure l'un des plus importants en Espagne, accueillant de plus l'une des plus prestigieuses écoles de musique de Catalogne, le Conservatoire supérieur de musique du Liceu (Conservatori Superior de Música del Liceu en catalan). Plusieurs artistes lyriques formés par cette institution ont acquis une renommée internationale au cours du XXe siècle, à commencer par Victoria de los Ángeles, Montserrat Caballé, Giacomo Aragall ou José Carreras.
D'autres styles musicaux populaires sont nés dans la deuxième moitié du XXe siècle comme la Nova Cançó (la « Nouvelle chanson » en français) à partir des années 1950 avec Lluís Llach et le groupe Els Setze Jutges, la rumba catalane dans les années 1960 avec Peret, le rock catalan à partir de la fin des années 1970 avec La Banda Trapera del Río et Decibelios pour le punk rock, SAU, Els Pets, Sopa de Cabra ou Lax'n'Busto pour le pop rock ou encore Sangtraït pour le hard rock, l'électropop depuis les années 1990 avec OBK et le indie pop à partir des années 1990 représenté, entre autres, par Astrud. L'artiste colombienne de renommée internationale de pop latino, Shakira, est installée depuis les années 2010 à Barcelone, où elle enregistre une partie de ses albums, tourne certains de ses clips (comme celui de Loca), tout en chantant parfois en catalan (reprenant notamment une des balades de SAU, Boig per tu, en catalan et en espagnol dans son album Shakira en 2014).

### Cinéma

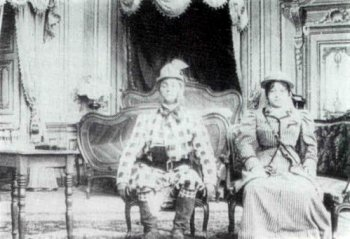
Hotel eléctrico, Segundo de Chomón, 1908, Barcelone.

Les premières exhibitions cinématographiques en Catalogne ont lieu à Barcelone, d'abord par la présentation du kinétoscope de l'Américain Thomas Edison, place de Catalogne le 5 mai 1895 puis du cinématographe des frères Auguste et Louis Lumière au studio des Fotògrafs Napoleon sur La Rambla à Noël 1896. Les premières œuvres espagnoles sont produites à Barcelone à partir de 1897, avec les travaux de Fructuós Gelabert — natif du quartier de Vila de Gràcia à Barcelone et dont le film de fiction Riña en un café (1897) est considéré historiquement comme le premier d'Espagne — et de Segundo de Chomón (Aragonais d'origine mais vivant à Barcelone). La capitale catalane devient alors le centre de la première industrie cinématographique ibérique, en reprenant et diffusant d'abord les productions étrangères (surtout françaises, italiennes et danoises) puis en développant ses propres films, reproduisant les grandes tendances mondiales du cinéma muet de l'époque (films comiques, historiques, mélodrames, reprise de classiques de la littérature ou du théâtre) tout en exagérant leur caractère espagnol, d'où l'appellation españoladas qui leur est souvent accolée à partir de cette époque. Cet « âge d'or » du cinéma barcelonais culmine au début des années 1920,,,.

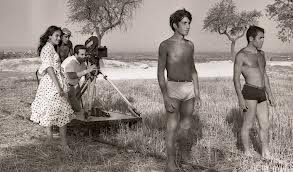
Tournage de La Horda, court métrage de Ramon Monfà Escolà, 1969.

Après la parenthèse causée par la dictature de Primo de Rivera, la création des premières institutions publiques de promotion du cinéma accompagne le statut d'autonomie de 1932. Ceci, ainsi que le passage au parlant, contribue à relancer le cinéma et à promouvoir l'usage du catalan dans les films, un élan vite stoppé par les effets de la Grande Dépression, puis de la guerre civile et de la victoire franquiste en 1939.
C'est durant la dictature que naît l'École de Barcelone (Escuela de Barcelona en espagnol, Escola de Barcelona en catalan), mouvement créé dans les années 1960 par un groupe de cinéastes issus pour l'essentiel de la bourgeoisie et des militants de la gauche antifranquiste, en lien avec la gauche divine et le PSUC, inspirés par la Nouvelle Vague française et en concurrence avec le nouveau cinéma espagnol (NCE) madrilène. Créant un cinéma d'art et d'essai, généralement en espagnol, ils privilégient l'expérimentation formelle au fond (répétition des flash-back, « désolidarisation » des séquences entre elles, utilisation d’une symbolique cryptique), en réaction à la narrative classique du NCE, tout en livrant en filigrane une critique de la société espagnole. Parmi les réalisateurs les plus représentatifs de cette période figurent Vicente Aranda, Jorge Grau, Pere Portabella ou Joaquim Jordà i Català.

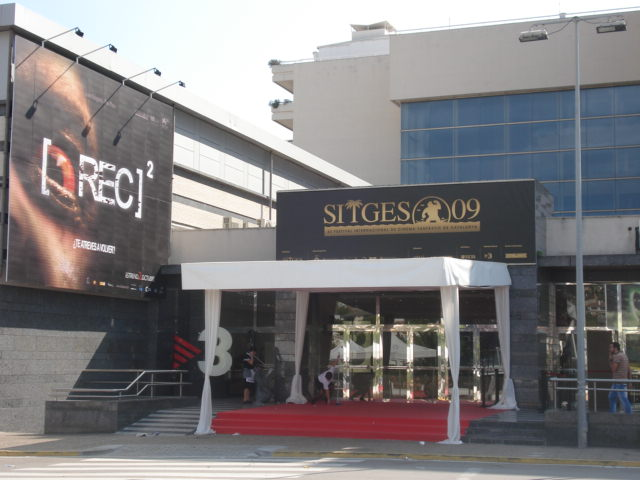
Affiche de Rec 2 sur le palais des festivals de Sitges lors du Festival international du film fantastique de Catalogne de 2009.

Après la transition démocratique et l'adoption du nouveau statut d'autonomie en 1979, la généralité de Catalogne restaurée devient un acteur majeur de la production, faisant désormais de la défense d'un cinéma spécifiquement catalan et de la défense de la culture et de la langue catalanes des enjeux majeurs de cette industrie en Catalogne. Trois styles dominent depuis lors. Tout d'abord, le cinéma d'auteur, dans la continuité de l'École de Barcelone, met en avant l'expérimentation et la forme, tout en s'attachant à développer des thèmes sociaux et politiques — en promouvant le catalanisme, la redécouverte d'une histoire nationale, la libération des mœurs en lien avec la Movida, les inégalités sociales, les quartiers défavorisés et populaires de Barcelone. Porté d'abord par Josep Maria Forn ou Bigas Luna, puis par Marc Recha, Jaime Rosales et Albert Serra, ce cinéma a obtenu une certaine reconnaissance internationale. Ensuite, le documentaire est devenu un autre genre particulièrement représentatif du cinéma catalan contemporain, initié véritablement par Joaquim Jordà i Català et José Luis Guerín, puis entretenu par le master de documentaire de l'université Pompeu-Fabra. Enfin, et surtout, le cinéma d'horreur et le thriller se sont aussi imposés comme une spécialité de l'industrie cinématographique catalane, s'exportant particulièrement bien, grâce notamment à la vitalité du Festival international du film fantastique de Catalogne de Sitges, mieux connu comme le Festival de Sitges, créé en 1968. Plusieurs réalisateurs ont acquis une renommée mondiale grâce à ce genre, à commencer par Jaume Balagueró et sa série Rec — coréalisée avec le Valencien Paco Plaza —, Juan Antonio Bayona et L'Orphelinat (El Orfanato en version originale espagnole) ou encore Jaume Collet-Serra et Esther, Sans identité (Unknown en version originale anglaise) puis Non-Stop.

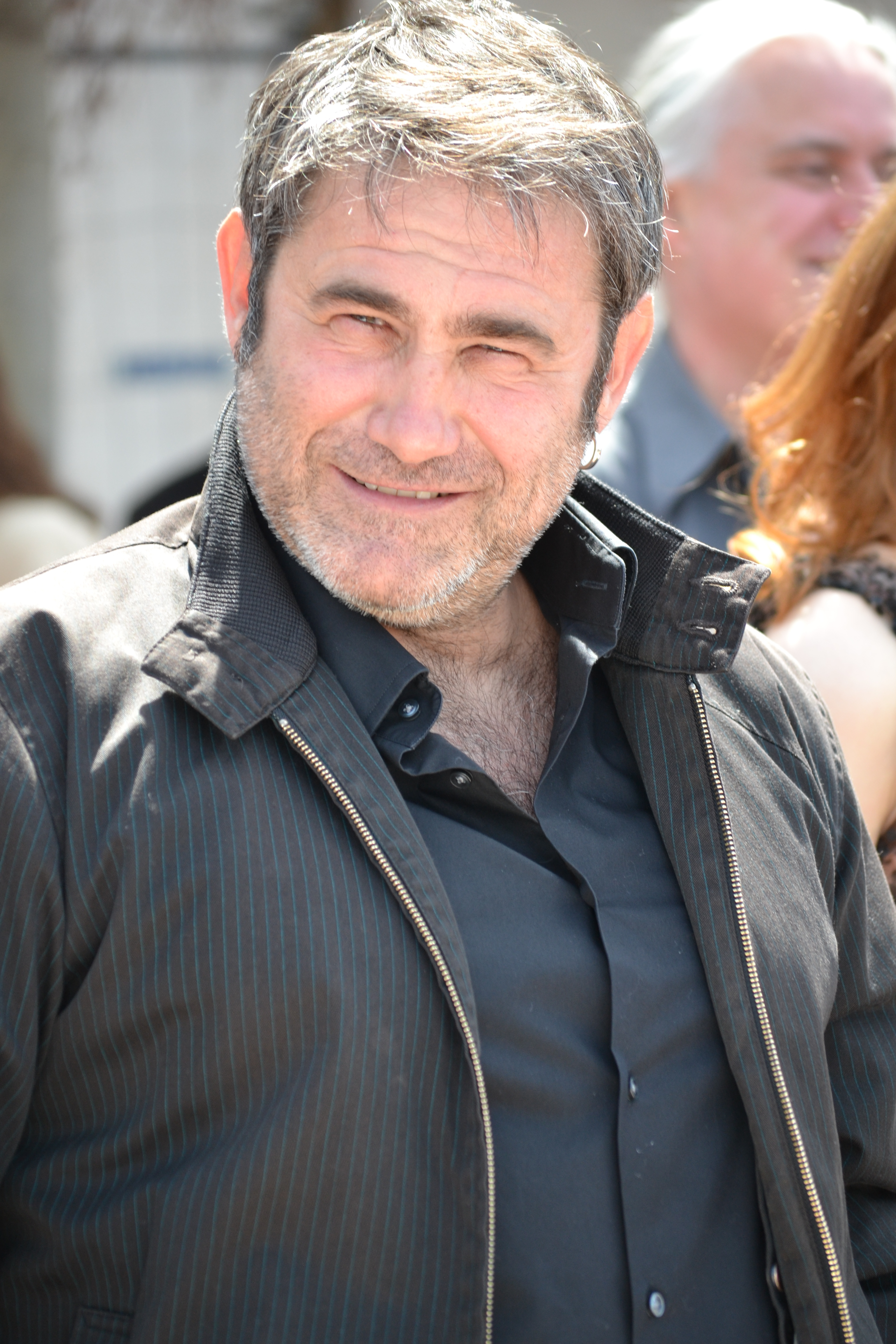
L'acteur catalan Sergi López au Festival de Cannes 2013.

Par ailleurs, plusieurs acteurs catalans ont tourné pour des productions espagnoles, européennes voire internationales depuis la transition démocratique, comme Sergi López, qui a tourné, entre autres, pour le Français Manuel Poirier, le Britannique Stephen Frears, le Catalan Marc Recha ou le Mexicain Guillermo del Toro.
En retour, la Catalogne a attiré plusieurs réalisateurs célèbres mondialement pour y tourner ou y inscrire l'intrigues de certaines de leurs productions, à commencer par Barcelone, comme l'Espagnol Pedro Almodóvar avec Tout sur ma mère en 1999, le Français Cédric Klapisch pour L'Auberge espagnole en 2002, l'Allemand Tom Tykwer pour Le Parfum en 2006, l'Américain Woody Allen pour Vicky Cristina Barcelona en 2007 et le Mexicain Alejandro González Iñárritu pour Biutiful en 2010.
Le musée du Cinéma - collection Tomàs Mallol (Museu del Cinema - Col·lecció Tomàs Mallol en catalan) de Gérone abrite l'une des plus importantes expositions permanentes d'objets de cinéma et de pré-cinéma au monde. D'autres institutions importantes pour la promotion du septième art sont les prix Gaudí (Premis Gaudí en catalan, qui ont remplacé à partir de 2009 les prix Barcelone du cinéma eux-mêmes créés en 2002), une récompense servant d'équivalent pour la Catalogne des Goyas espagnols ou des Césars français. Les prix Sant Jordi du cinéma (Premi Sant Jordi de Cinematografia en catalan), plus anciens car remontant à 1957 et décernés par la délégation de la Radio Nacional de España à Barcelone, s'adressent plus largement au cinéma espagnol.

### Culture populaire

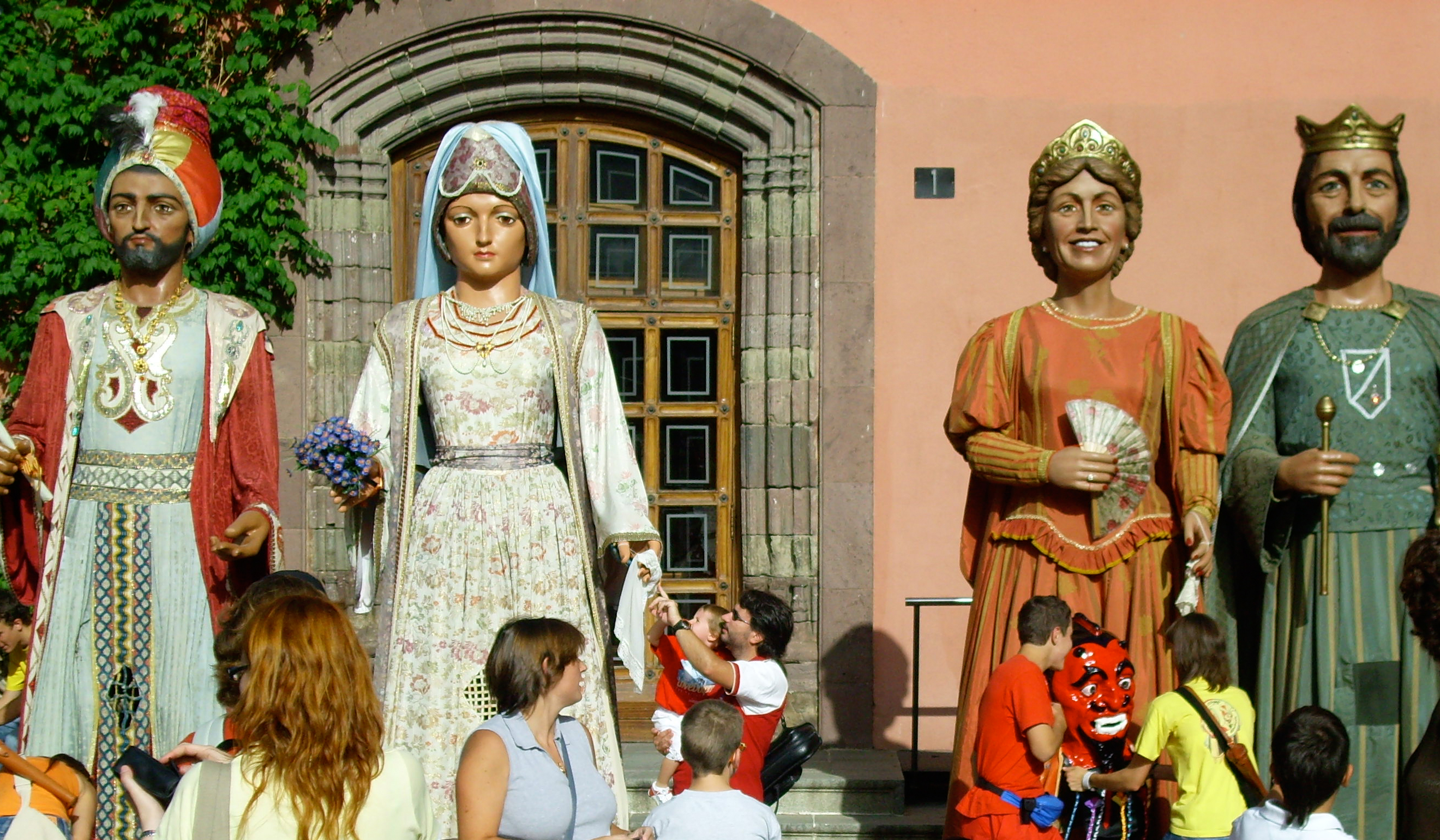
Gegants et Capgrossos à la fête de La Seu d'Urgell.

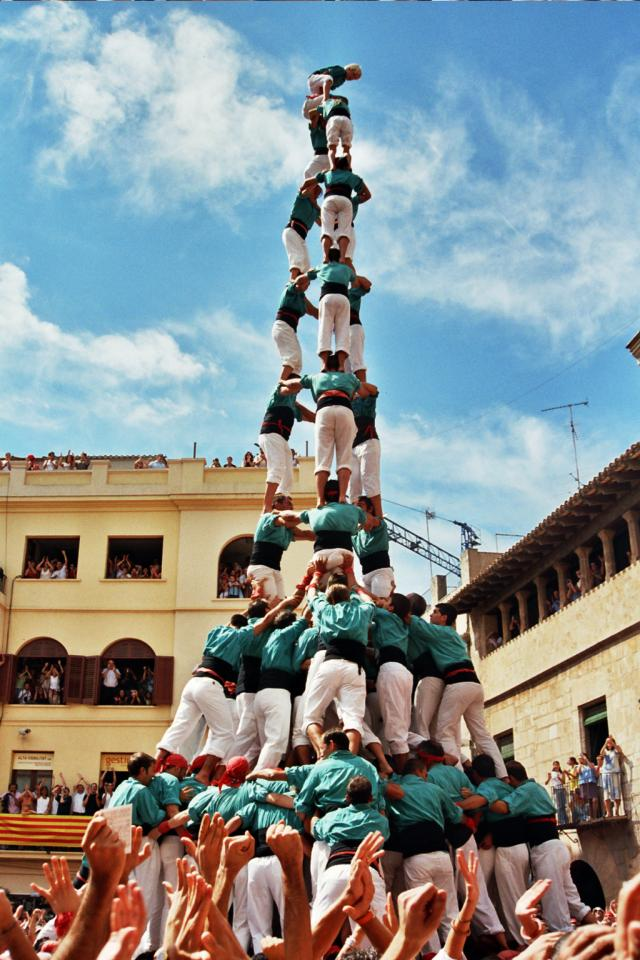
Castells.

Les festes majors sont les fêtes patronales des villes et villages de Catalogne. Dans les plus grandes célébrations les éléments de la culture populaire catalane sont habituellement présents : les processions ou défilés de gegants (géants) et correfocs de démons et des pétards, accompagnés de danses et chants traditionnels et de castells. Parmi les fêtes traditionnelles et populaires les plus représentatives figurent le Patum de Berga ayant lieu dans la ville de Berga (située au nord de Barcelone), la Sant Jordi, la nuit de la Saint-Jean (Nit de Sant Joan en catalan) ou la fête de la châtaigne (Castanyada en catalan) dans toute la Communauté autonome, La Mercé de Barcelone, le rassemblement de l'escargot (Aplec del Caragol en catalan) de Lérida et les fêtes du feu du solstice d'été dans les Pyrénées (Falles del Pirineu en catalan), entre autres.
Les castells sont l'une des principales manifestations de la culture populaire catalane. L'activité consiste en la construction de tours humaines mettant en concurrence des colles castelleres (équipes). Cette pratique a pour origine la partie sud de la Catalogne au cours du XVIIe siècle. Un autre marqueur des manifestations populaires catalanes restent la sardane, une danse née pour sa part au nord du territoire, dans les comarques gironines.
Plusieurs traditions locales entourent enfin les festivités de Noël. L'une d'entre elles est la figure populaire du Tió de Nadal (« Bûche de Noël »), un personnage ayant la forme d'un tronc de bois creux qui est censé « déféquer » de petits présents aux enfants qui le frappent en chantant une comptine. Une autre coutume est de faire un Pessebre (crèche de Noël), qui comprend habituellement le Caganer, une figurine représentée dans l'acte de défécation. Comme dans le reste de l'Espagne, l'apport traditionnel de cadeaux ne se fait pas à Noël mais durant la nuit des rois (Nit de Reis) par les Rois mages (Reis d'Orient ou simplement els Reis en catalan, Reyes Magos en espagnol).
Trois de ces éléments ont été inscrits dans la liste représentative espagnole du patrimoine culturel immatériel de l’humanité : le Patum de Berga en 2008, les castells en 2010 et les Falles Pirineus (partagées avec l'Aragon, l'Andorre et les départements français de Haute-Garonne et des Hautes-Pyrénées) en 2015. La Catalogne est également concernée par l'inscription à cette liste, aux côtés d'autres régions du monde, du régime méditerranéen en 2010 et de la fauconnerie en 2012.

### Symboles identitaires

#### Drapeaux

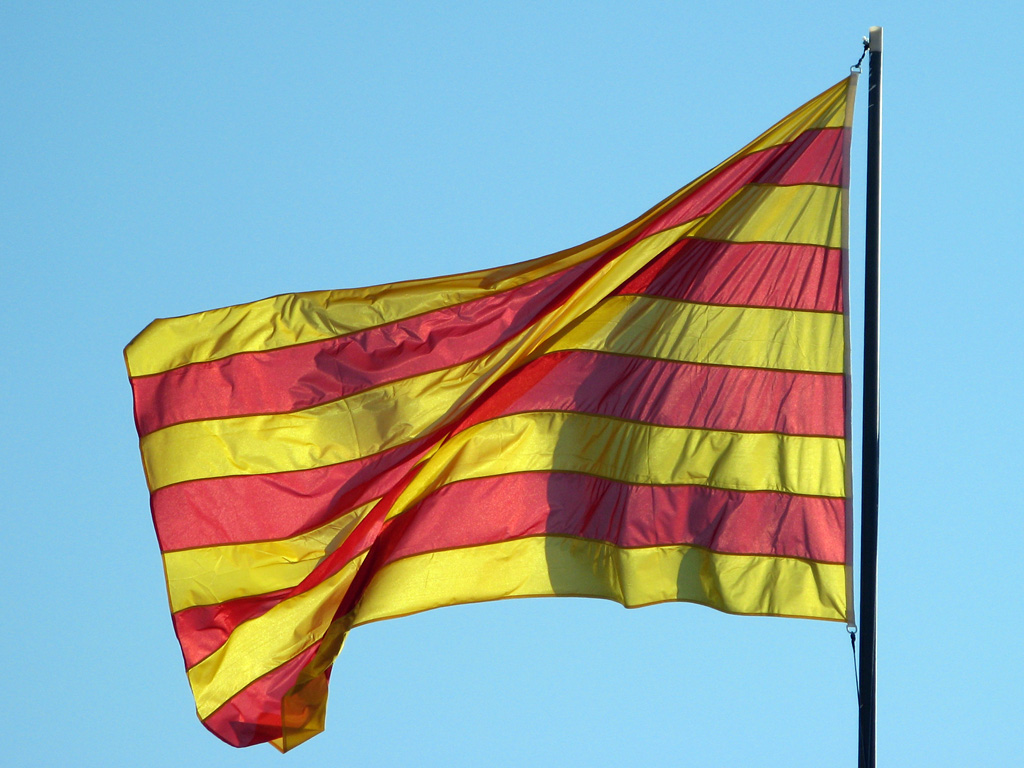
Le drapeau de la Catalogne est un symbole national catalan.

Les couleurs du blason, le « Sang et or », d'origines médiévales, revêtent une importance identitaire forte pour les Catalans. Il existe trois drapeaux de la Catalogne utilisant ces couleurs, chacun ayant plus ou moins un sens différent :
- Il y a le drapeau de la Catalogne officiel : la Senyera. Ce symbole vexillologique, qui reprend les couleurs (de gueules et or) et les motifs (les « Quatre barres » ou quatre pals) du blason de la Communauté, qui est le même que celui de l'ancienne couronne d'Aragon. Il est composé de quatre bandes rouges sur un fond doré. Il s'agit d'un symbole officiel, accordé une première fois par le statut d'autonomie de 1932 avant d'être interdit par la dictature franquiste à partir de 1939. Il est définitivement reconnu dans les nouveaux statuts d'autonomie de 1979 puis 2006. D'autres communautés autonomes espagnoles utilisent des symboles proches, en raison de leur ancienne appartenance elles aussi à la couronne d'Aragon, comme la Communauté valencienne ou les îles Baléares, tout en revendiquant clairement leur différence avec la Catalogne.

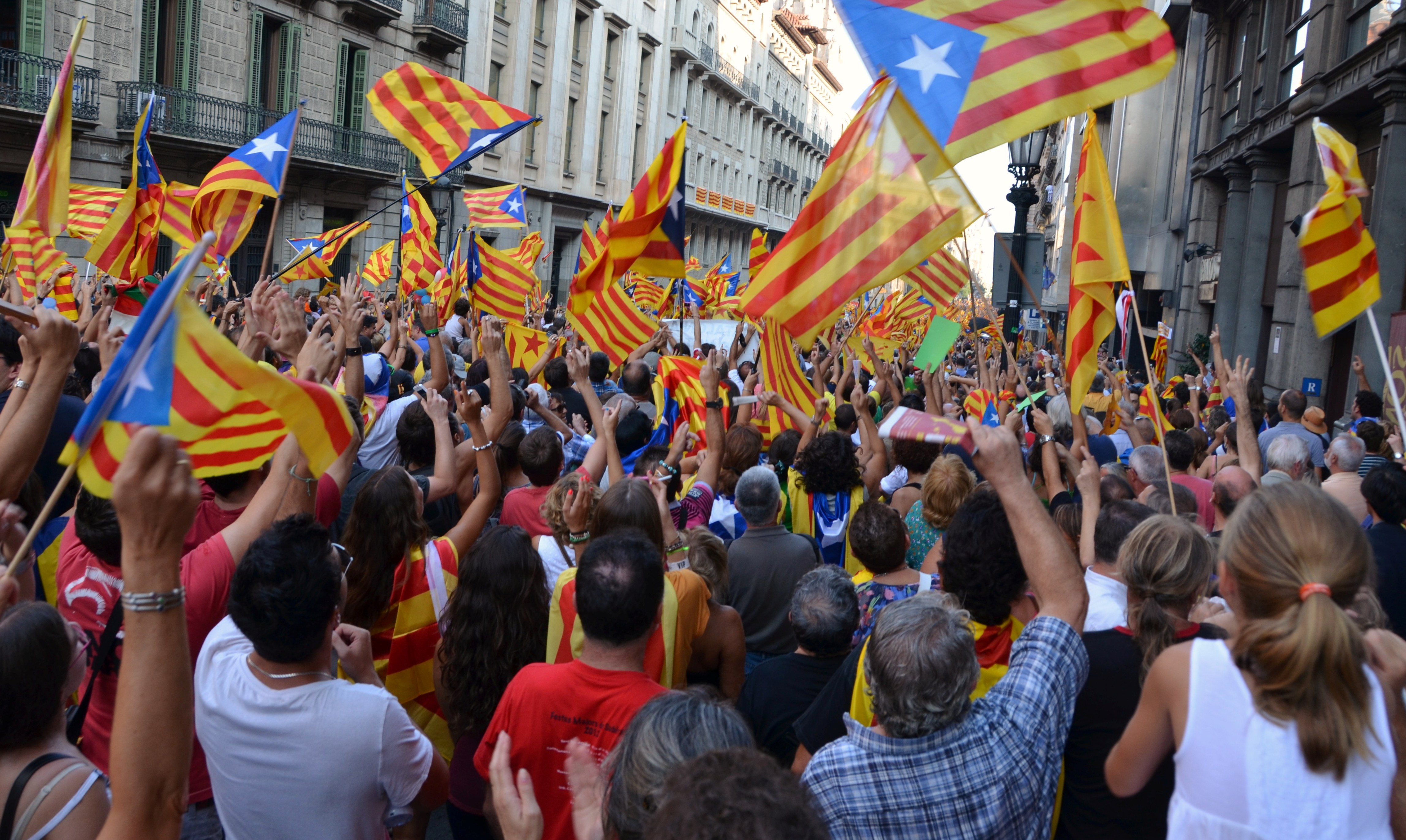
Estelades blavas et grogues sur la Via Laietana à Barcelone au début de la Manifestation « Catalunya, nou estat d'Europa » du 11 septembre 2012.

- Il existe un drapeau symbolisant la revendication indépendantiste en Catalogne. Les Catalans l'appellent l'Estelada blava (« l'Étoilée bleue » en français) dont le giron est bleu frappé d'une étoile blanche en son centre. C'est la version originale de l’Estelada, à laquelle il est fait référence dans des publications de 1918. Il s'inspire alors à la fois de l'emblème historique (la Senyera) et du nouveau drapeau de Cuba, qui vient de prendre son indépendance vis-à-vis de l'Espagne. Des années 1960 à 1990, ce drapeau a souvent été écarté au profit de l’Estelada roja à une époque où les idées socialistes et communistes dominaient dans les milieux indépendantistes. Mais elle fait un retour en force après la chute des régimes communistes en Europe de l'Est et l'intensification du processus d'intégration européenne, beaucoup de gens identifiant l'étoile blanche à un nouvel État au sein du drapeau de l'Union européenne. Aujourd'hui, elle est redevenue le principal symbole de la lutte pour l'indépendance de la Catalogne Sud et Nord (soit la Communauté de Catalunya en Espagne et également la partie catalane des Pyrénées-Orientales qui actuellement est en France).
- Et aussi l’Estelada groga ou vermella ou roja (« l'Étoilée rouge ») : elle se distingue par un giron de couleur jaune et une étoile de couleur rouge, les couleurs du drapeau et du blason des Pays catalans. L'utilisation de cette couleur avait à l'origine une connotation qui l'apparentait à la notion de défense d'un État indépendant communiste ou socialiste. Dans les dernières années, l'étoile rouge du drapeau continue à être utilisée par une partie de la gauche politique mais aussi comme un drapeau d'affirmation de l'unité des Pays catalans et de la lutte pour leur émancipation nationale.

#### Histoire de laSenyera

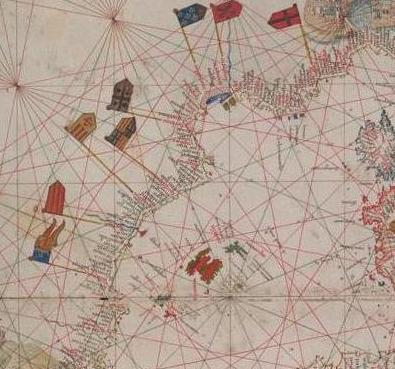
Drapeau catalan dans un portulan du XVe siècle.

Blason de Catalogne.

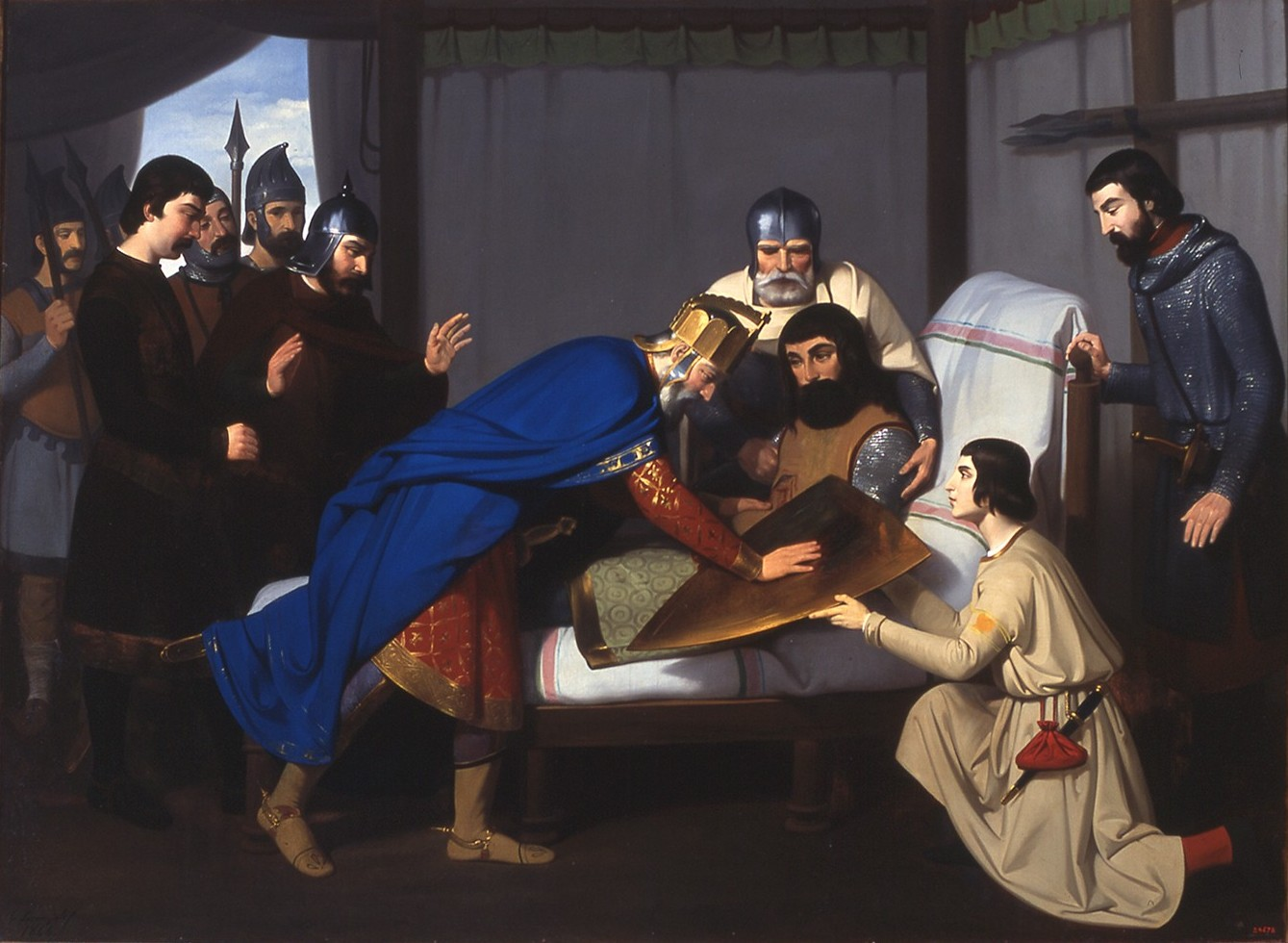
Origine de l'écu des comtes de Barcelone par Claudi Lorenzale, 1843-1844.

D'après la légende, inventée très probablement en 1551 par l'historien valencien Pere Antoni Beuter et largement diffusée dans la culture populaire catalane, l'empereur Charles le Chauve demande au comte Guifred le Velu de lui prêter main-forte contre les Normands. Au cours de la bataille, Guifred est atteint par une flèche. Le soir, l'empereur franc se rend dans la tente du comte catalan, allongé sur sa couche près de laquelle se trouve son bouclier, un champ d'or vierge de tout décor. Il trempe quatre doigts dans la blessure ouverte de Guifred et trace, d'un geste, les quatre barres rouge donnant ainsi à la Catalogne, ses armes d’or à quatre pals de gueules.
Sur le plan historique, les plus anciens témoignages de ce blason sont des sceaux du comte Raimond-Bérenger IV de Barcelone, époux de la reine Pétronille d'Aragon, puis de leur fils et successeur Alphonse II le Chaste, datant du milieu ou de la fin du XIIe siècle. Il existe un débat entre historiens et héraldistes sur les origines de cet emblème, la thèse la plus défendue étant celle le liant à la lignée des comtes de Barcelone, ce que font la plupart des documents datant de la fin du Moyen Âge. L'union des territoires constituant la couronne d'Aragon s'étant faite autour de la maison de Barcelone, ses armoiries seraient alors devenues celle de la maison royale d'Aragon et de la plupart de leurs possessions. D'autres spécialistes ont au contraire émis l'idée que ces couleurs viendraient des souverains d'Aragon avant le mariage de Pétronille avec Raimond-Bérenger IV de Barcelone, y voyant leurs origines dans les couleurs pontificales, les rois aragonais ayant entretenu des liens précoces avec le Saint-Siège. Enfin, une dernière théorie suggère que l'origine des armes proviendrait du mariage en 1112 du comte Raimond-Bérenger III de Barcelone avec la comtesse Douce de Provence. Douce, descendante de Guillaume le Libérateur et du comte Boson II d'Arles, aurait ainsi apporté à son époux et à sa descendance les armes de sa Provence. C’est en effet dans la vallée du Rhône que les écus avec décor comportant des pals sont originaires.
Quelles que soient leurs origines, les armes aux quatre pals gueules et or ont donné à partir du XIIe siècle les couleurs de la principauté de Catalogne et de la couronne d'Aragon. Elles sont communément appelées les « Quatre Barres » ou « Sang et or ». Ces couleurs forment aujourd'hui le drapeau catalan, dans lequel les pals sont devenues des bandes horizontales (fasces en termes héraldiques). Afin de ne pas les confondre avec celles, verticales, de Provence, les quatre pals ont été disposées plus tard horizontalement. En revanche, sur le sceau officiel de la Généralité de Catalogne comme sur les armes de la Communauté autonome, les pals restent verticales.
Trois autres communautés autonomes d'Espagne utilisent ces mêmes symboles, ou les mêmes bases, que ce soit les « Quatre Barres » ou les couleurs « Sang et or », dans leurs drapeaux et leurs armoiries, en raison de leur proximité historique : l'Aragon (drapeau et armoiries), la Communauté valencienne et les îles Baléares, par exemple. Les quatre pals se retrouvent également, en tant que représentantes de l'ancienne couronne d'Aragon, en partie 3 des armoiries de l'Espagne, elles-mêmes présentes sur le drapeau espagnol (tandis que les deux bandes rouges et la bande or de ce drapeau font référence autant aux couleurs castillanes qu'à celles de l'ensemble catalano-aragonais). De même, elles sont présentes dans les armoiries de l'Andorre, en 3 mais aussi en 2 sous la forme de trois barres qui étaient celles de l'ancien comté de Foix. En France, cette référence est reprise, officiellement ou non, par des collectivités ayant eu un lien passé avec la maison de Barcelone : les départements des Pyrénées-Orientales ou de Lozère, ainsi que les régions Occitanie (et avant elle celle du Languedoc-Roussillon) et Provence-Alpes-Côte d'Azur. En Italie, ces couleurs se retrouvent dans plusieurs provinces ou municipalités, notamment pour la ville métropolitaine de Reggio de Calabre ou encore à Naples.

#### Fête nationale et hymne

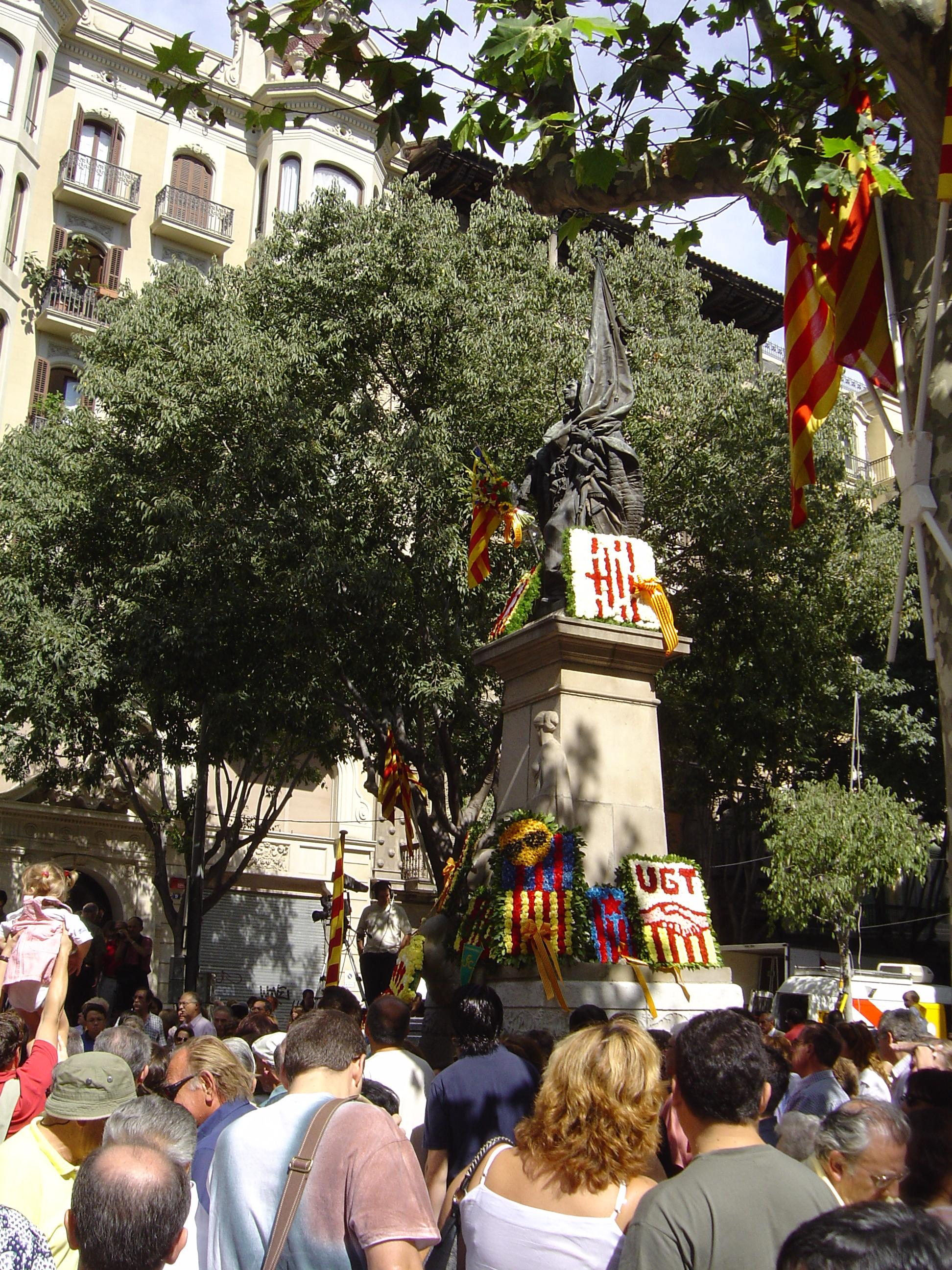
Dépôts de gerbes, d'enseignes et de drapeaux au monument à Rafael Casanova i Comes à Barcelone durant La Diada.

La Catalogne a ses propres symboles nationaux, définis au nombre de trois à savoir, outre la Senyera :
- La fête nationale de la Catalogne (Diada Nacional de Catalunya en catalan), plus communément appelée La Diada, est célébrée chaque 11 septembre depuis 1886[161]. Elle commémore la dernière défense lors du siège de Barcelone en 1714 qui a marqué, de fait, la fin de l'existence de la principauté de Catalogne en tant qu'État. Fêtée clandestinement durant la dictature franquiste, elle est reconnue légalement en 1980[162]. Les principales manifestations de ce jour férié incluent des dépôts de gerbe par les autorités, partis politiques et associations aux monuments dédiés à Rafael Casanova i Comes (dernier chef des conseillers du Conseil des Cent de Barcelone) et Josep Moragues (général qui a mené les opérations militaires du côté catalan dans la guerre de Succession d'Espagne) présents dans de nombreuses communes de la Communauté, mais aussi par les organisations indépendantistes au Fossar de les Moreres à Barcelone (ancien cimetière de la basilique Sainte-Marie-de-la-Mer de Barcelone devenu un charnier durant le siège de 1714). De plus, outre les nombreux concerts, manifestations ou expositions organisés chaque année durant La Diada, de nombreux particuliers suspendent des drapeaux (la Senyera ou l’Estelada, qu'elle soit bleue ou rouge) aux balcons ou fenêtres, tandis qu'il est typique de s'offrir et de manger du Pa de Sant Jordi (« pain de Saint Georges »), un pain à la soubressade et au fromage formant les quatre pals sang et or du blason.

- L'hymne national de la Catalogne est Els Segadors (« Les Moissonneurs » ou « Les Faucheurs » en français), dont les paroles ont été rédigées sous leur forme actuelle par Emili Guanyavents en 1899, sur une mélodie populaire du XVIIe siècle (pour les couplets) adaptée par Francisco Alió en 1892. La chanson est devenue officielle par la loi du 25 février 1993[163],[164]. Les paroles d’Els Segadors renvoient à la guerre des faucheurs qui a opposé la Catalogne au pouvoir royal incarné par Philippe IV et son ministre Olivares de 1640 à 1659 pour défendre les fors de la principauté, et plus particulièrement au Corpus de Sang du 7 juin 1640 qui a marqué le début de ce soulèvement.

#### Autres signes distinctifs non officiels

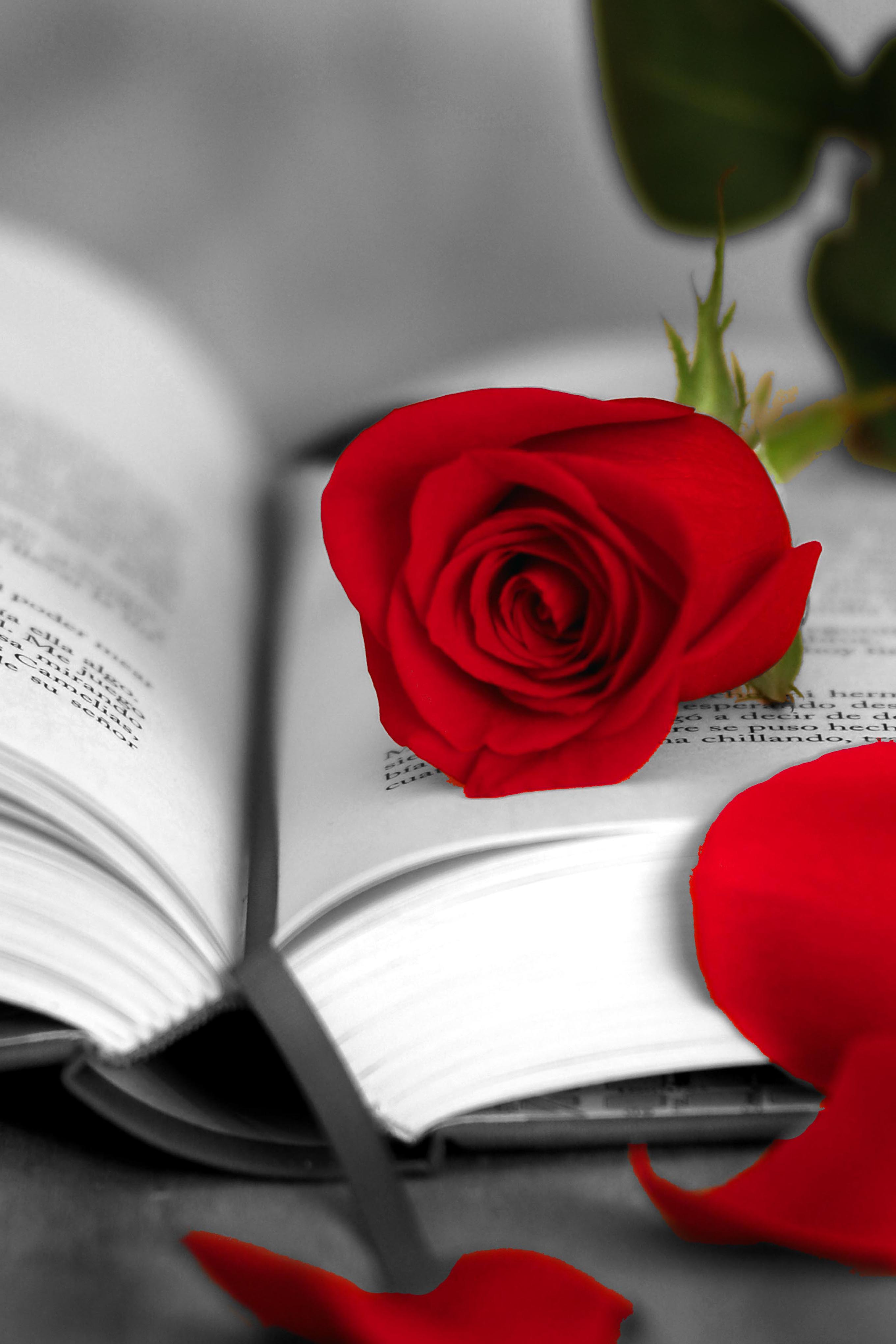
La rose et le livre, les éléments protagonistes de la fête de saint Georges en Catalogne.

- La Diada de Sant Jordi (fête de saint Georges) est largement célébrée dans toutes les villes de la Catalogne, le 23 avril, commémorant Georges de Lydda, saint patron de la Catalogne dans la tradition catholique depuis le XVe siècle. Faisant référence, par médiévalisme, aux Jeux floraux, aux anciennes fêtes votives (celle de la Sant Jordi ayant été marquée par une « Foire aux roses » ou aux « Amoureux »)[165], elle est remise au goût du jour par le mouvement littéraire de la Renaixença dans la deuxième moitié du XIXe siècle pour devenir alors un des symboles de l'identité catalane[166]. Puis, en 1926, l'écrivain et éditeur Vicent Clavel i Andrés, originaire de Valence mais établi à Barcelone, directeur de l’Editorial Cervantes, propose aux libraires barcelonais d'instituer une fête pour soutenir et diffuser les livres, la date retenue étant finalement celle de la Sant Jordi[167]. Depuis lors, cette fête, considérée comme une autre fête nationale (non officielle) pour la Catalogne, est l'occasion d'un échange de livres et de roses entre femmes et hommes, tandis que les Catalans vont également arborer les senyeres comme une manifestation de fierté nationale.

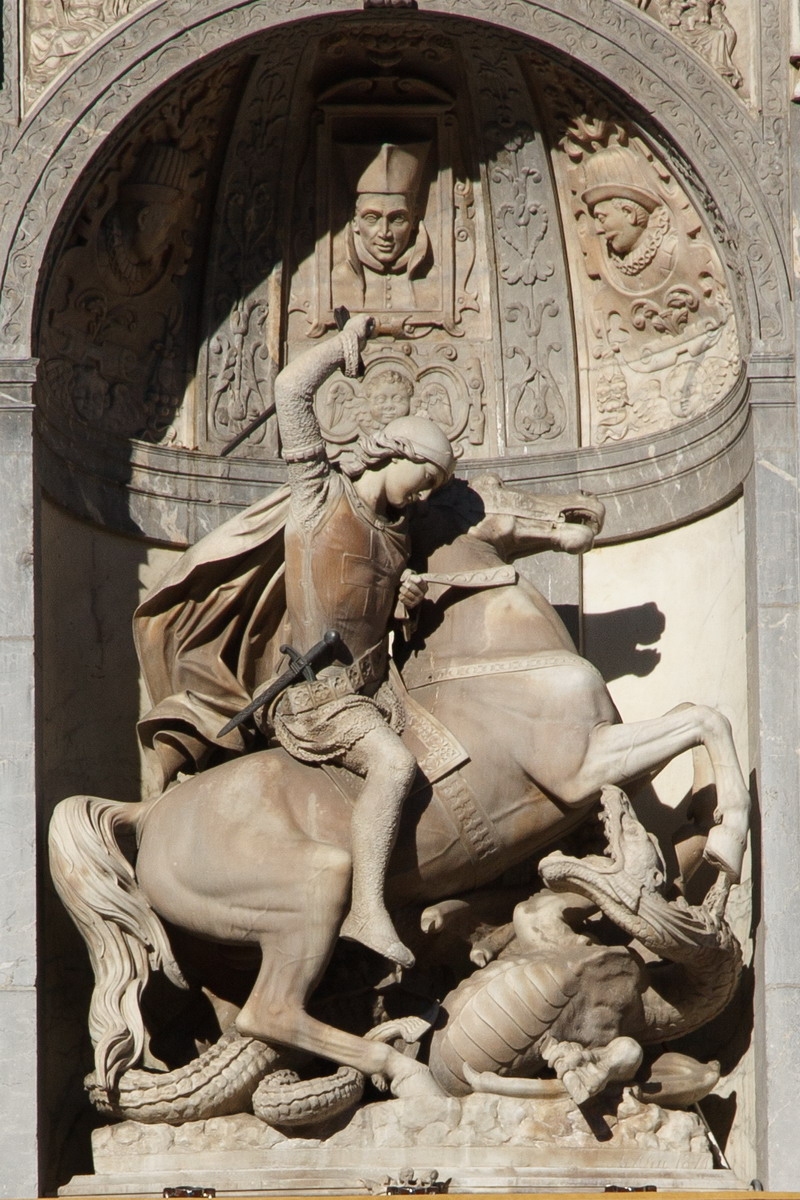
Statue équestre de saint Georges sauroctone (« tueur de dragon ») sur la façade du palais de la Généralité de Catalogne à Barcelone.

- Plus généralement, l'ensemble de la symbolique liée au culte traditionnel de Georges de Lydda est utilisée en Catalogne, à commencer par la croix de saint Georges, présente sur de nombreux écussons et qui a donné son nom à la creu de Sant Jordi, en français : « croix de Saint-Georges », créée en 1981 pour être la deuxième plus haute distinction de la région après la médaille d'or de la Généralité de Catalogne. De même, la thématique iconographique de saint Georges et le Dragon est très utilisée, les Dracs et Víbrias (dragons et vouivres) se retrouvant dans les défilés folkloriques comme sur les armoiries de nombreuses collectivités.
- D'autres hymnes, bien que non reconnus légalement, revêtent également une importance identitaire forte. Ainsi, avant 1993, Els Segadors était déjà utilisé de facto comme hymne à égalité avec le Cant de la Senyera (« Chant du drapeau » en français), un poème de Joan Maragall mis en musique par l'Orfeó Català et joué pour la première fois en 1896 pour une cérémonie de bénédiction du drapeau de la Catalogne à Montserrat. Il s'agit notamment du chant interprété par des militants catalanistes et anti-franquistes devant des ministres du gouvernement du général Franco durant les événements du Palais de la Musique du 19 mai 1960, considéré comme l'un des actes fondateurs d'une renaissance du nationalisme catalan durant la dictature. De même, L'Estaca (« Le Pieu »), composée en 1968 par Lluís Llach, est à l'origine le symbole de l’opposition au franquisme en Catalogne, puis de toute lutte pour la liberté, tout en étant fortement intégrée au folklore populaire catalan.

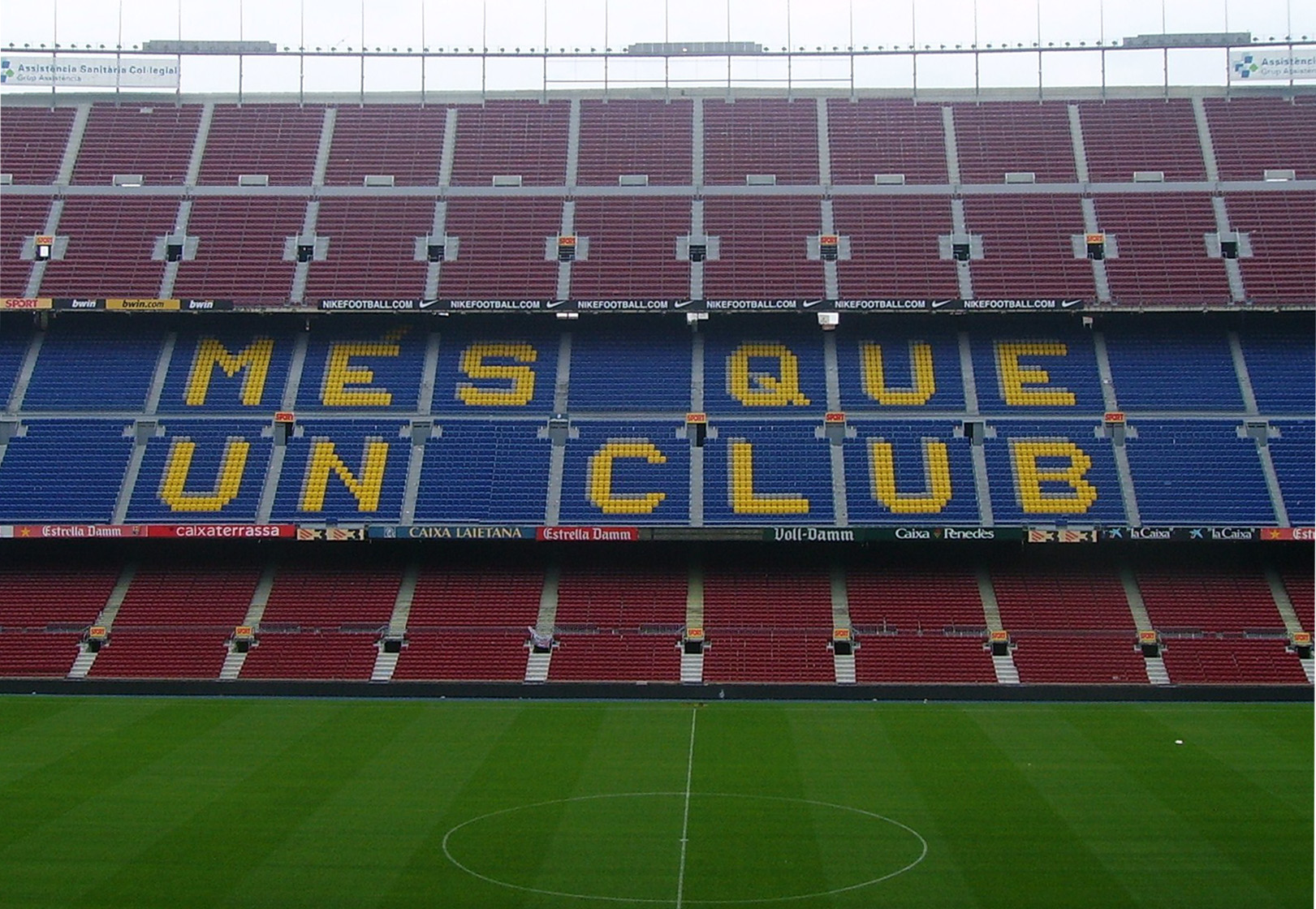
La devise du FC Barcelone écrite dans les tribunes du Camp Nou.

- L'un des plus célèbres symboles internationaux de la Catalogne est l'équipe de football du club omnisports FC Barcelone, dont l'importance identitaire est incarnée par sa devise, Més que un Club, ses couleurs, le blaugrana (bleu et grenat) et son hymne, El Cant del Barça (« Le Chant du Barça »). Chaque saison, il se livre à l'une des rivalités espagnoles les plus célèbres, El Clàssic (en catalan, El Clásico en espagnol), qui oppose le FC Barcelone au Real Madrid. De fait, le club nourrit traditionnellement une attache très forte au catalanisme et plus généralement à tout ce qui se rattache à sa région de Catalogne[168], en opposition au centralisme de Madrid[169]. Organisation catalane parmi les plus célèbres dans le monde, le club est vu comme un héros de la défense de la culture et de la langue catalane, utilisée dans tous les documents officiels du club. La Senyera apparaît sur l'écusson, sur le maillot ou encore sur le brassard de capitaine. Enfin, le club a publiquement apporté son soutien à l'adoption de la loi sur le statut d'autonomie de la Catalogne, en 1932, 1979 et 2006. Cet engagement continu est reconnu officiellement le 21 décembre 1992 par la Généralité de Catalogne présidée par Jordi Pujol, qui lui attribue la Creu de Sant Jordi[170]. Certains historiens, comme Manuel Vázquez Montalbán, considèrent que le FC Barcelone est pour de nombreux Catalans l'alternative d'une sélection catalane sur la scène internationale[171].

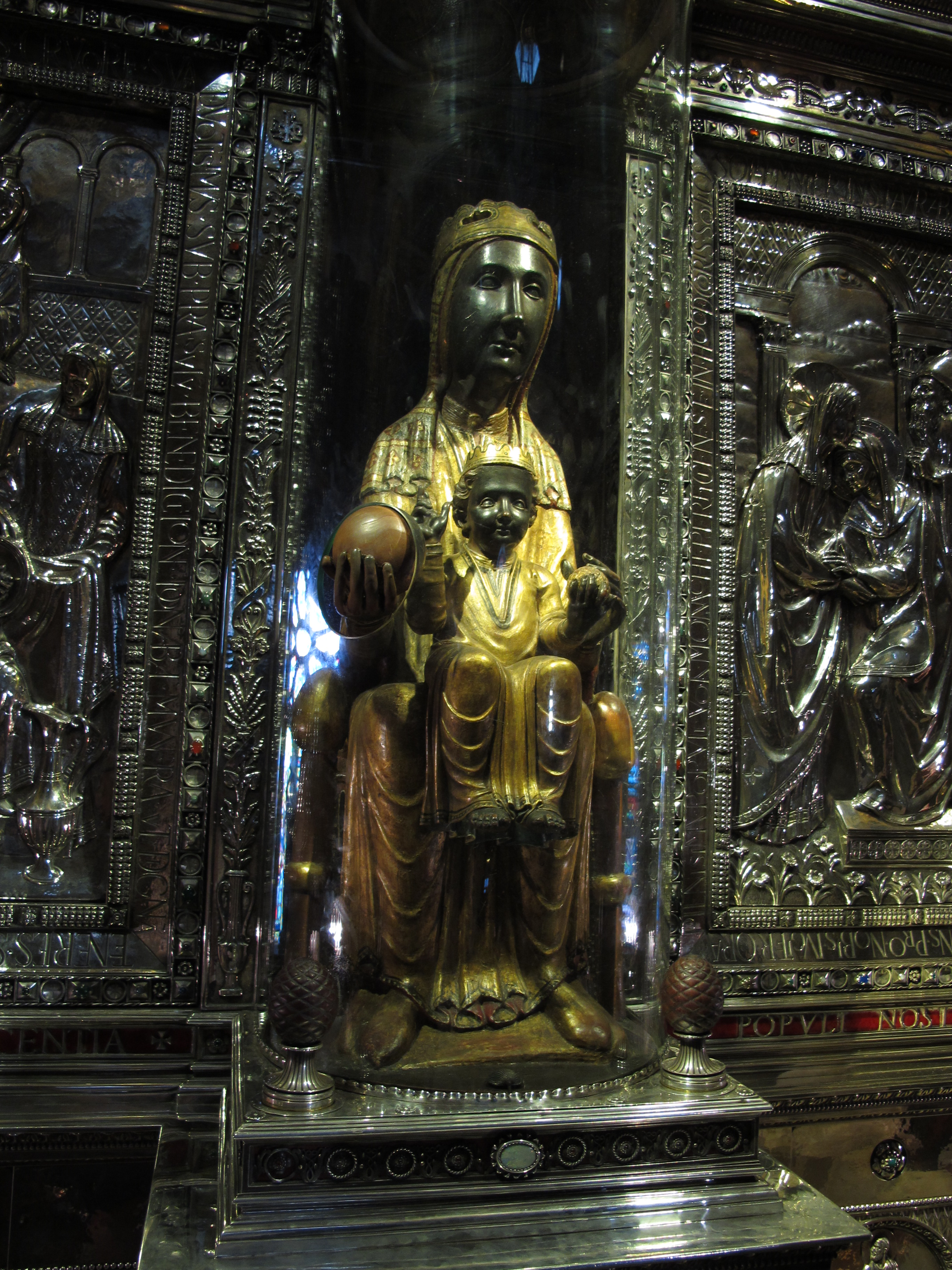
La Vierge de Montserrat ou Moreneta.

- La Moreneta (« La Brunette » en français), une Vierge noire romane du XIIe siècle conservée à l'abbaye Santa Maria de Montserrat, est liée à l'un des mythes fondateurs de la Catalogne et a été reconnue comme patronne des diocèses catalans par le pape Léon XIII le 11 septembre 1881. Sa couleur et sa figure sont devenus des symboles identitaires forts, défendus tant par les croyants que par les catalanistes. D'autres pères fondateurs mythiques sont basés soit sur des personnages totalement légendaires, comme Otger Cataló et les neuf barons de la Fame (un prince germanique et neuf guerriers catalans réfugiés dans les montagnes ayant juré devant la Vierge noire de combattre les Maures), soit sur des personnages historiques comme Guifred le Velu, qui serait né en 852 à Rià en Conflent et qui est considéré comme le fondateur de la Catalogne en tant que premier comte héréditaire de Barcelone.

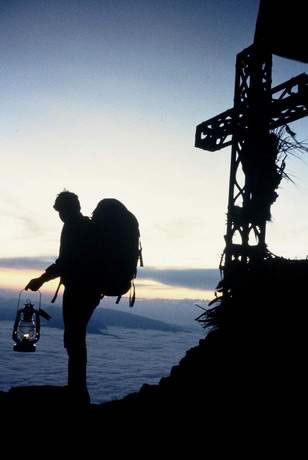
La Flama descend du sommet du Canigou, au matin du 23 juin.

- Le pic du Canigou (en catalan : Canigó), montagne célébrée par les poètes catalans depuis le XIIIe siècle, qui se trouve sur le territoire français (Pyrénées-Orientales), est au cœur d'autres festivités célébrées dans toute la Catalogne (et, plus généralement, dans l'ensemble des Pays catalans) : la Flama del Canigó (« Flamme du Canigou »), ravivée au sommet du pic chaque année entre le 22 et 23 juin puis diffusée par des volontaires dans tout le pays pour allumer les feux de la Saint-Jean.
- Parmi les éléments du folklore catalan devenus des symboles identitaires sont la barretina (le « petit chapeau », largement porté par les paysans catalans du XVIe siècle ou XVIIe siècle jusqu'au XXe siècle), Patufet (personnage d'un conte traditionnel), le Tió de Nadal (la « Bûche de Noël ») ou encore le Caganer (le « Chieur », un des santons traditionnels de la crèche de Noël).
- Un emblème plus récent de la Catalogne est le Ruc català (aussi appelé Ase català ou le Burro), l'âne catalan, par opposition au taureau espagnol[172].

### Gastronomie

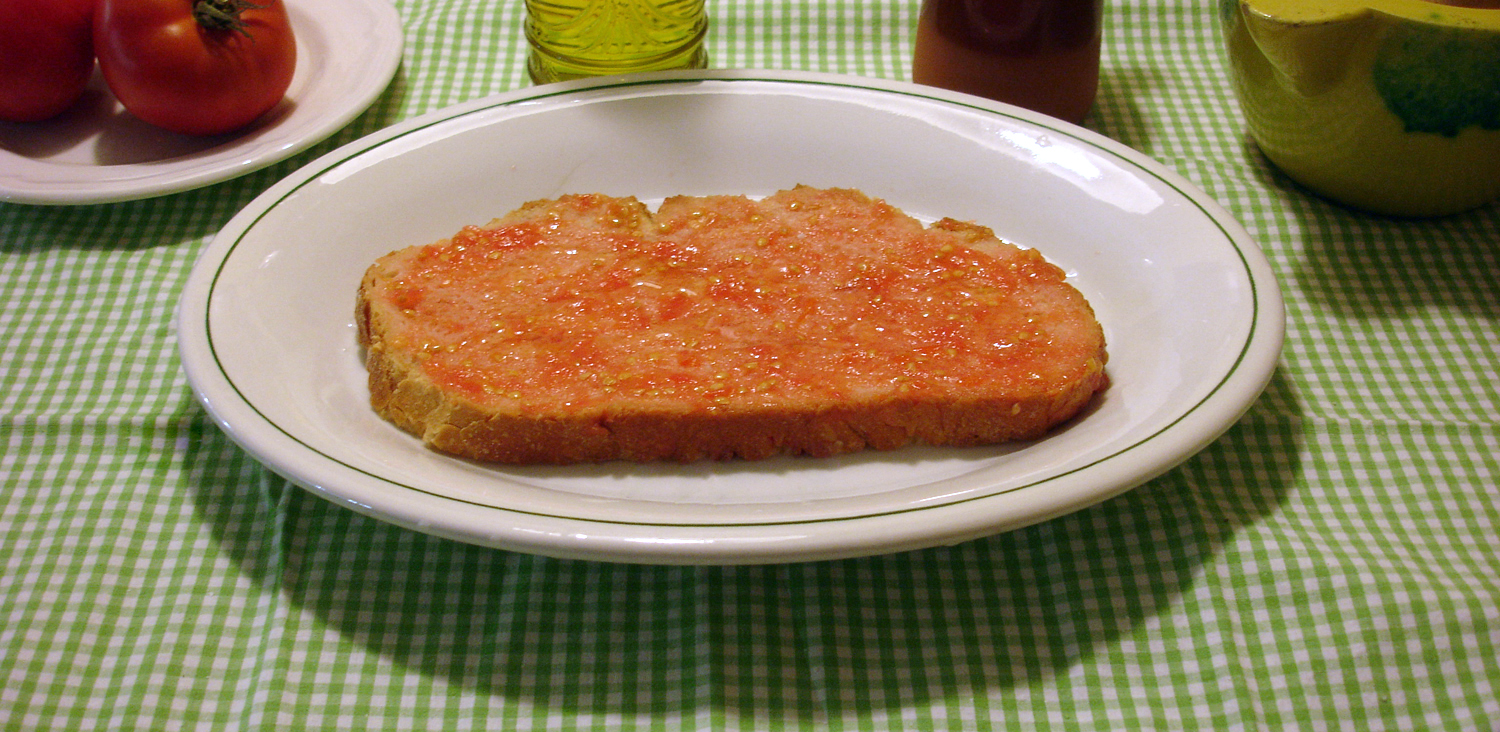
Pa amb tomàquet.

La gastronomie catalane, comme toutes les cuisines du bassin méditerranéen, fait un usage abondant de poissons, fruits de mer, huile d'olive et légumes frais. Les spécialités sont nombreuses et incluent pa amb tomàquet (pain à la tomate), Calçotada, escudella i carn d'olla, suquet de peix, (soupe de poisson) et bien sûr la crème catalane (similaire a la crème brûlée).
Région vinicole, le vignoble catalan possède plusieurs dénominations d'origine telles que le Priorat, Montsant, Penedes et Empordà, et on y trouve également un mousseux, le cava.
La Catalogne est également reconnue au niveau international pour sa haute cuisine, avec notamment des restaurants comme El Bulli ou El Celler de Can Roca qui dominent régulièrement les classements internationaux.

## Galerie

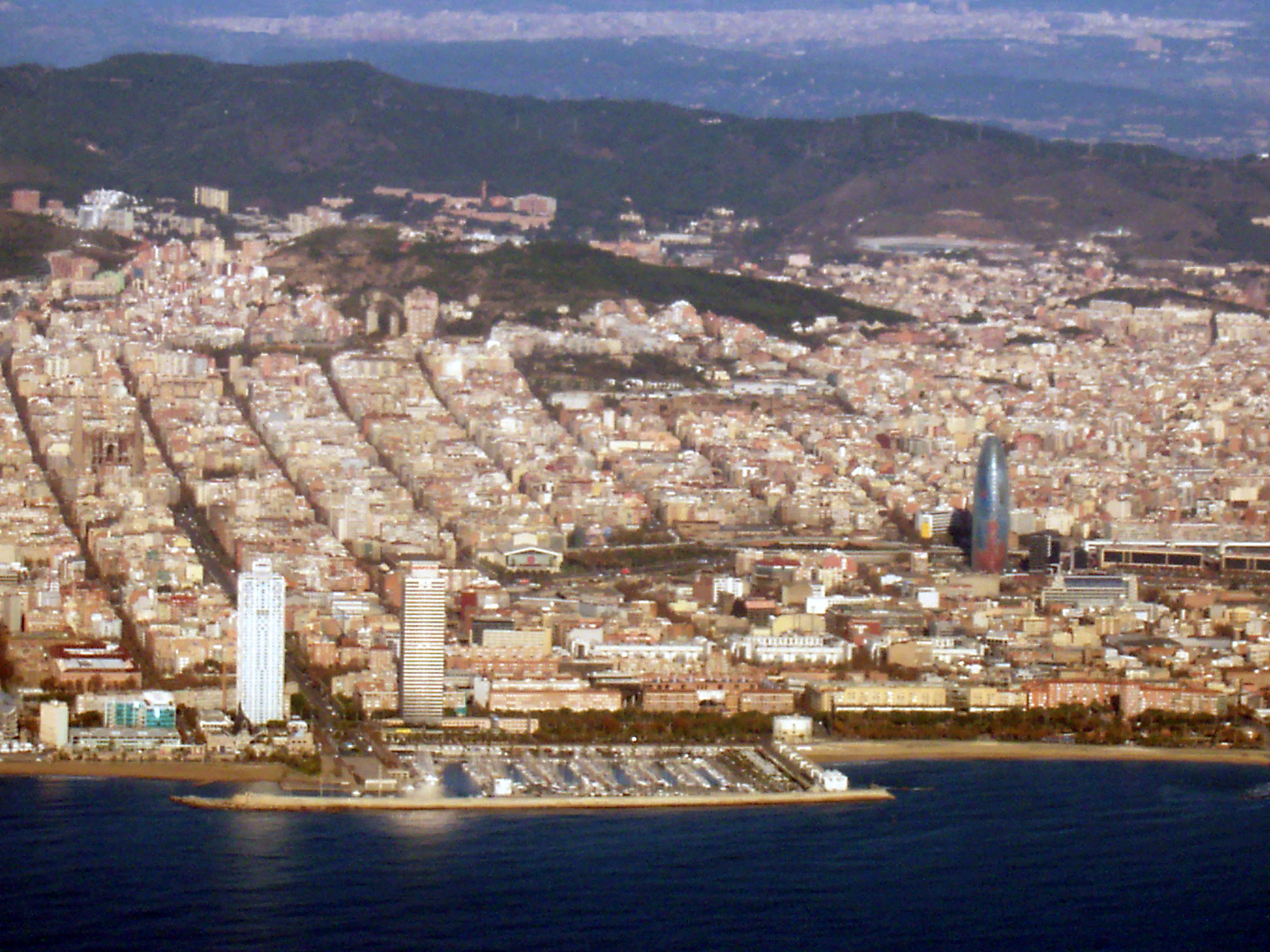
Barcelone.
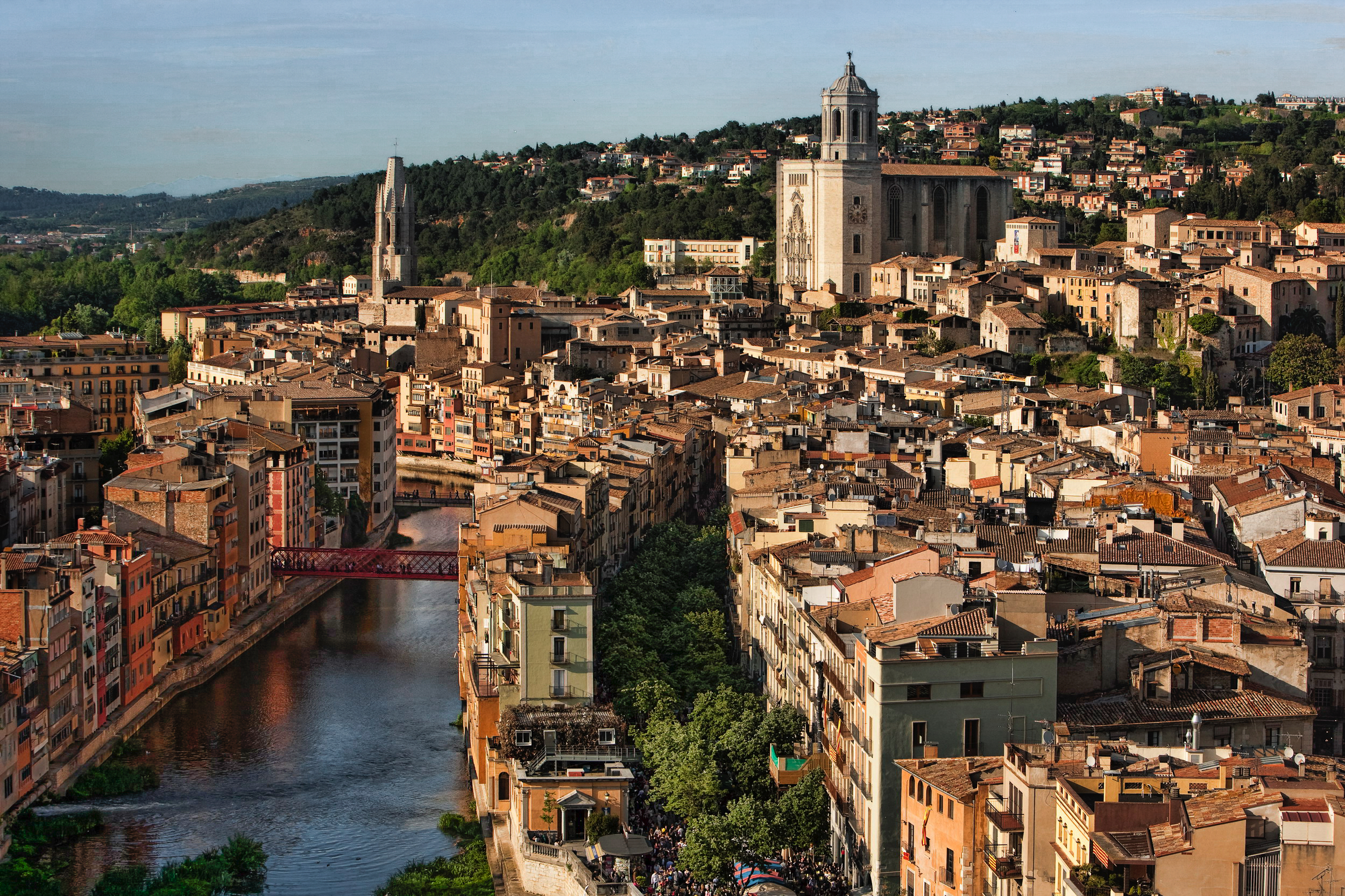
Gérone avec la cathédrale Sainte-Marie.
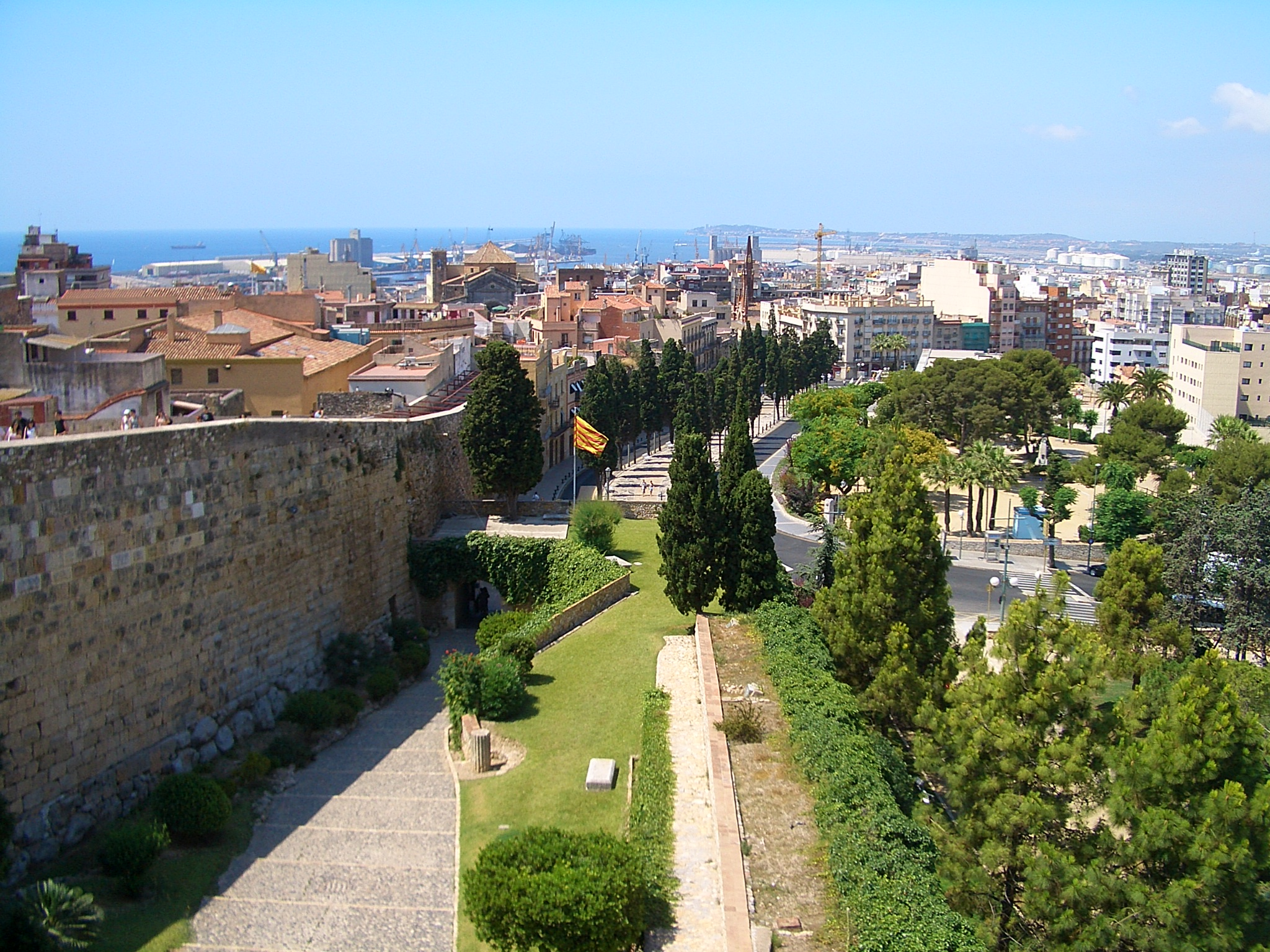
Tarragone.
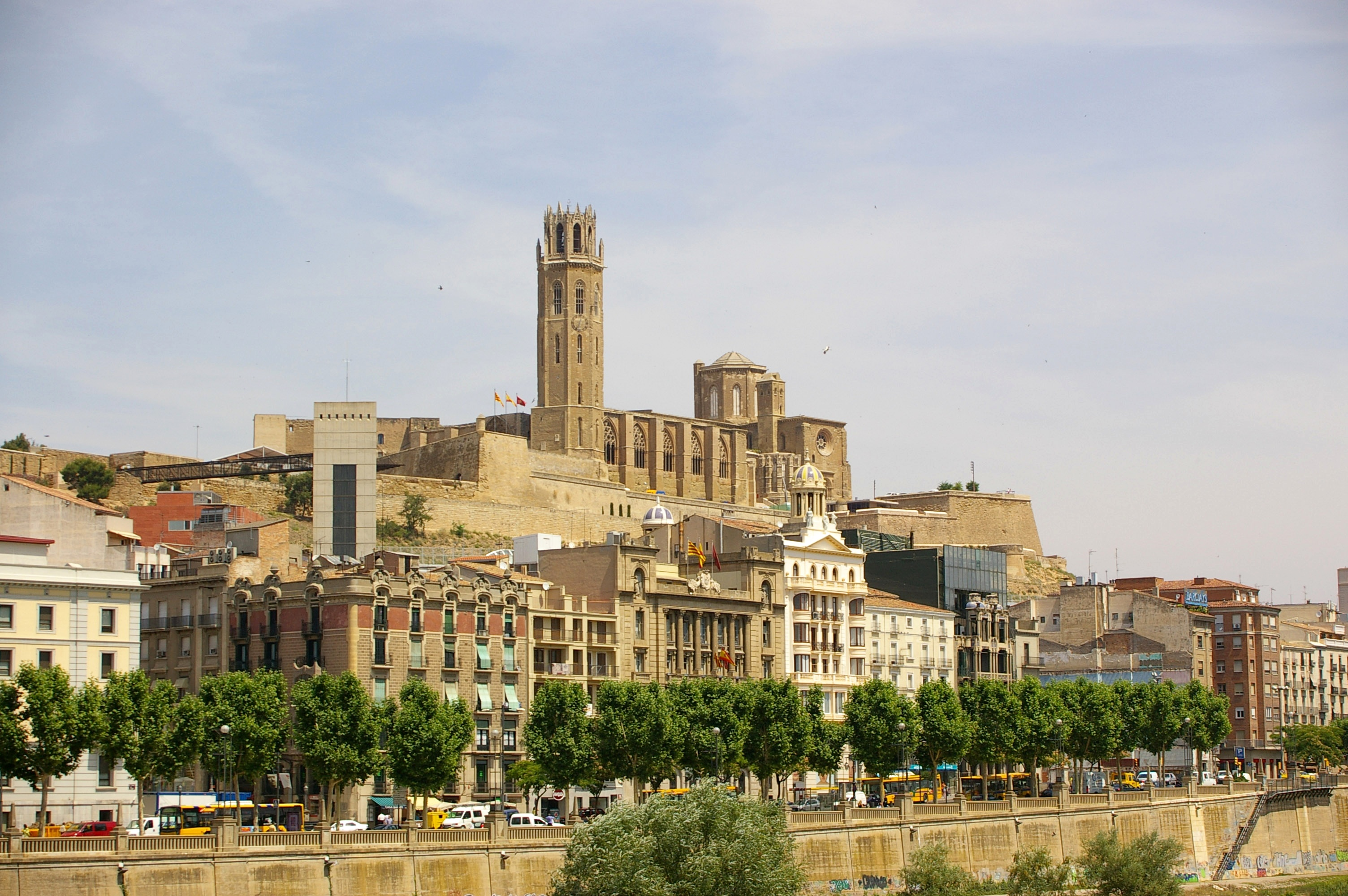
Lérida.
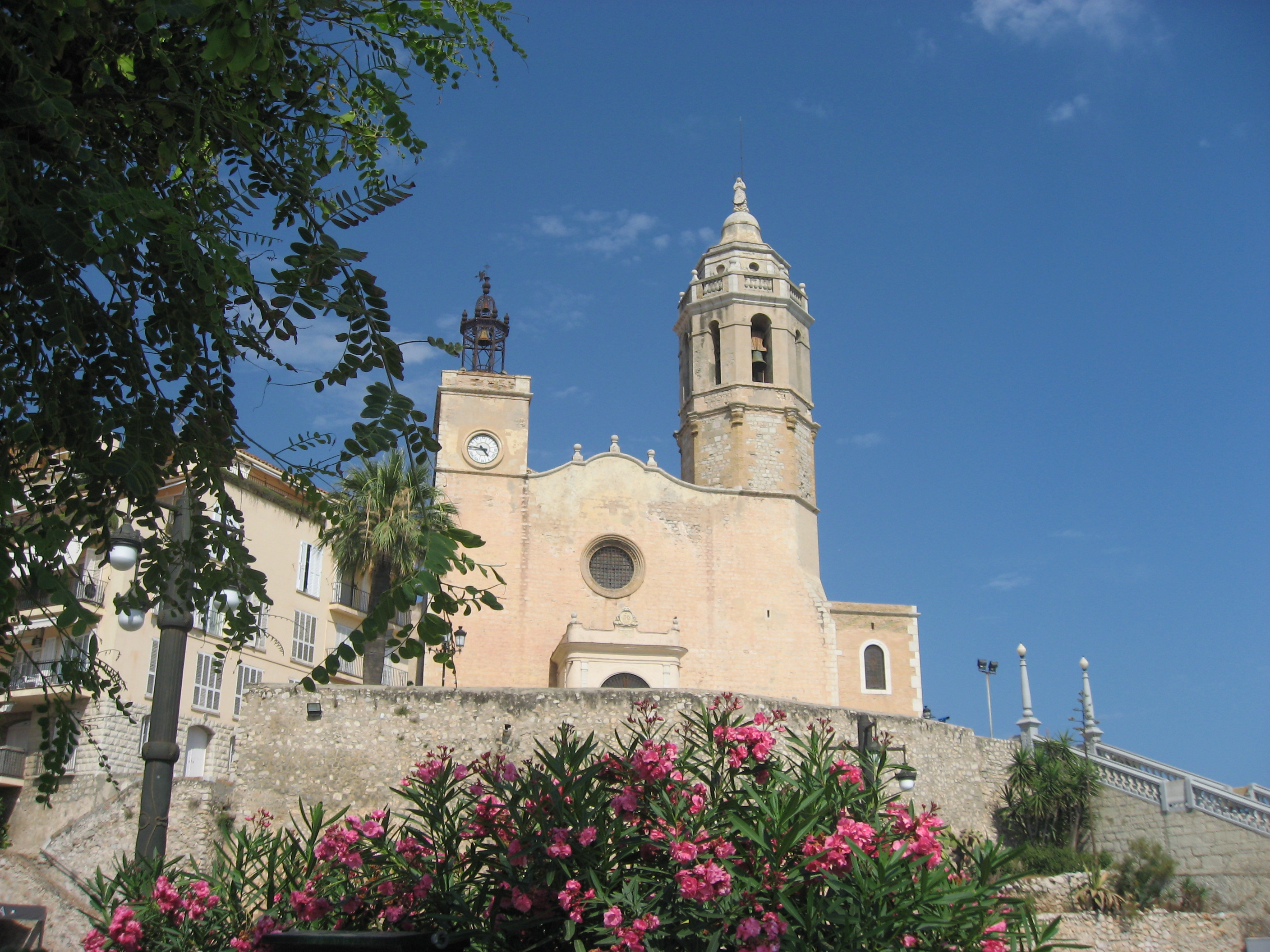
Église de Sitges.
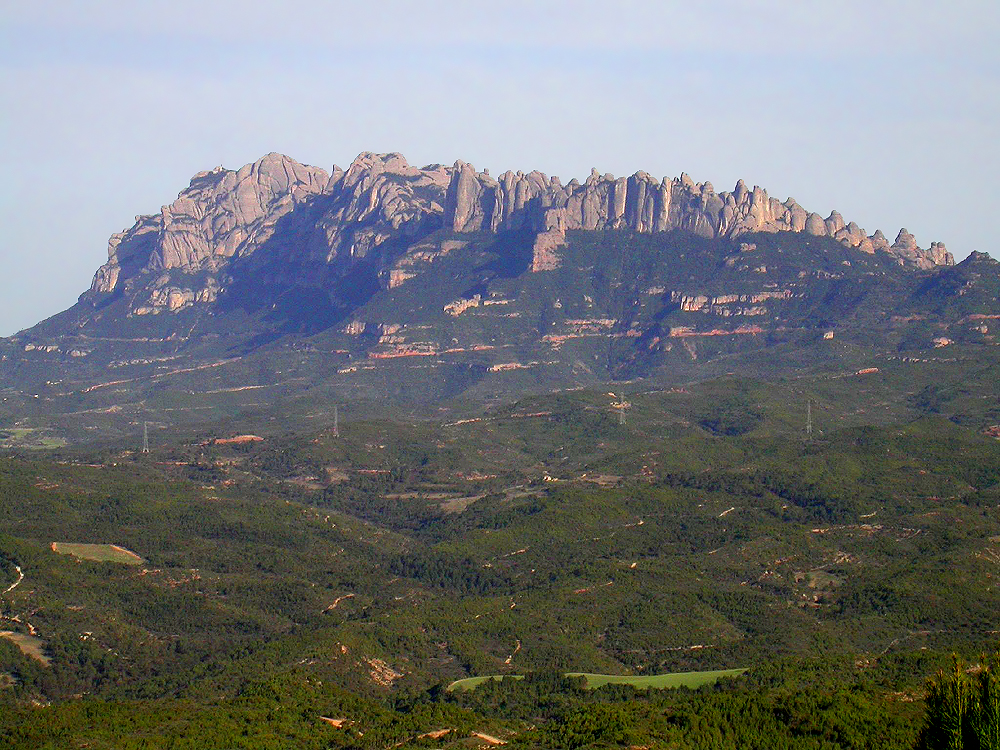
Montserrat.
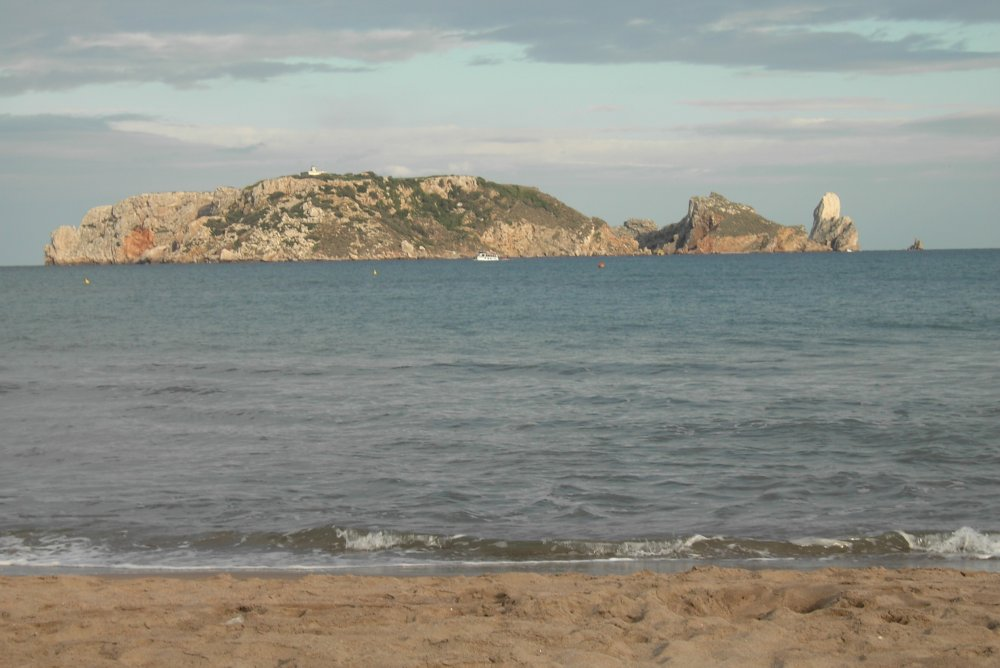
Îles Medes.
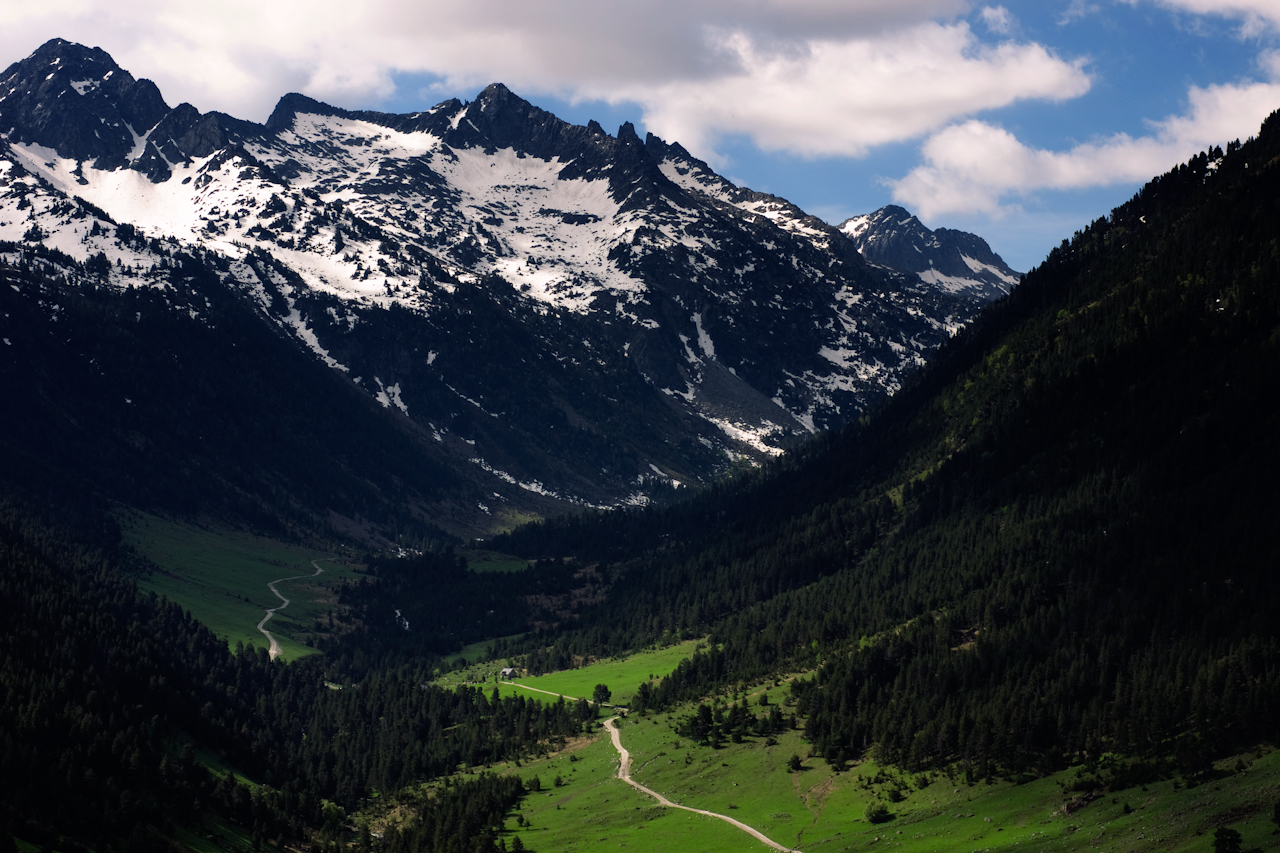
Val de Ruda (val d'Aran).
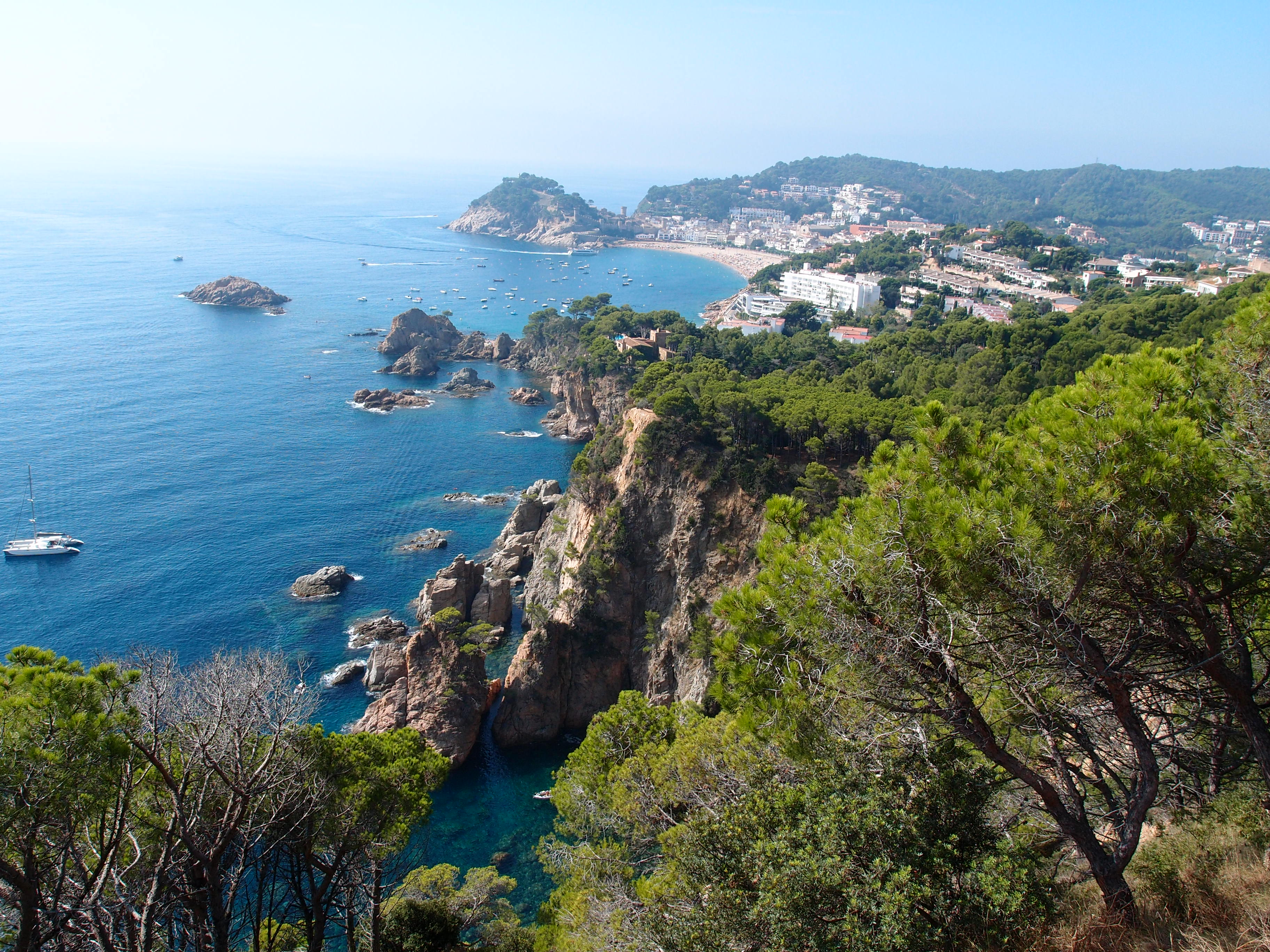
Tossa de Mar, Costa Brava.